# Ville de Bruxelles
Pour les articles homonymes, voir Bruxelles (homonymie).
Cet article concerne la commune de Bruxelles et la ville au sens honorifique. Pour l'agglomération et la ville au sens géographique, voir Bruxelles.
La ville de Bruxelles, (en néerlandais : Stad Brussel ; en allemand : Stadt Brüssel) est une commune de Belgique de 196 828 habitants et la capitale de la Belgique. Elle accueille également les sièges de la Communauté française et de la Communauté flamande, de plusieurs institutions de l'Union européenne – dont la Commission européenne et les commissions du Parlement européen, ainsi que celui de l'OTAN dans la section de Haren.
La commune porte le titre honorifique de ville. Elle est située au centre de la région de Bruxelles-Capitale et est entourée par d'autres communes qui constituent avec elle cette région de 19 communes peuplée de 1 255 795 habitants au 1er janvier 2025 et dotée de l'autorité supra-communale d'un gouvernement et d'un parlement. À l'extérieur s'étend la périphérie bruxelloise débordant dans la Région flamande dans laquelle la région bruxelloise est enclavée pour former l'agglomération bruxelloise.
La commune de Bruxelles proprement dite est constituée de plusieurs territoires : d'abord le Pentagone qui délimite le centre historique, ensuite les anciennes communes de Laeken, Haren et Neder-Over-Heembeek, et enfin les parties de communes voisines annexées qui sont le quartier Nord-Est avec l'extension moderniste du quartier nord et ses immeubles tours, le « quartier européen » (partie informelle du quartier Léopold) et le quartier de l'avenue Louise ainsi que le bois de la Cambre et une partie de la forêt de Soignes.
La ville de Bruxelles s'étend sur 33,09 km2 et compte 198 314 habitants au 1er janvier 2025, soit une densité de 5 993 habitants/km2.

## Territoire communal
La ville de Bruxelles est composée de :
- la section de Bruxelles, proprement dite, qui comprend :
  - le centre historique de la ville, plus ou moins délimité par l’emplacement des anciennes murailles de la seconde enceinte, aujourd'hui constitué par les boulevards de la petite ceinture. La forme géométrique de cette partie de la commune la fait également désigner sous le nom de Pentagone ou de Cœur de Bruxelles ;
  - des territoires annexés durant la seconde moitié du XIXe siècle :
    - à l'est, en 1853, à la suite de la faillite de l'administration communale de Saint-Josse-ten-Noode, la ville de Bruxelles rachète la moitié de cette commune. C'est aujourd'hui le « quartier des squares », la seule partie de la section de Bruxelles à avoir le même code postal (1040) que la commune d'Etterbeek ;
    - au sud, en 1860, 123 hectares de la forêt de Soignes sont annexés pour en faire le bois de la Cambre, aménagé en parc « à l’anglaise », destiné à devenir la promenade de l'aristocratie de la ville. Simultanément est créée, pour y accéder, une large et prestigieuse avenue, l’avenue Louise, également annexée à Bruxelles, qui coupe en deux parties la commune d’Ixelles (et qui exclave un petit secteur au nord-est de la commune de Saint-Gilles) ;
    - à l’est, en 1880, un champ de manœuvre de l’armée et les terrains alentour, situés dans la commune d’Etterbeek, sont rattachés à Bruxelles-ville pour y créer le parc du Cinquantenaire, lors de la commémoration du jubilé de l’indépendance. On y installe musées et lieux de manifestations commerciales. Les quartiers situés entre le parc et le centre-ville, également annexés à cette époque, accueillent aujourd’hui les bâtiments de l’Union européenne ;
- au nord, les anciennes communes de Laeken, Neder-Over-Heembeek et Haren, fusionnées en 1921 à la ville de Bruxelles et devenues aujourd'hui des sections de la commune.

### Le Pentagone

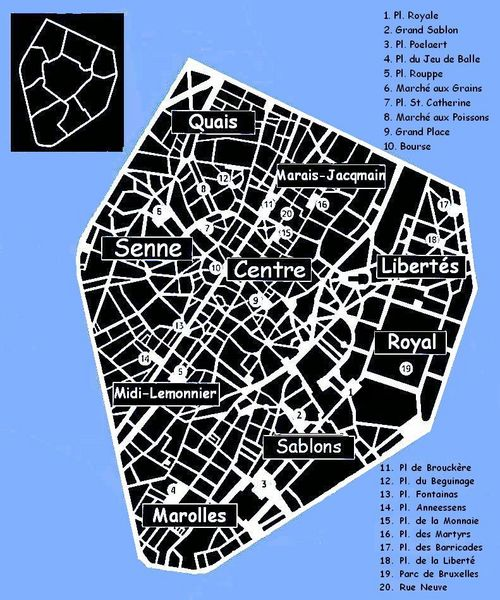
Les quartiers.

#### Quartier du Centre
C’est au cœur du quartier de l’île Saint-Géry, formé par la Senne et sur lequel aurait été construit un premier donjon vers 979, qu’on situe l’origine de la ville. Aujourd’hui, le quartier autour des Halles Saint-Géry, ancien marché couvert, est l’un des quartiers branchés de la capitale. Le quartier du centre conserve quelques vestiges de la première enceinte de Bruxelles du XIIIe siècle, qui englobait le premier port de Senne, la collégiale romane, remplacée ultérieurement par la cathédrale Saints-Michel-et-Gudule, et le château ducal du Coudenberg (Quartier royal). Au centre de ce triangle se trouvent la Grand-Place de Bruxelles, le quartier de l’Îlot Sacré (qui tire son nom de sa résistance aux projets de démolition), lui-même traversé par les Galeries royales Saint-Hubert, le Quartier Saint-Jacques qui accueillait les pèlerins en route vers Compostelle et le quartier de la Bourse, construit à l’emplacement d’un ancien couvent dont les vestiges ont été mis au jour.

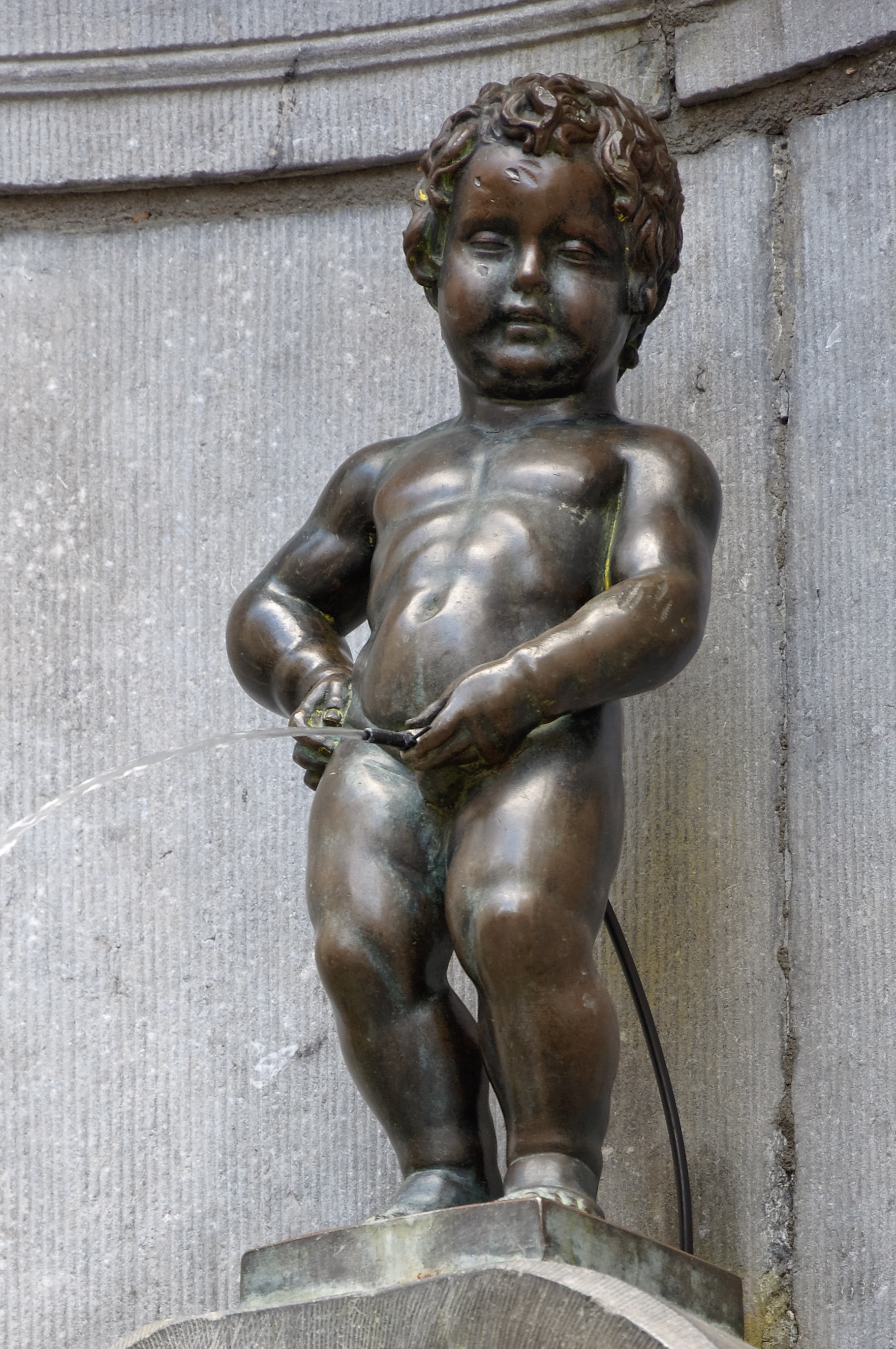
Manneken Pis.
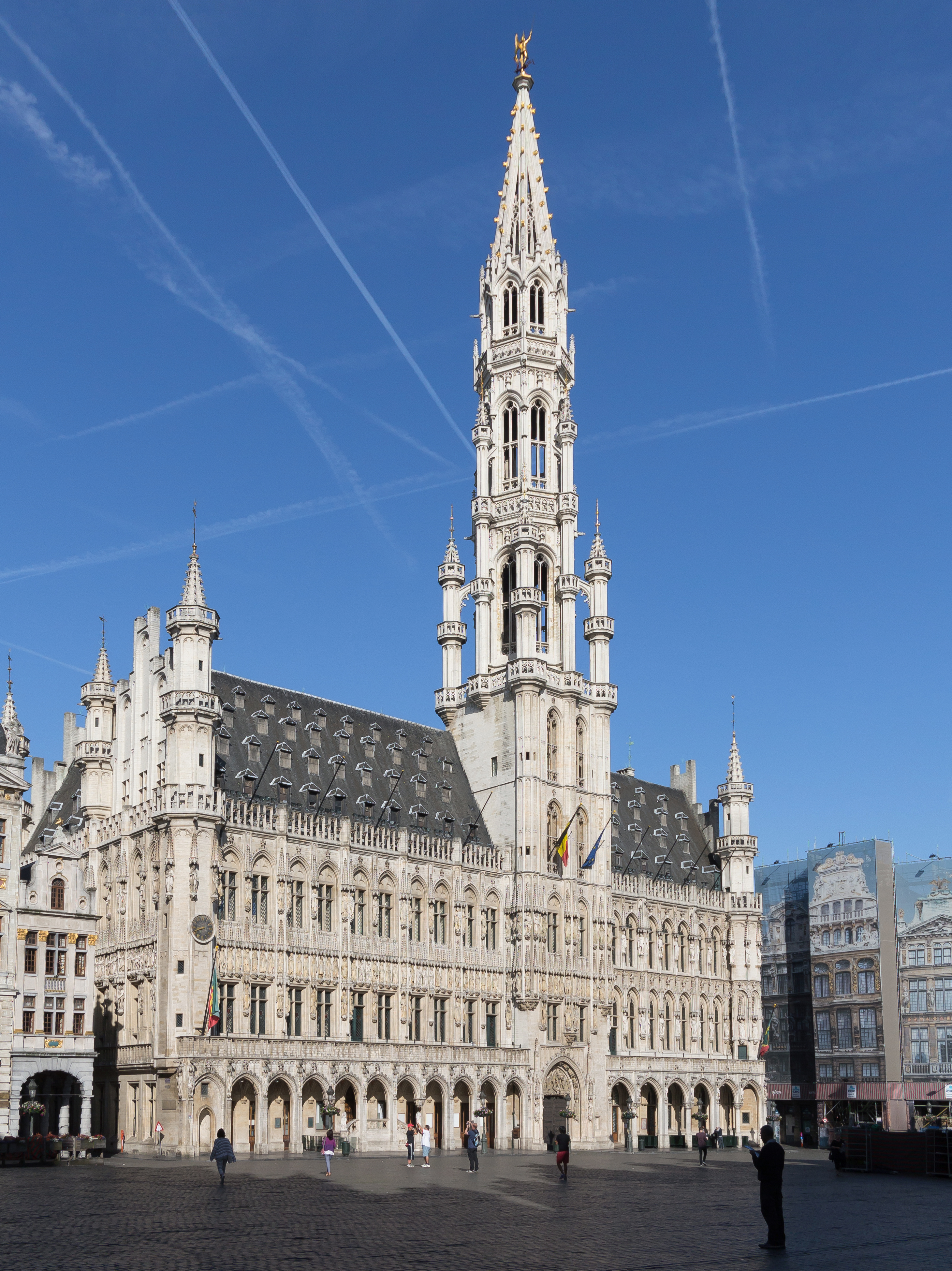
Hôtel de ville de Bruxelles.
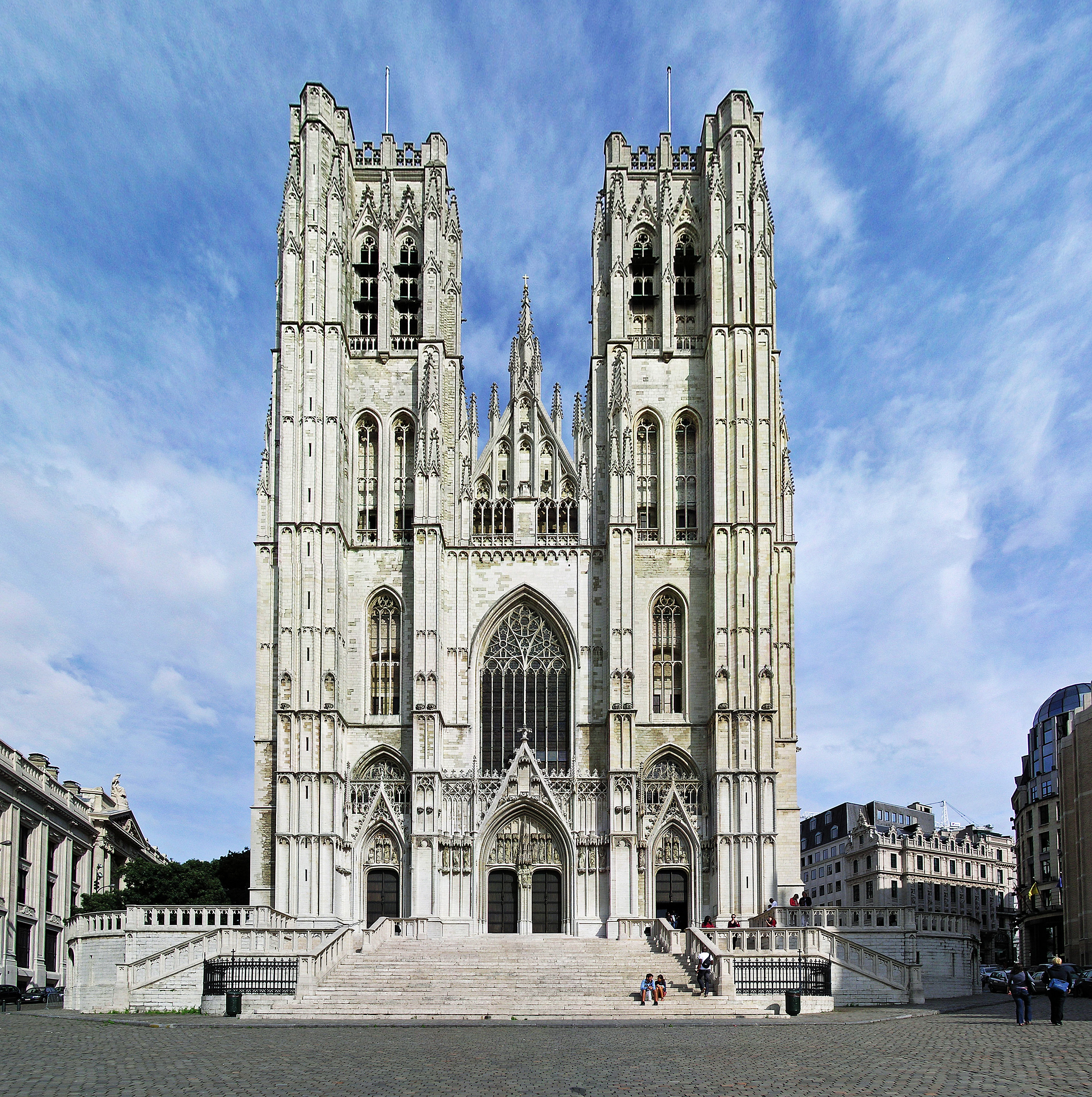
Cathédrale Saints-Michel-et-Gudule.
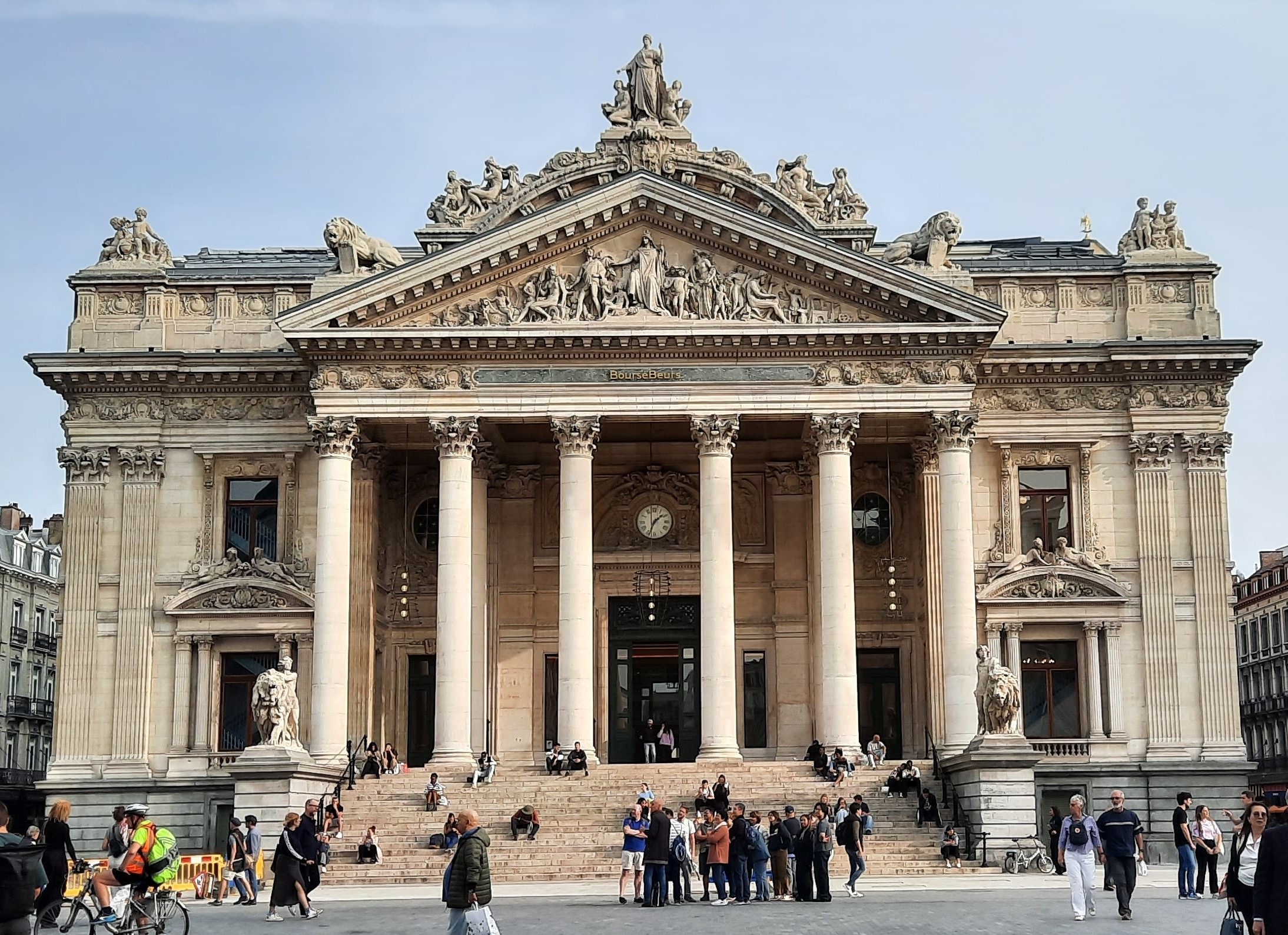
Palais de la Bourse.
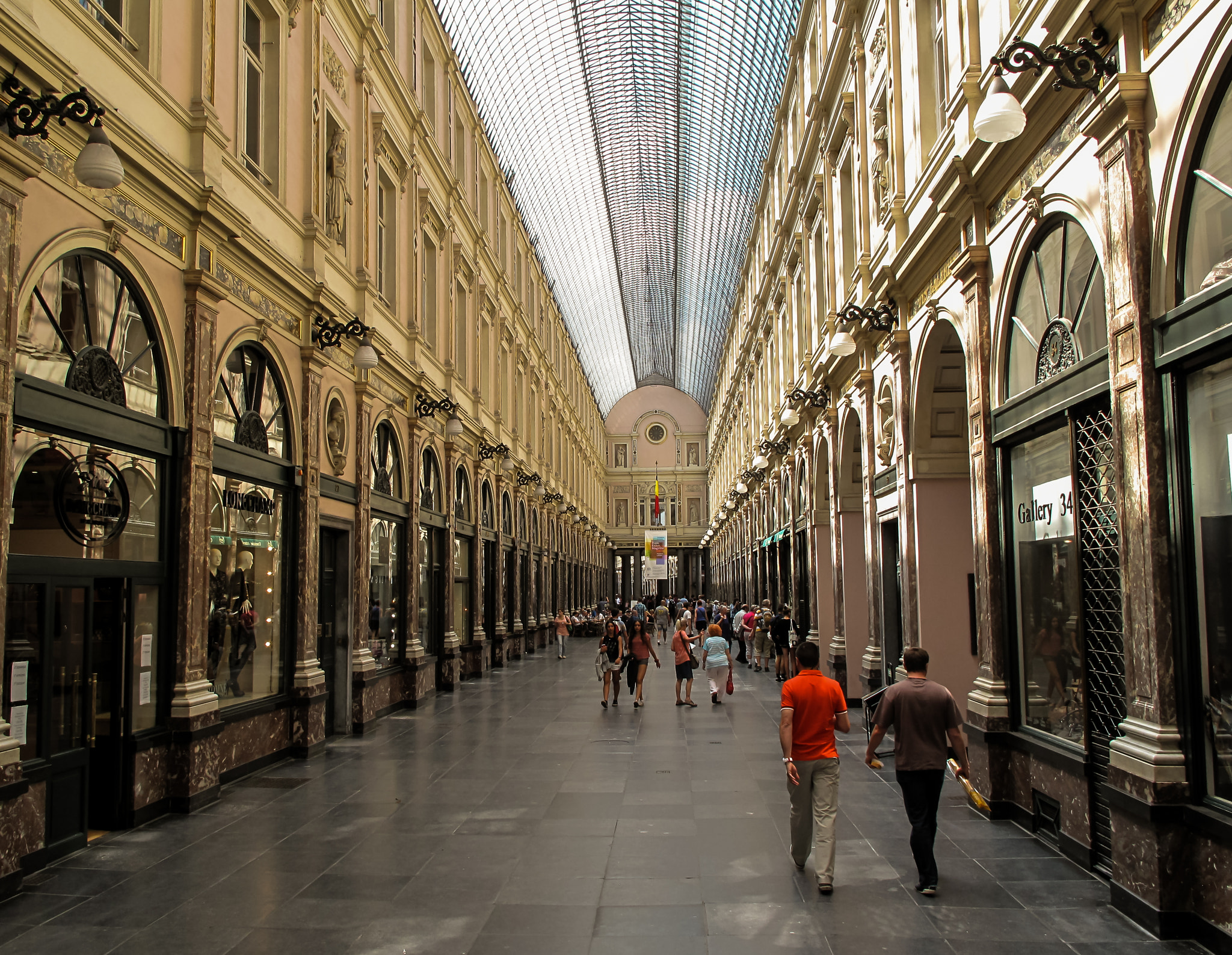
Galeries Royales Saint-Hubert.

#### Quartier royal
Ainsi nommé parce qu’il abrite, d'une part, la place Royale, construite sous Charles-Alexandre de Lorraine sur la colline du Coudenberg, à l’emplacement de l’ancien palais des ducs de Brabant et dont certains niveaux de soubassement existent toujours, d'autre part, le Palais royal de Bruxelles, qui fait face au parc de Bruxelles de l’autre côté duquel se trouve le Parlement. En contrebas, la gare centrale et le Mont des Arts où se trouvent la Bibliothèque royale de Belgique, la Cinémathèque royale de Belgique, le palais des beaux-arts de Bruxelles, le Musée du Cinéma, le Musée des instruments de musique, le Musée BELvue et les musées royaux des beaux-arts de Belgique.

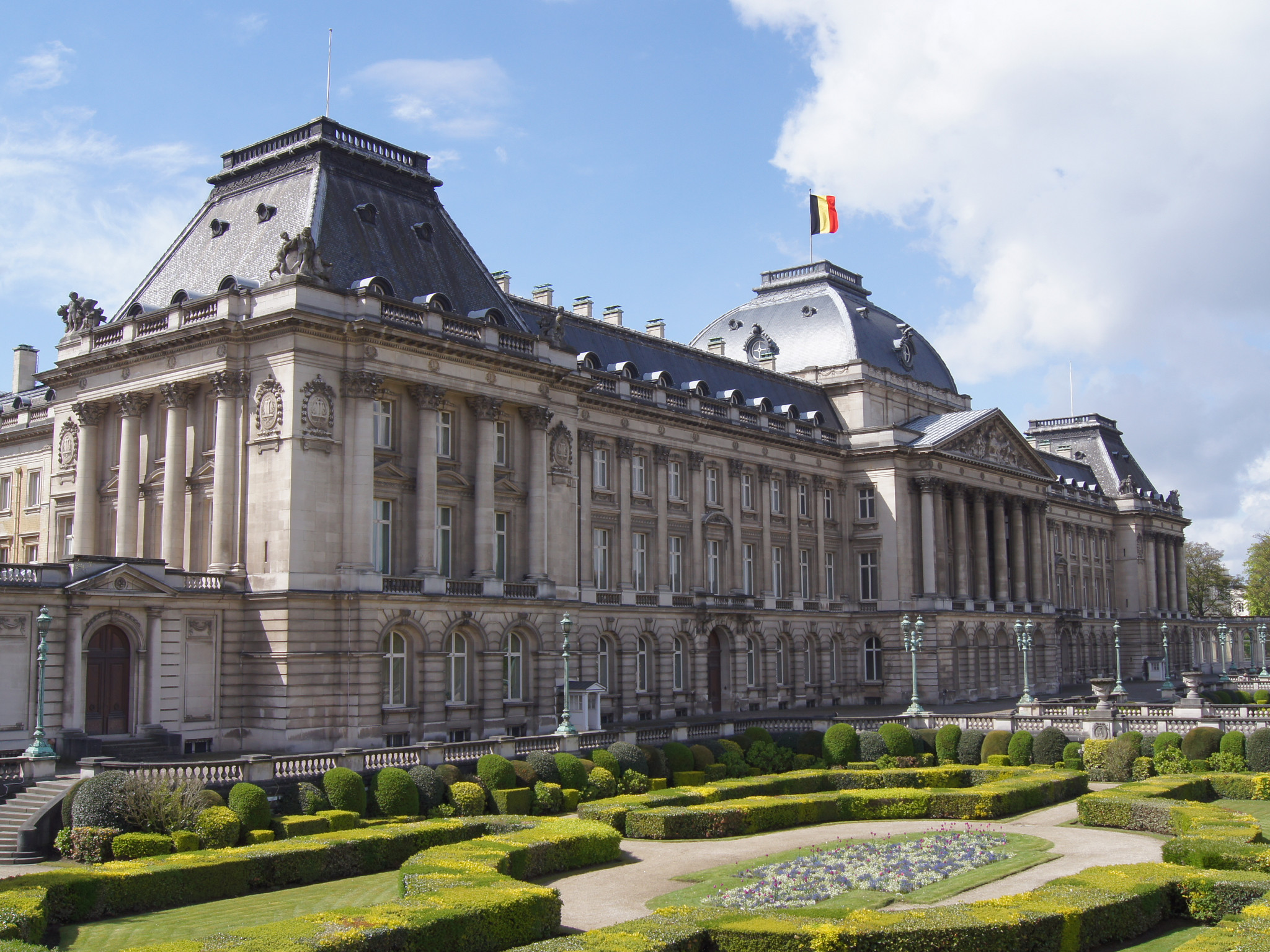
Palais royal.
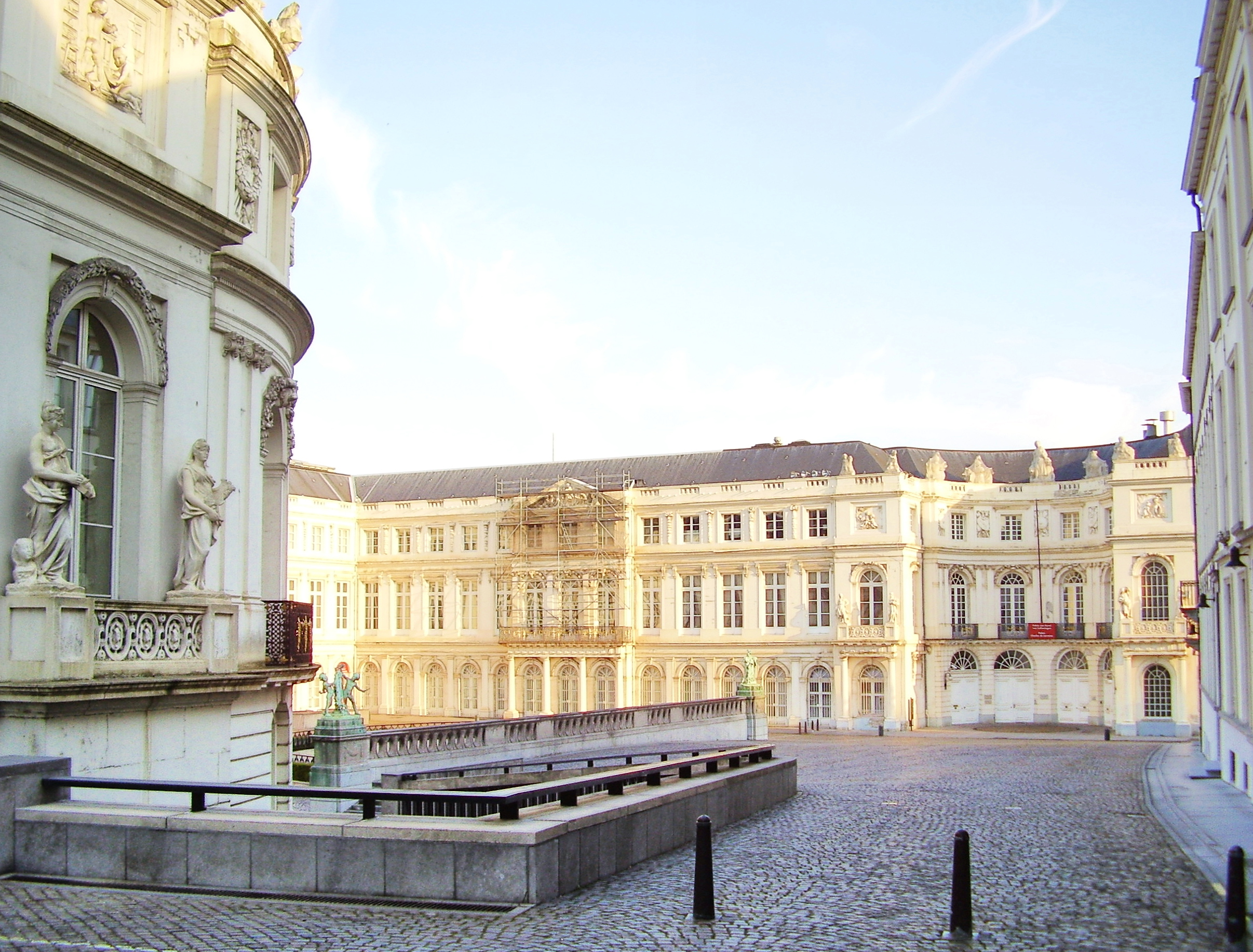
Place du Musée.
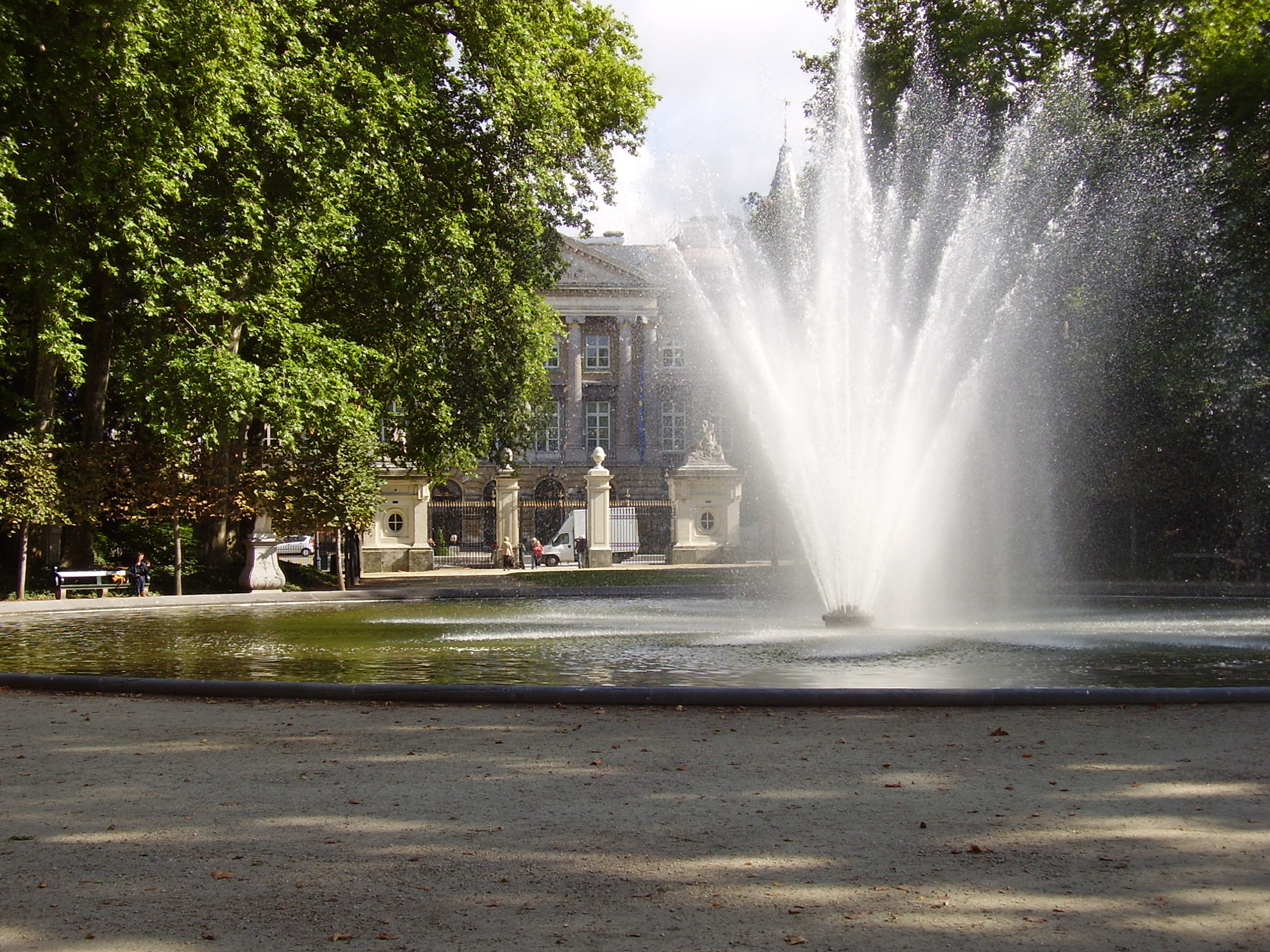
Parc de Bruxelles.
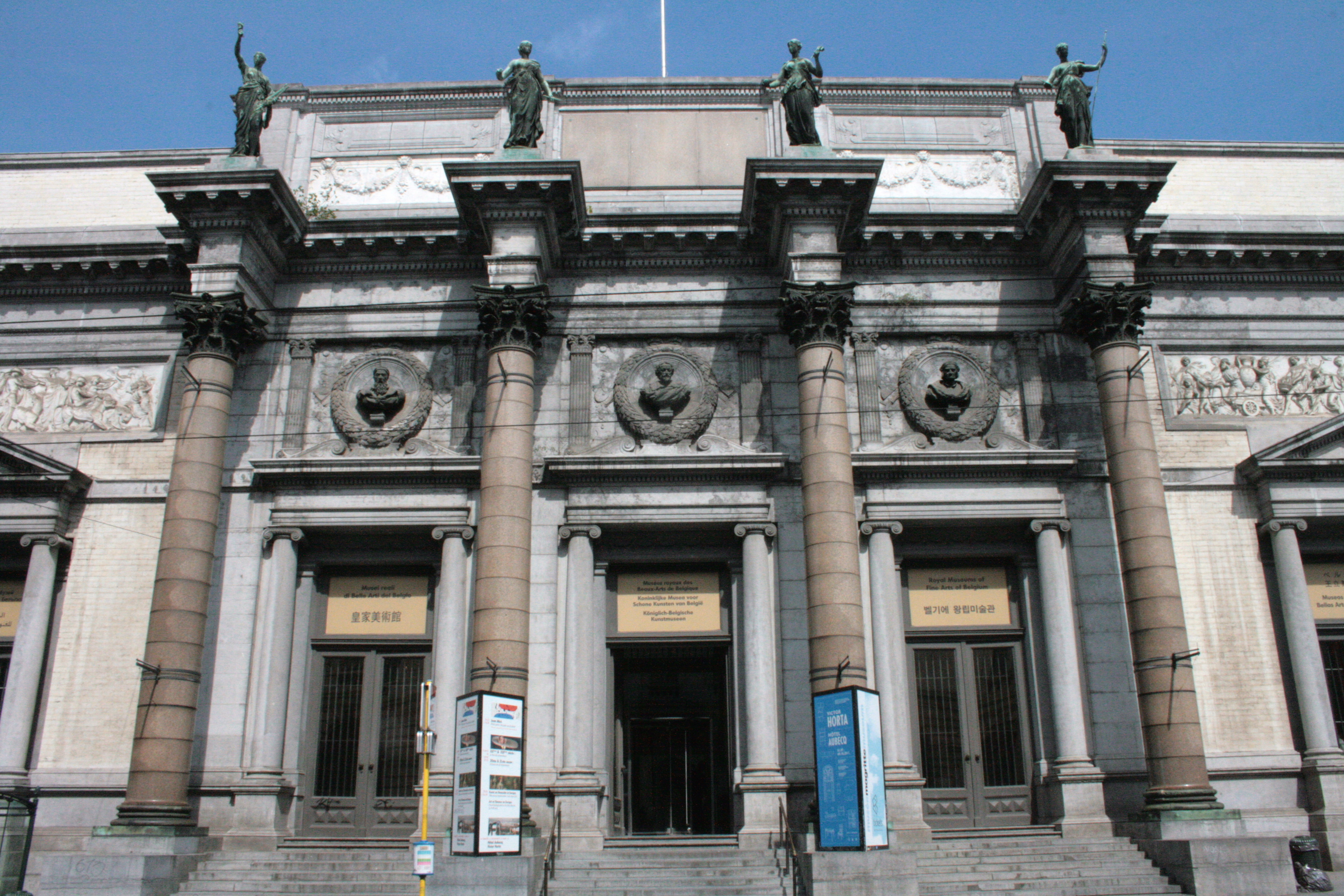
Musées royaux des Beaux-Arts de Belgique.
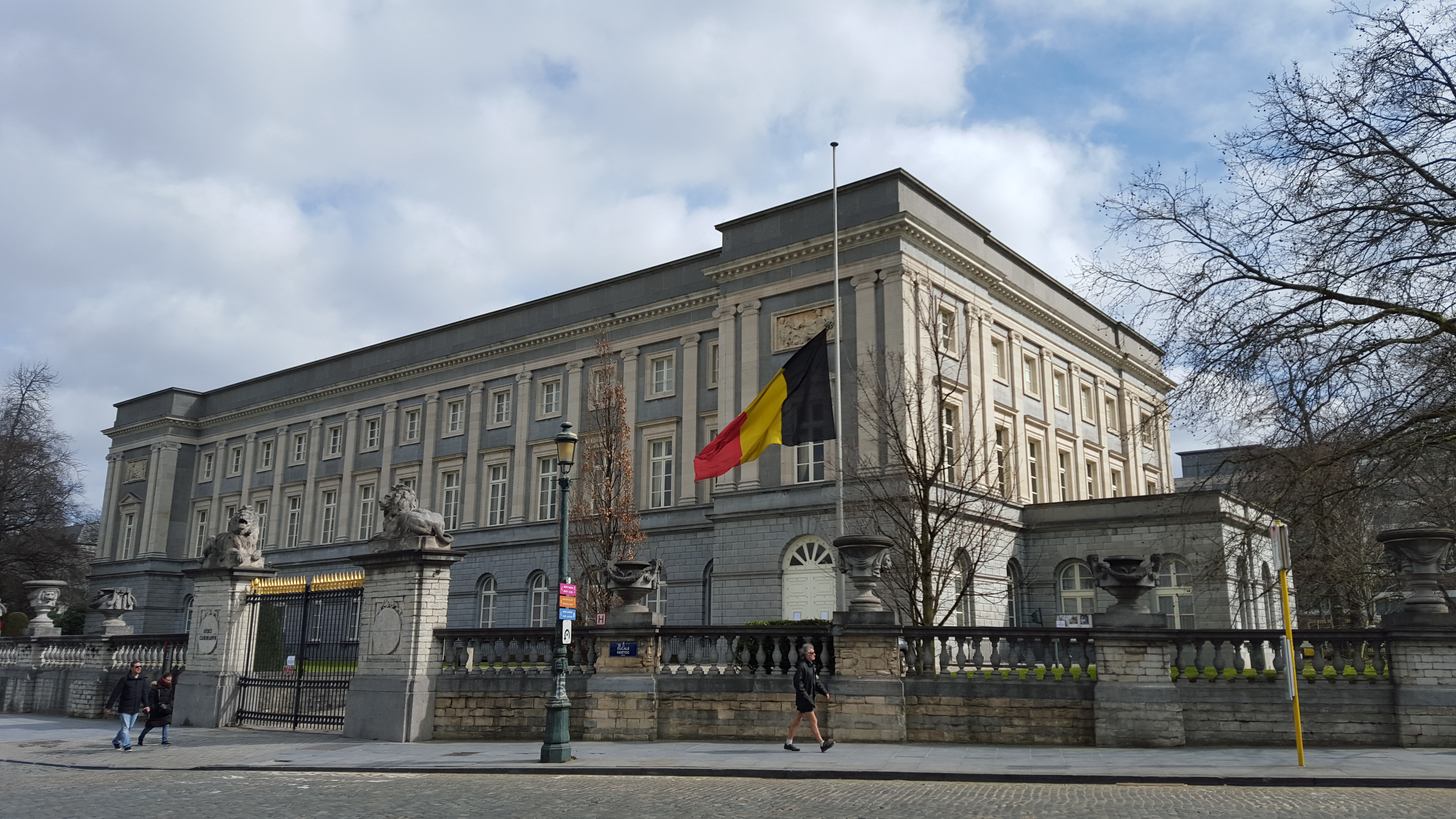
Palais des Académies.

#### Quartier des Sablons
De la place Royale, la rue de la Régence traverse les quartiers des petit et grand Sablons, quartier huppé où se trouve l'église Notre-Dame du Sablon et où se tient le marché des Antiquités au sein duquel les antiquaires, marchands d’art et autres commerces de luxe ont leurs magasins, non loin duquel se trouvait la Maison du Peuple de Victor Horta. S'y trouvent également le palais d'Egmont et le Conservatoire royal de Bruxelles.

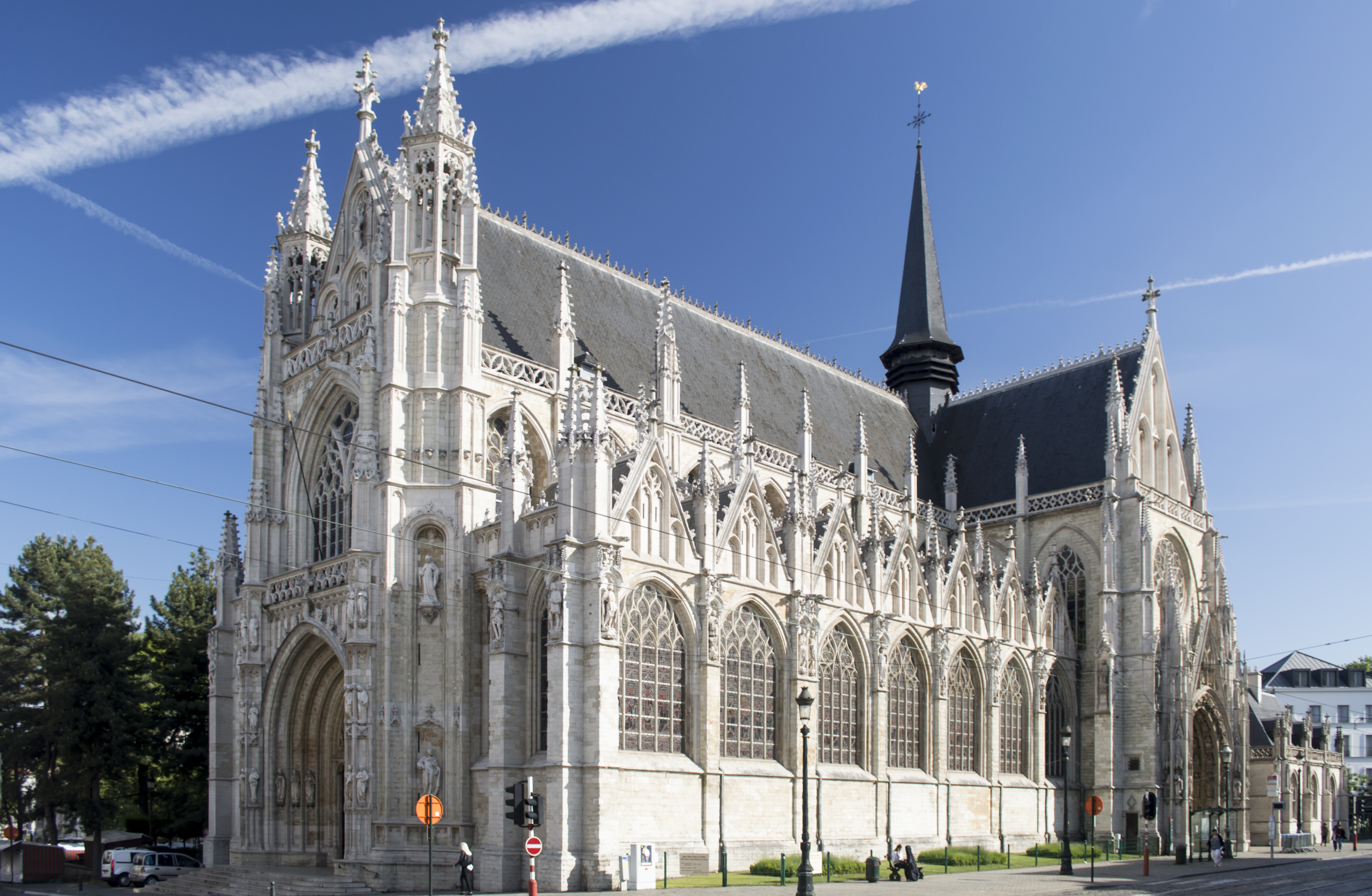
Église Notre-Dame du Sablon.
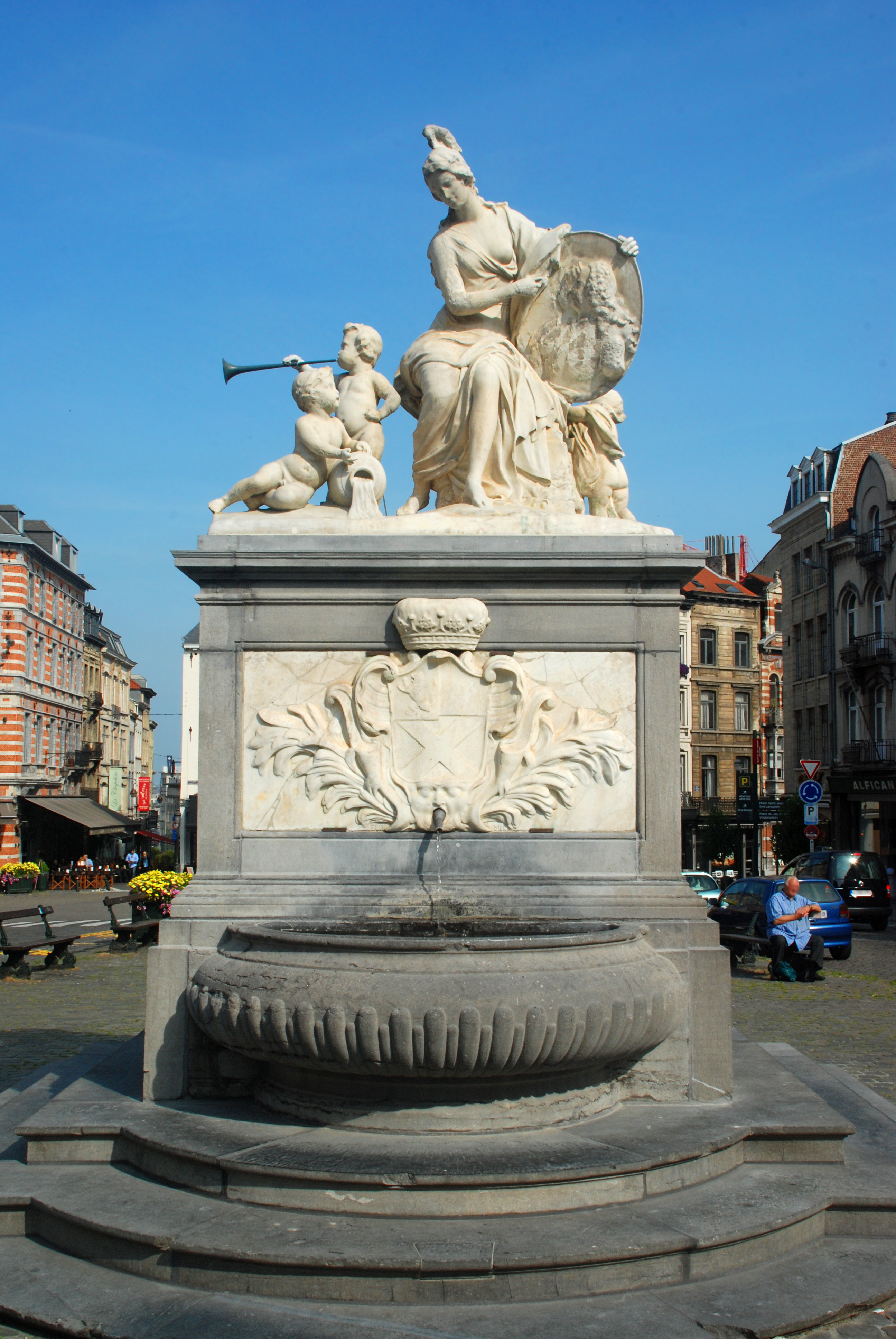
Fontaine de Minerve.
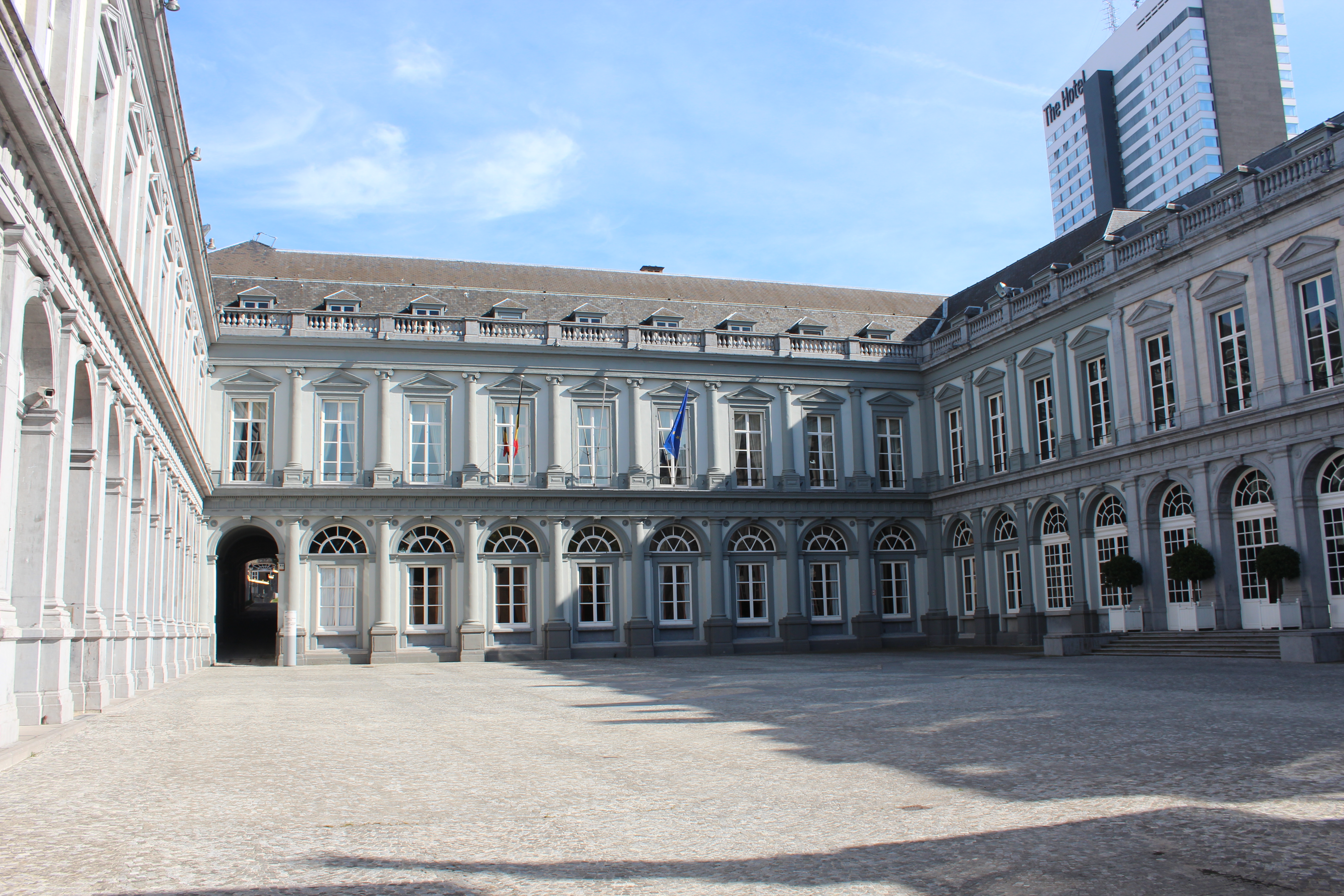
Palais d'Egmont.
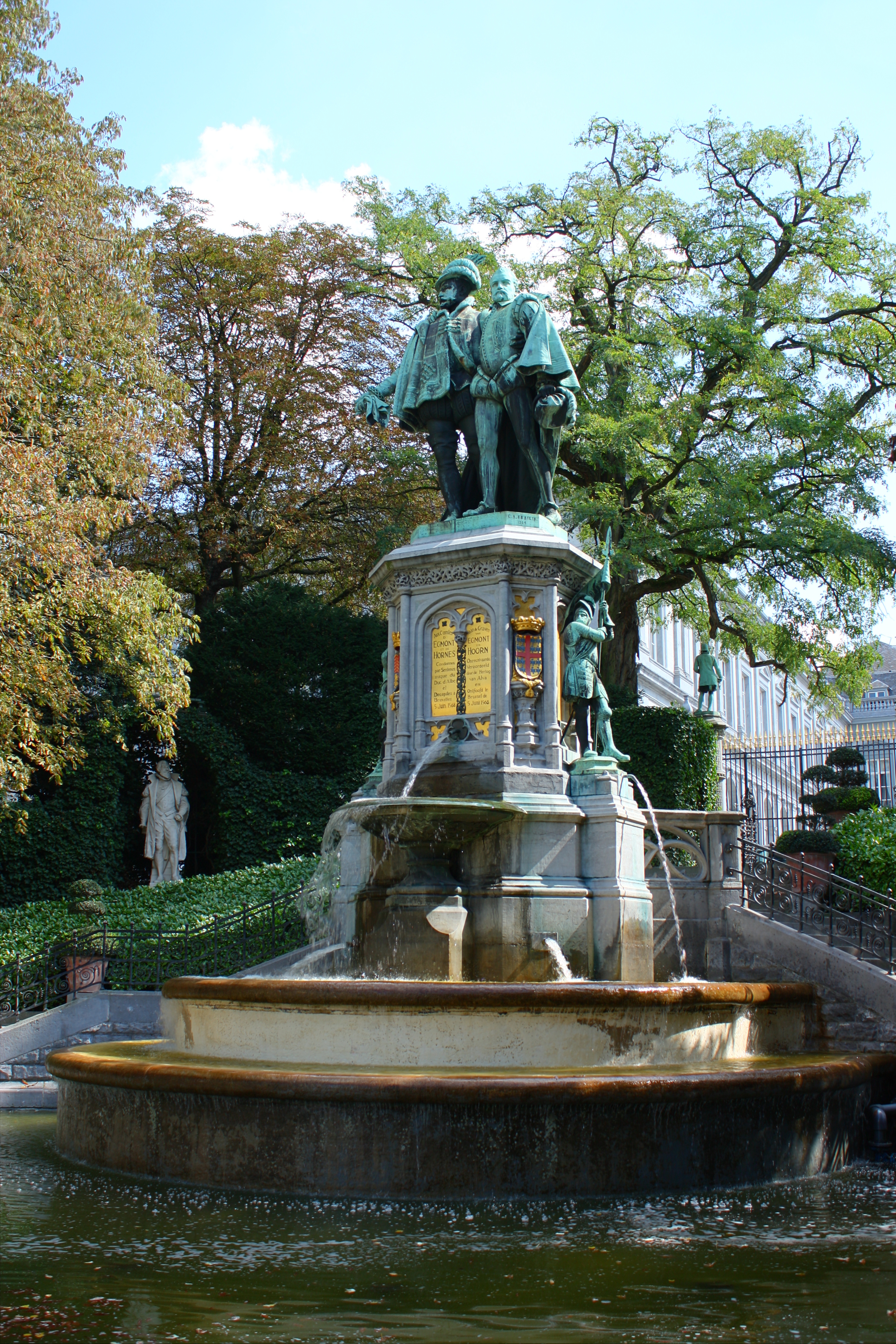
Fontaine des comtes d'Egmont et de Hornes.
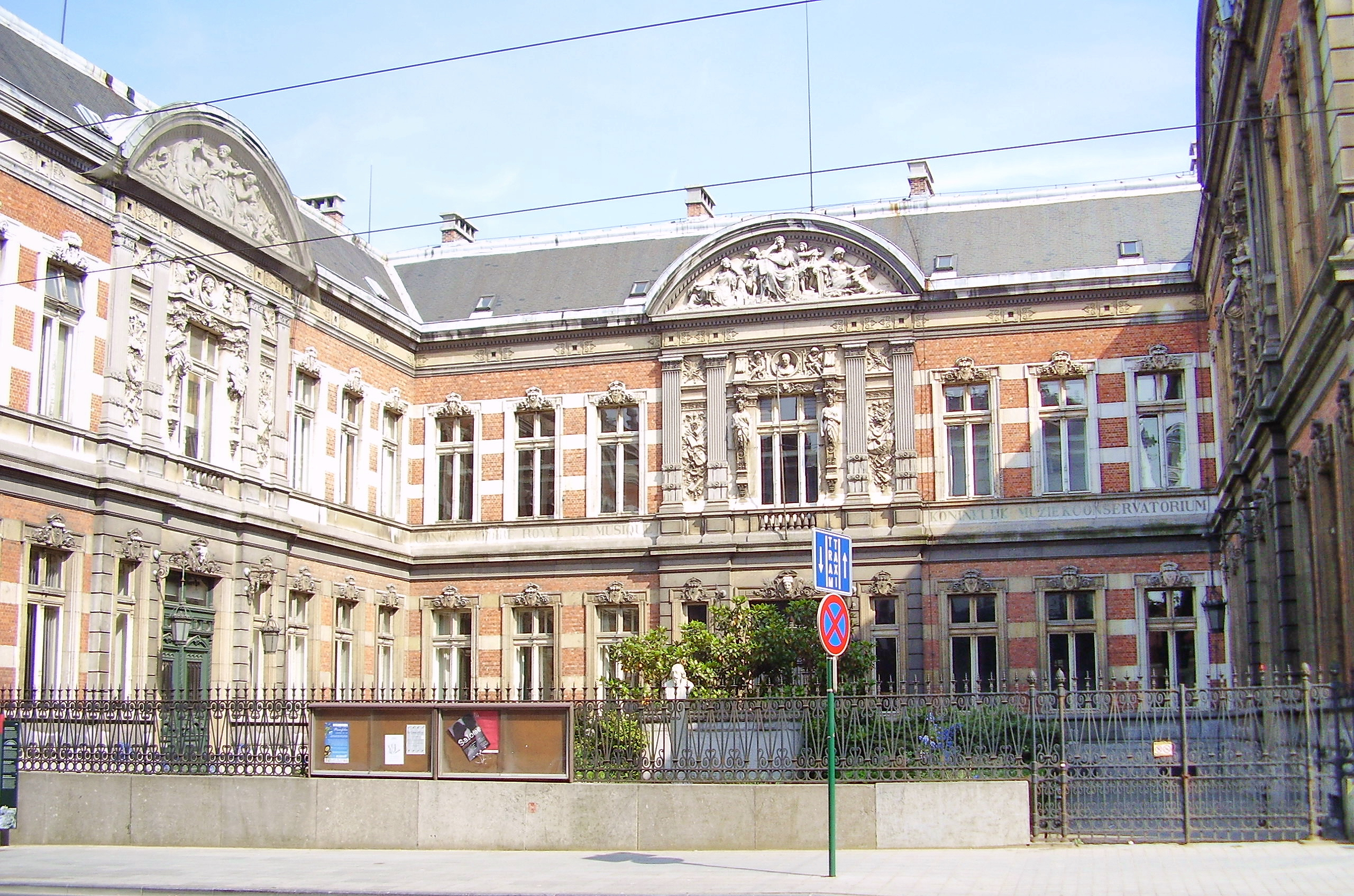
Conservatoire royal.

#### Quartier des Marolles
À l’ombre du gigantesque Palais de justice s’étend le vieux quartier populaire des Marolles (à ne pas confondre avec « la Marolle » que les puristes délimitent à 7 rues seulement). De la place de la Chapelle à la place du Jeu de Balle, où se tient depuis 1873 le marché aux puces quotidien, le long des rues Haute et Blaes, les brocanteurs et les commerces populaires cèdent depuis des années la place aux antiquaires, entraînant une profonde mutation du quartier. On y découvre la Cité Hellemans, remarquable exemple des premiers ensembles de logements sociaux collectifs du début du XXe siècle, construite en lieu et place des nombreuses impasses insalubres que comptait le quartier. La rue Haute, l'une des plus longues et des plus anciennes voiries de la ville qui suit le tracé d'une ancienne voie gallo-romaine, longe ensuite l'hôpital Saint-Pierre, situé à l'emplacement d'une ancienne léproserie, pour aboutir à la porte de Hal, seule rescapée de la série de portes qui permettaient le passage à l'intérieur de la seconde enceinte de Bruxelles.

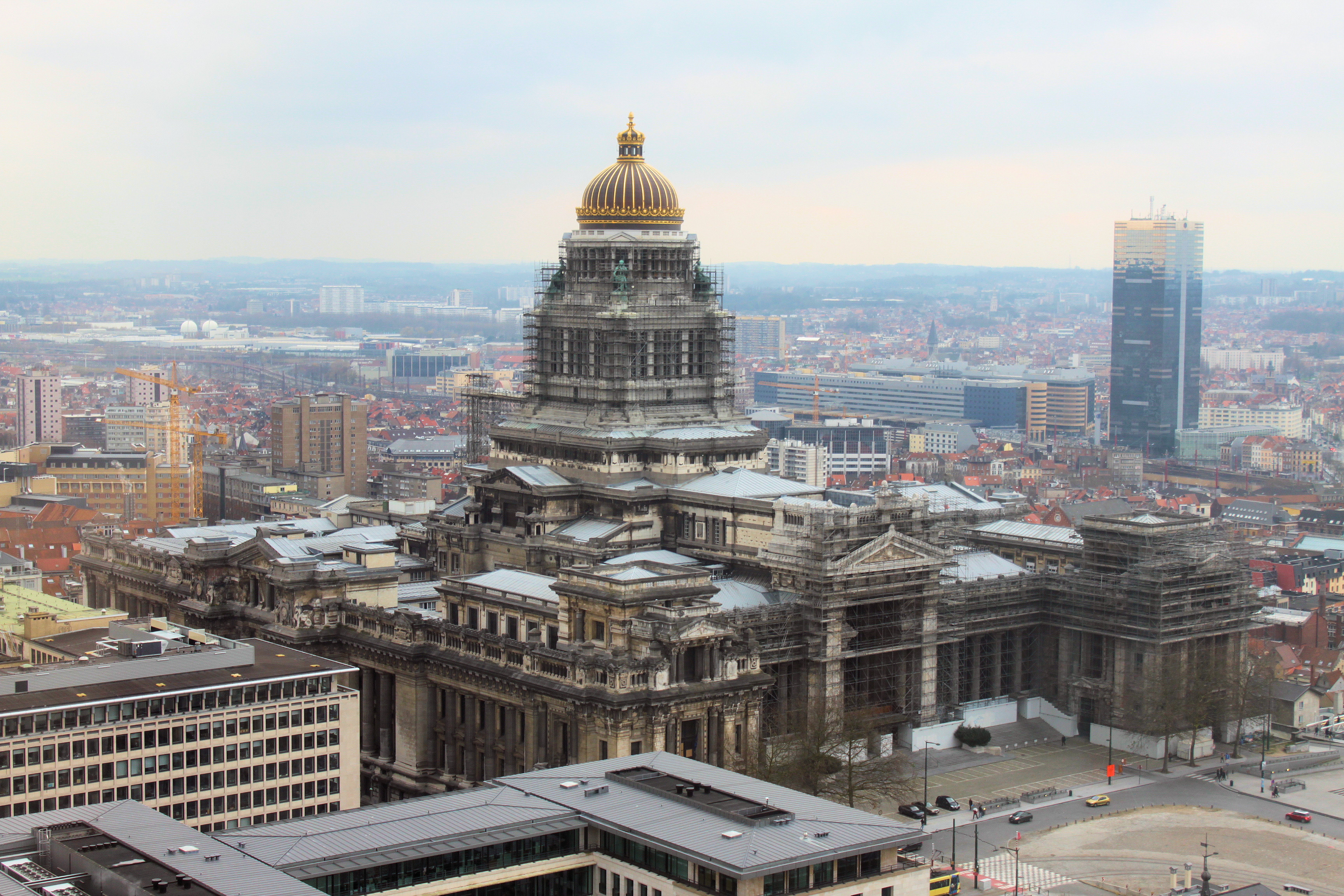
Palais de Justice.
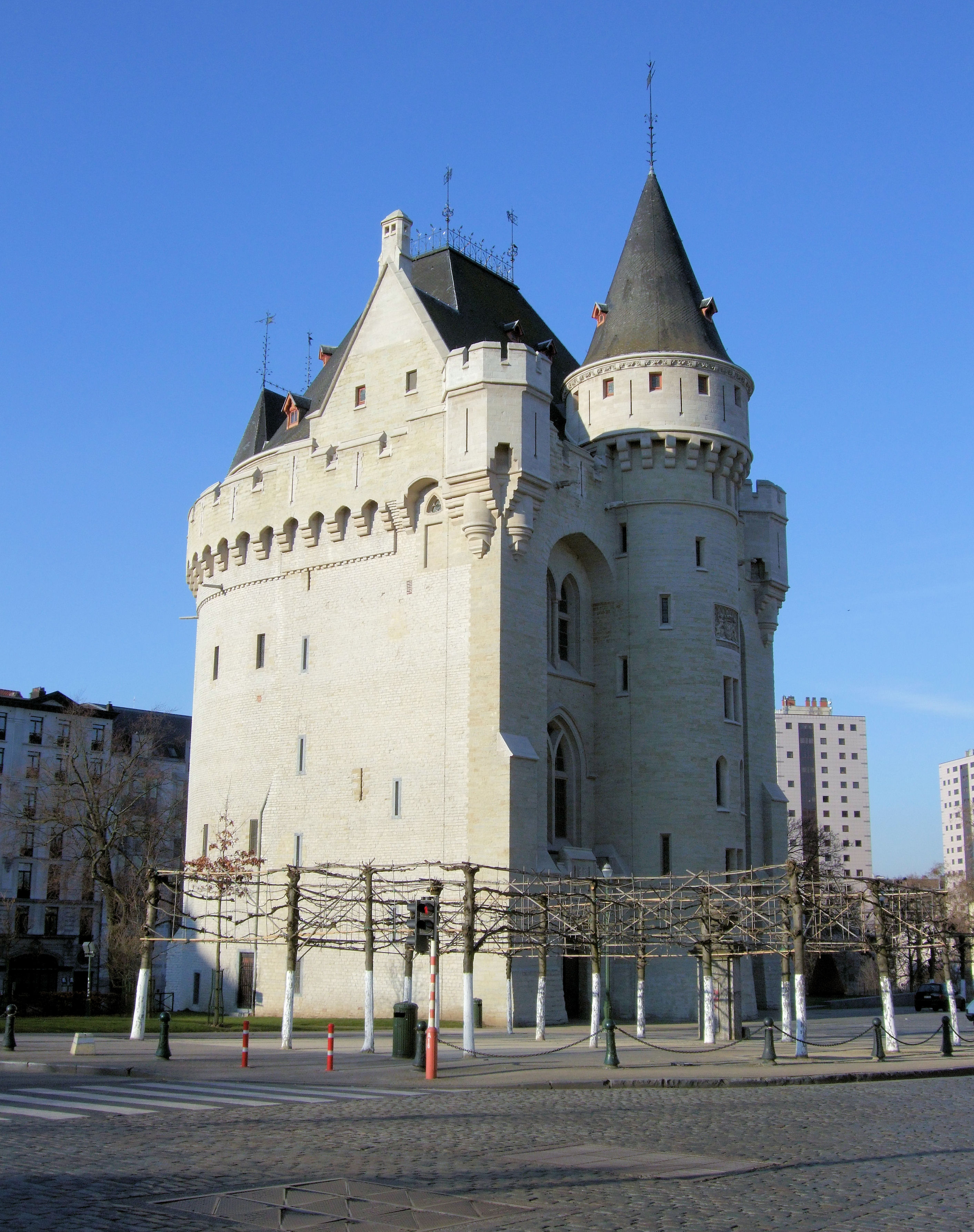
Porte de Hal.
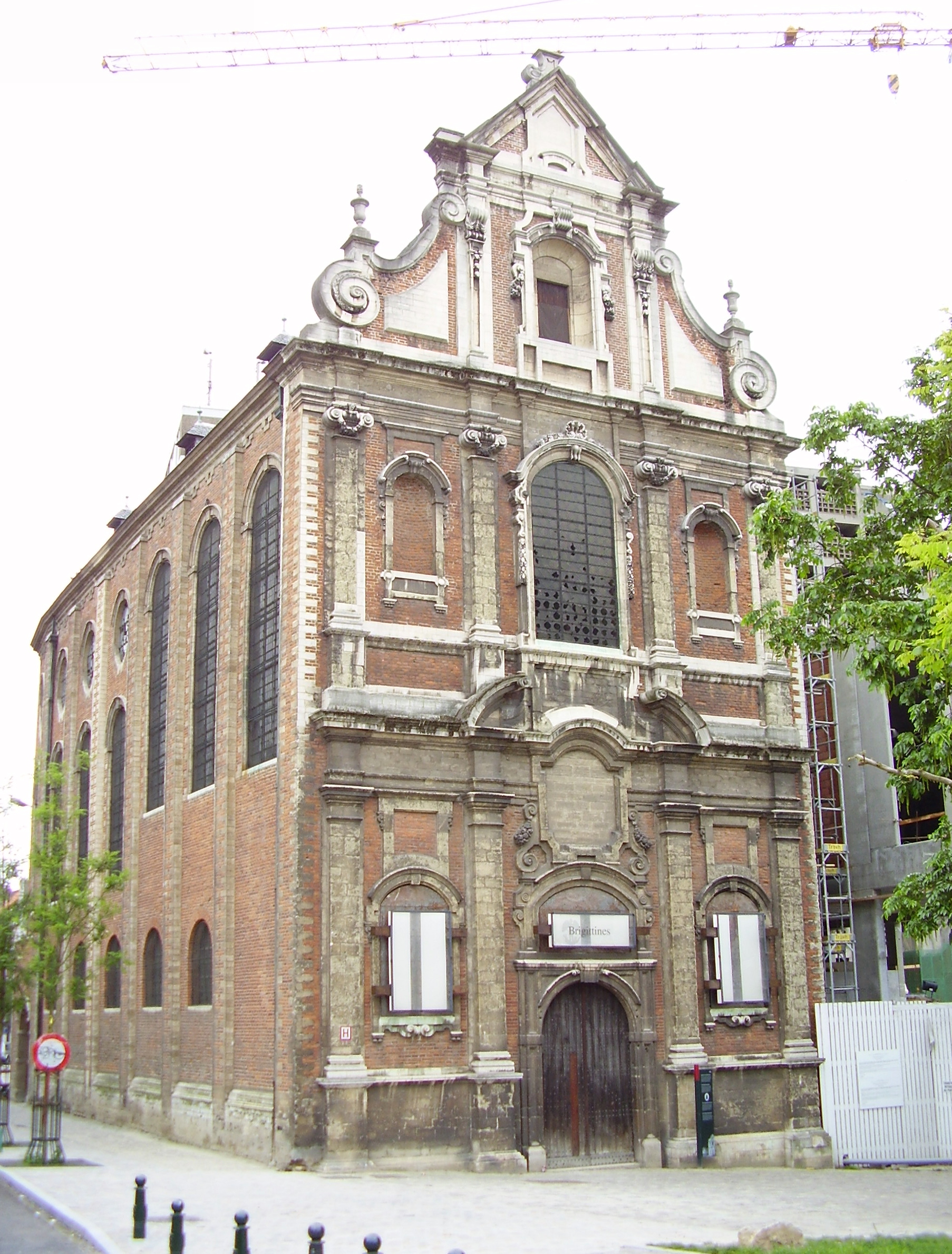
Chapelle des Brigittines.
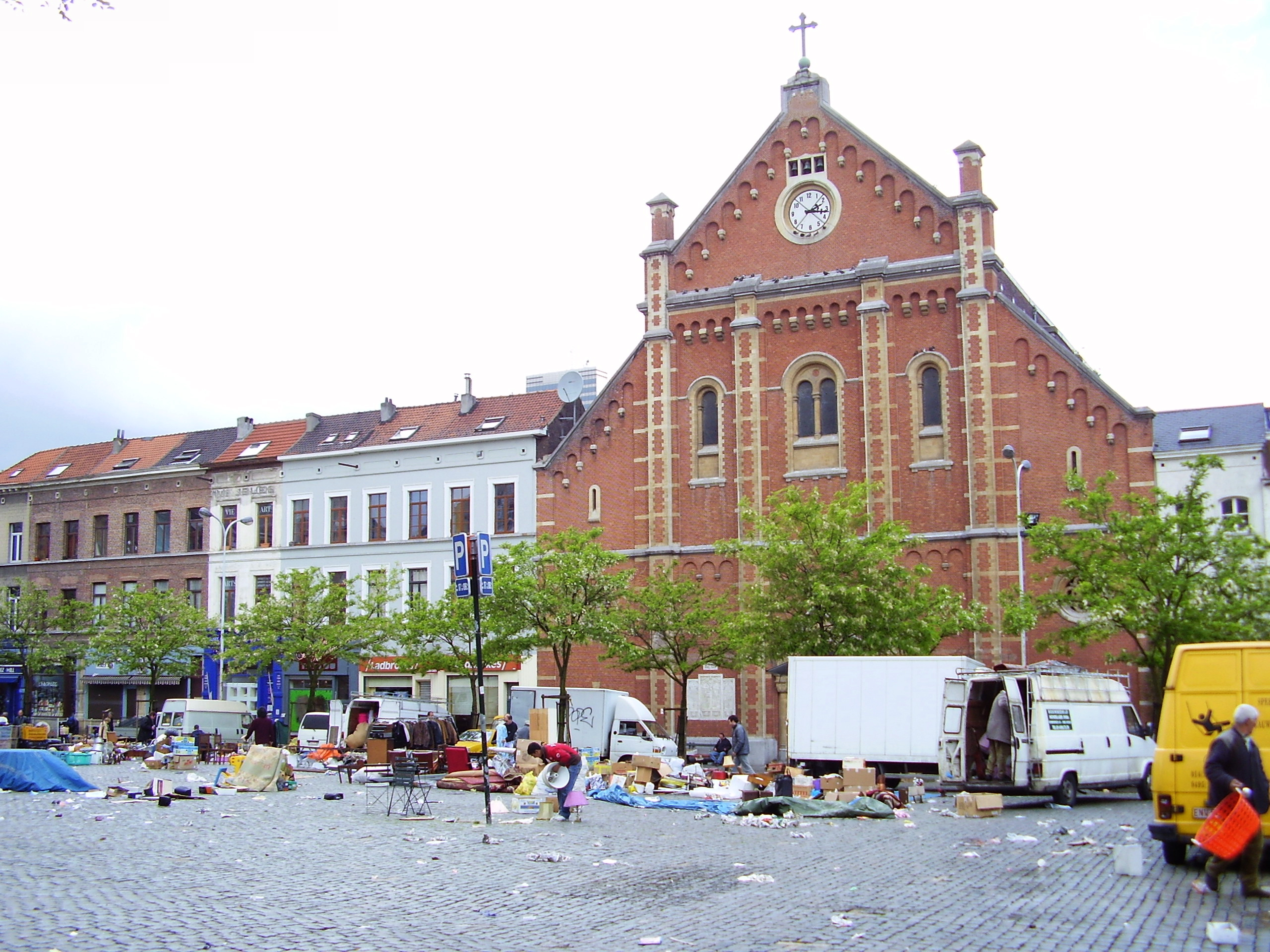
Place du Jeu de Balle, fin de marché.
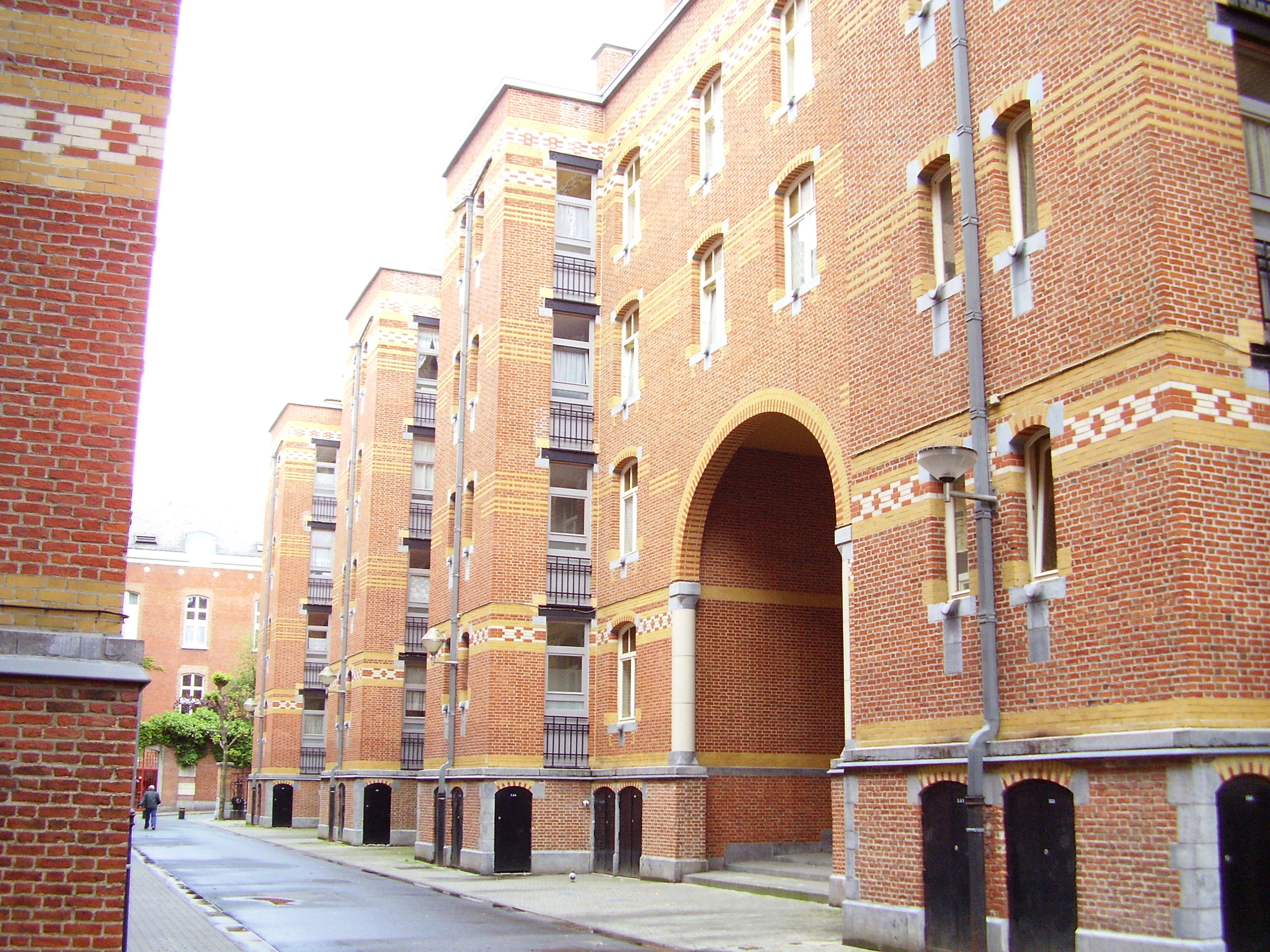
Cité Hellemans, rue Blaes.

#### Quartier Midi-Lemonnier
C’est au cœur de ce quartier, à l’endroit où se trouve aujourd’hui la place Rouppe, qu’était située dès 1839 la première gare bruxelloise à destination du sud, terminus de la ligne du Midi, appelée gare des Bogards, en souvenir du couvent du même nom à l’emplacement duquel elle était construite et auquel la rue des Bogards est de nos jours seule à faire référence. La présence d’une gare à cet endroit est l’explication de la largeur inhabituelle de l’actuelle avenue de Stalingrad, qui va de la place Rouppe à la petite ceinture, débarrassée de ses voies ferrées depuis l’inauguration de la gare du Midi construite en dehors du Pentagone en 1869. À la même époque, à la suite du voûtement de la Senne, le quartier voit la construction dans un style haussmannien des grands boulevards du centre, dont le boulevard Maurice Lemonnier, bordé par les places Fontainas et Anneessens (emplacement de l’ancien Vieux Marché) et par le palais du Midi. Aux alentours de la Gare du Midi et de son célèbre marché hebdomadaire du dimanche midi et de la Foire du Midi, c'est un quartier très vivant et multiculturel, avec les grands boulevards du Midi et Lemonnier, la place Stalingrad, le palais du Midi (nombreuses salles de sport…). Il est en pleine mutation et rénovation avec notamment le projet d'une nouvelle station pour le Métro 3, baptisée Toots Thielemans.

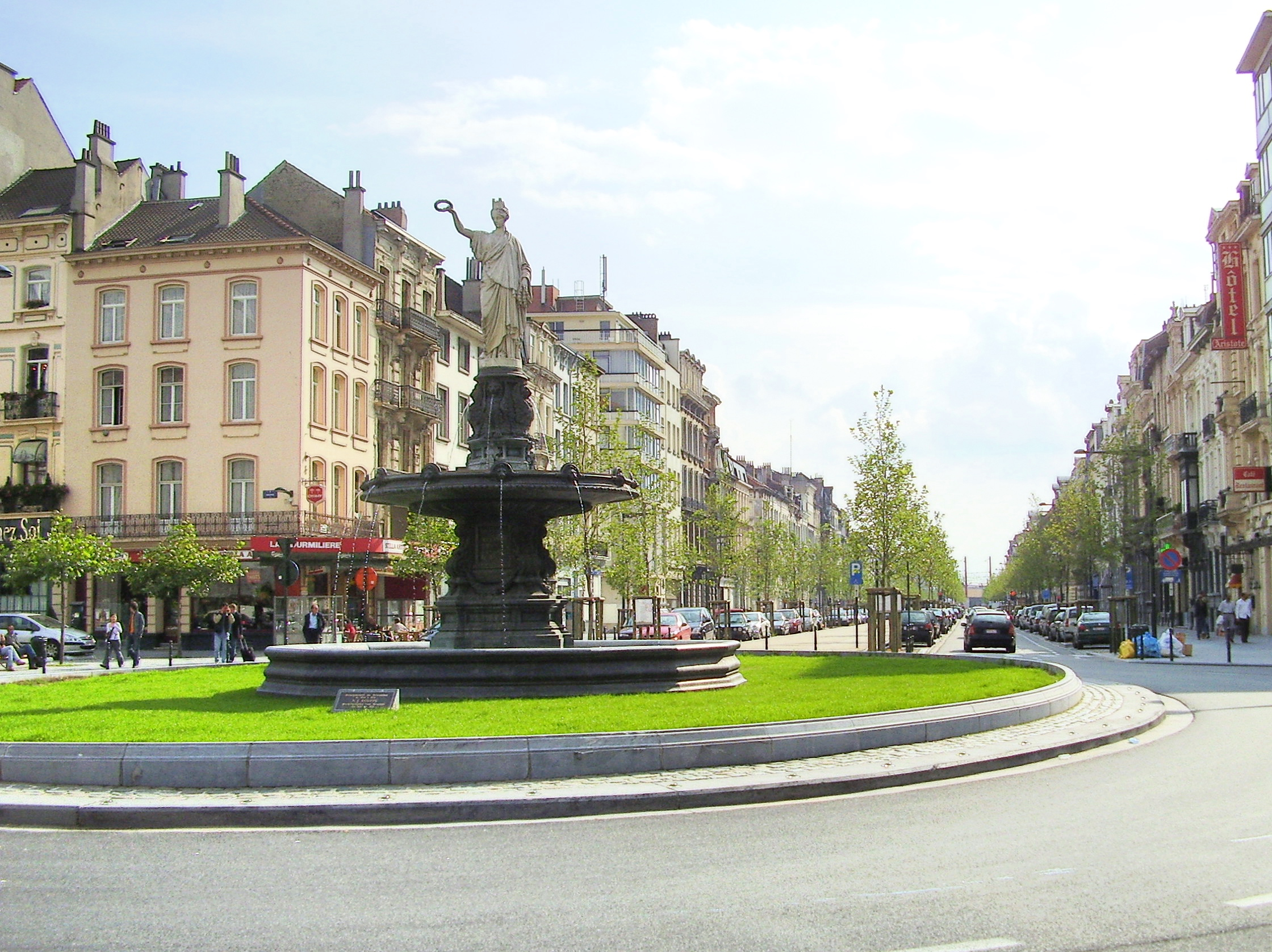
Place Rouppe et avenue de Stalingrad.
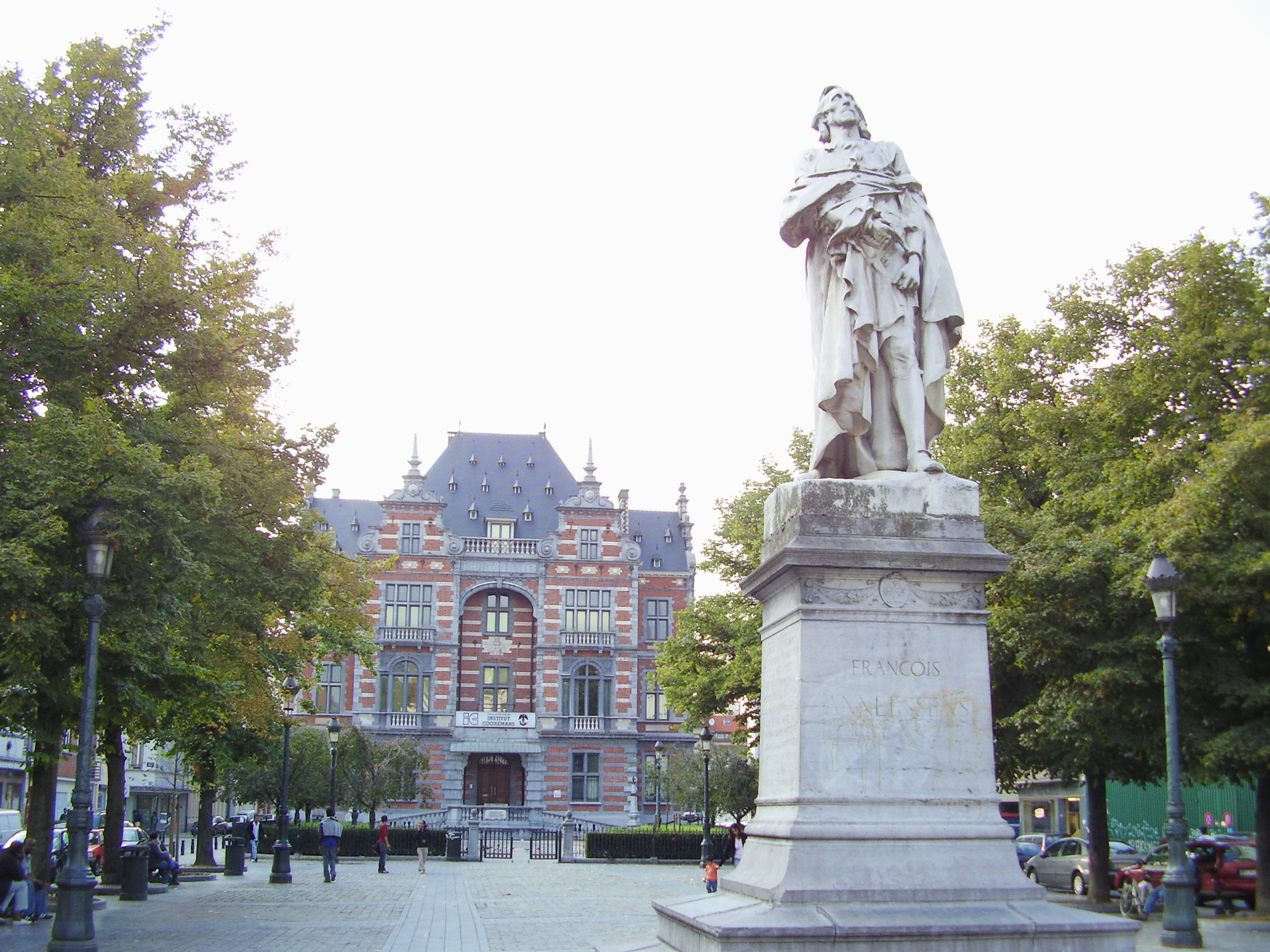
Place Anneessens (François Anneessens) et Institut Lucien Cooremans.
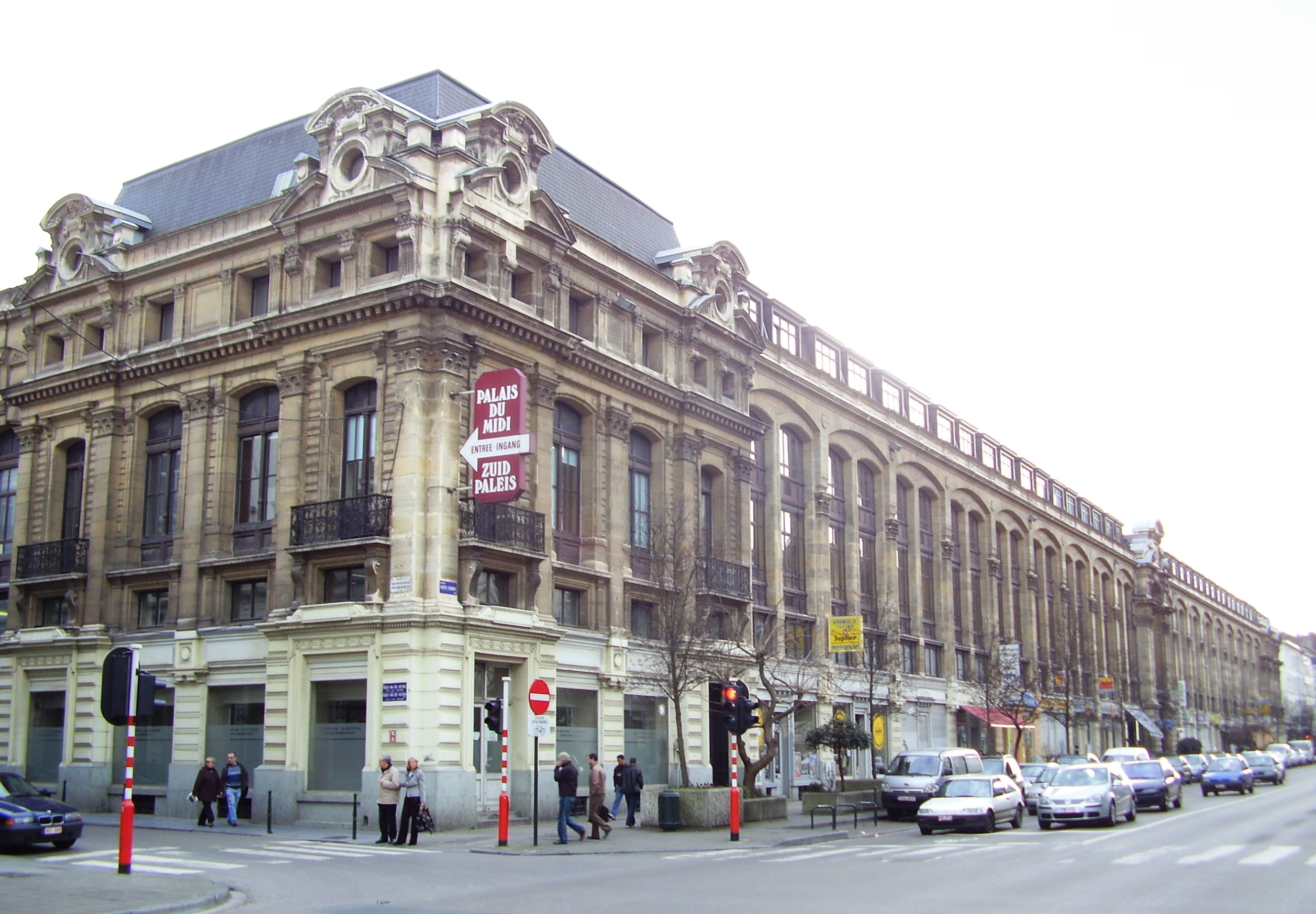
Boulevard Maurice Lemonnier et palais du Midi.
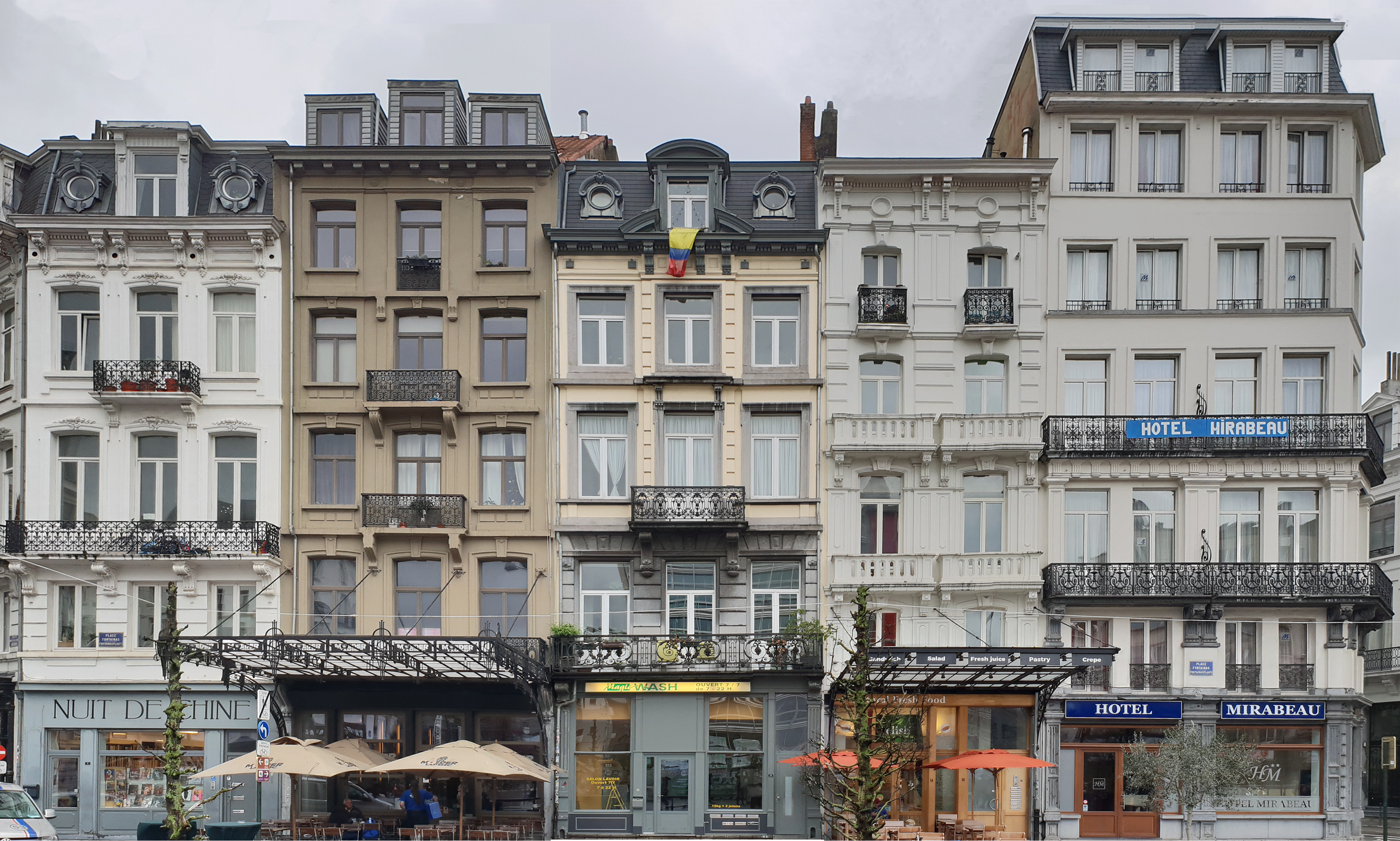
Place Fontainas.

#### Quartier de la Senne
Les terrains alors humides et marécageux des alentours des actuelles rues de la Senne et des Fabriques étaient dès le Moyen Âge occupés par des artisans. Un bras de la rivière traversait les remparts de la seconde enceinte à hauteur de la porte de Ninove par la Petite Écluse qui servait de porte maritime. Une impasse de l’écluse a subsisté à cet endroit jusque dans les années 1960. Plus tard s’y sont installées des petites industries et de nombreuses brasseries artisanales, aujourd’hui disparues, dont attestent encore les noms de la rue du Houblon et des deux Marchés aux Grains, l’ancien et le nouveau. La Tour à Plomb, qui servait à la fabrication de plomb de chasse, calibré au travers d'un gabarit et refroidis durant leur chute, et la rue de la Poudrière témoignent également d’anciennes activités du quartier. Longtemps délaissé à la suite de la délocalisation des entreprises en dehors du centre, le quartier fait depuis quelques années l’objet d’un nouvel intérêt dû à la mode des lofts aménagés dans les nombreux locaux industriels désaffectés. Les environs de la rue Antoine Dansaert, nouveau quartier branché, attirent une nouvelle population jeune et aisée, en majorité néerlandophone. Ces deux nouvelles situations, qui ont pour conséquences la hausse des loyers, ne sont pas sans poser certains problèmes aux habitants moins favorisés du quartier.

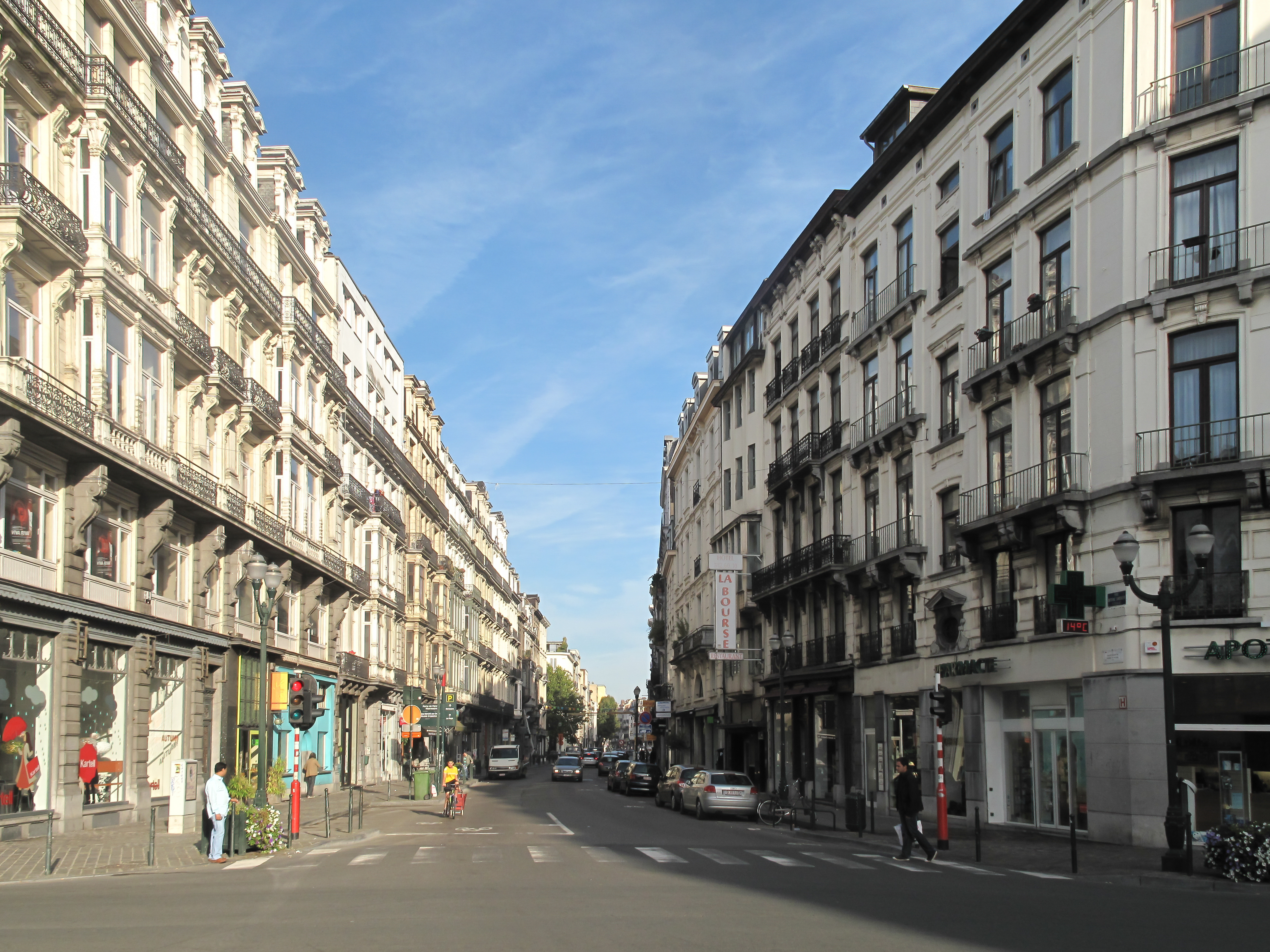
Rue Antoine Dansaert.
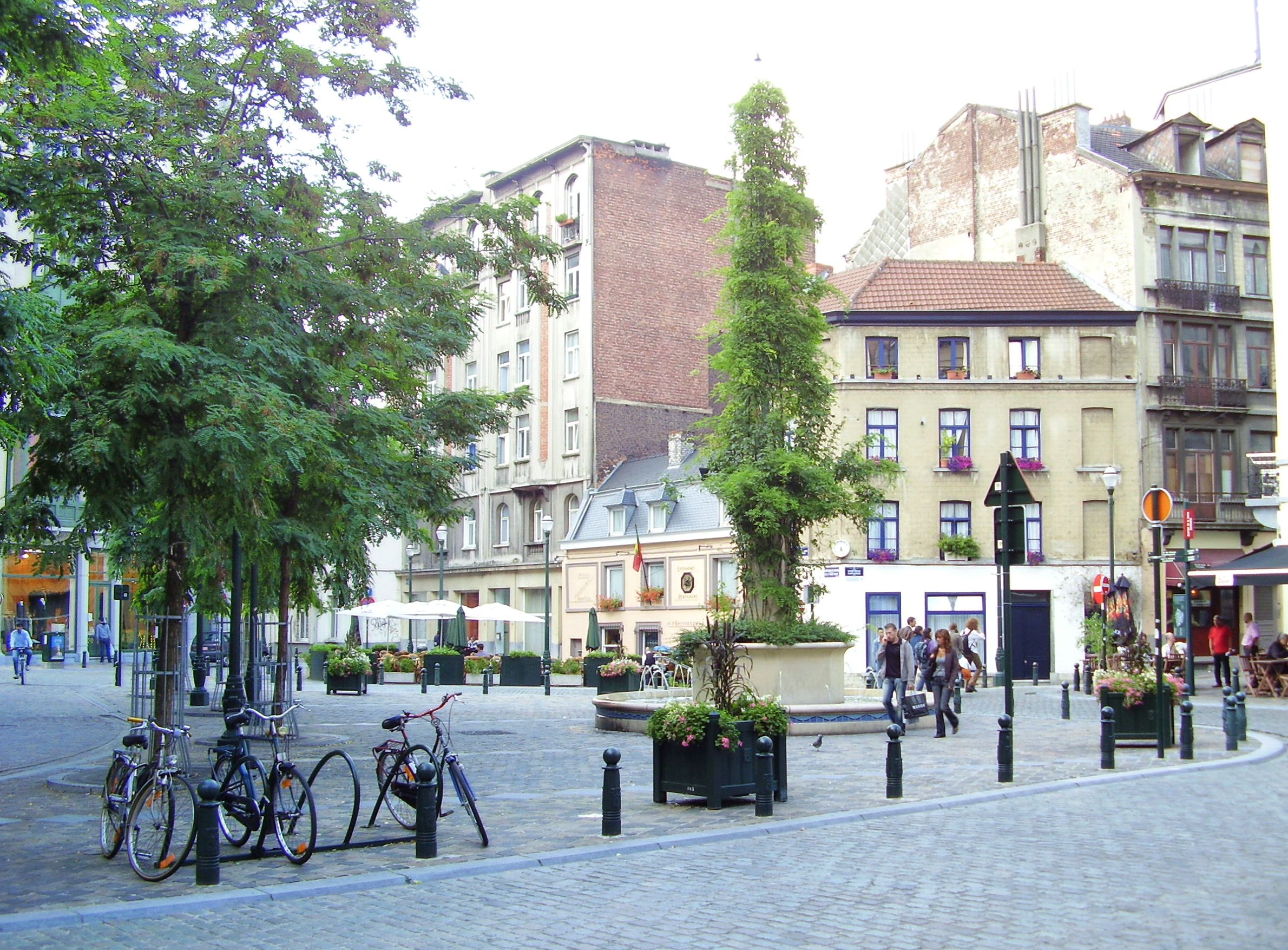
Place du jardin aux fleurs.
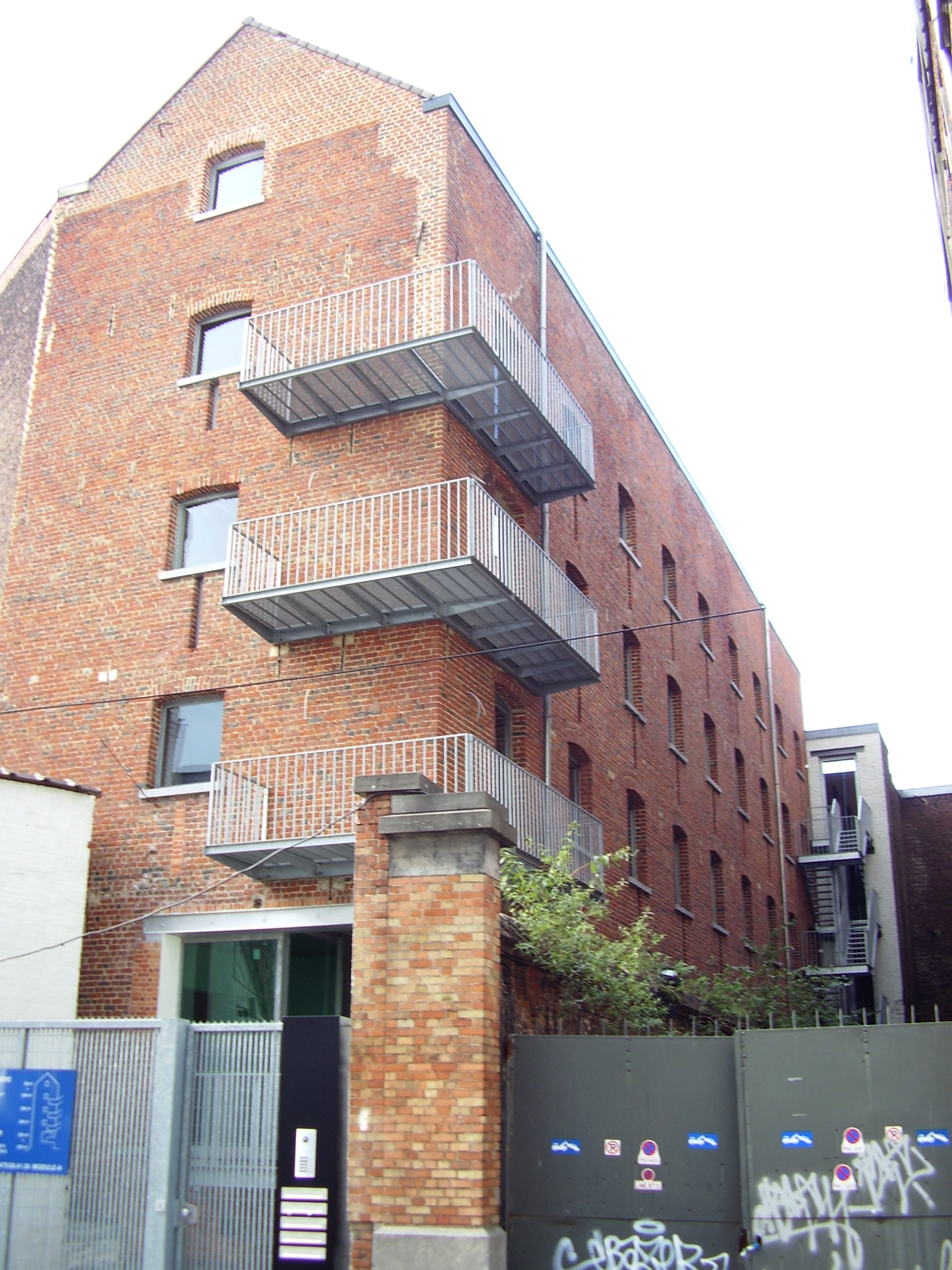
Bâtiment industriel transformé en logements (loft).
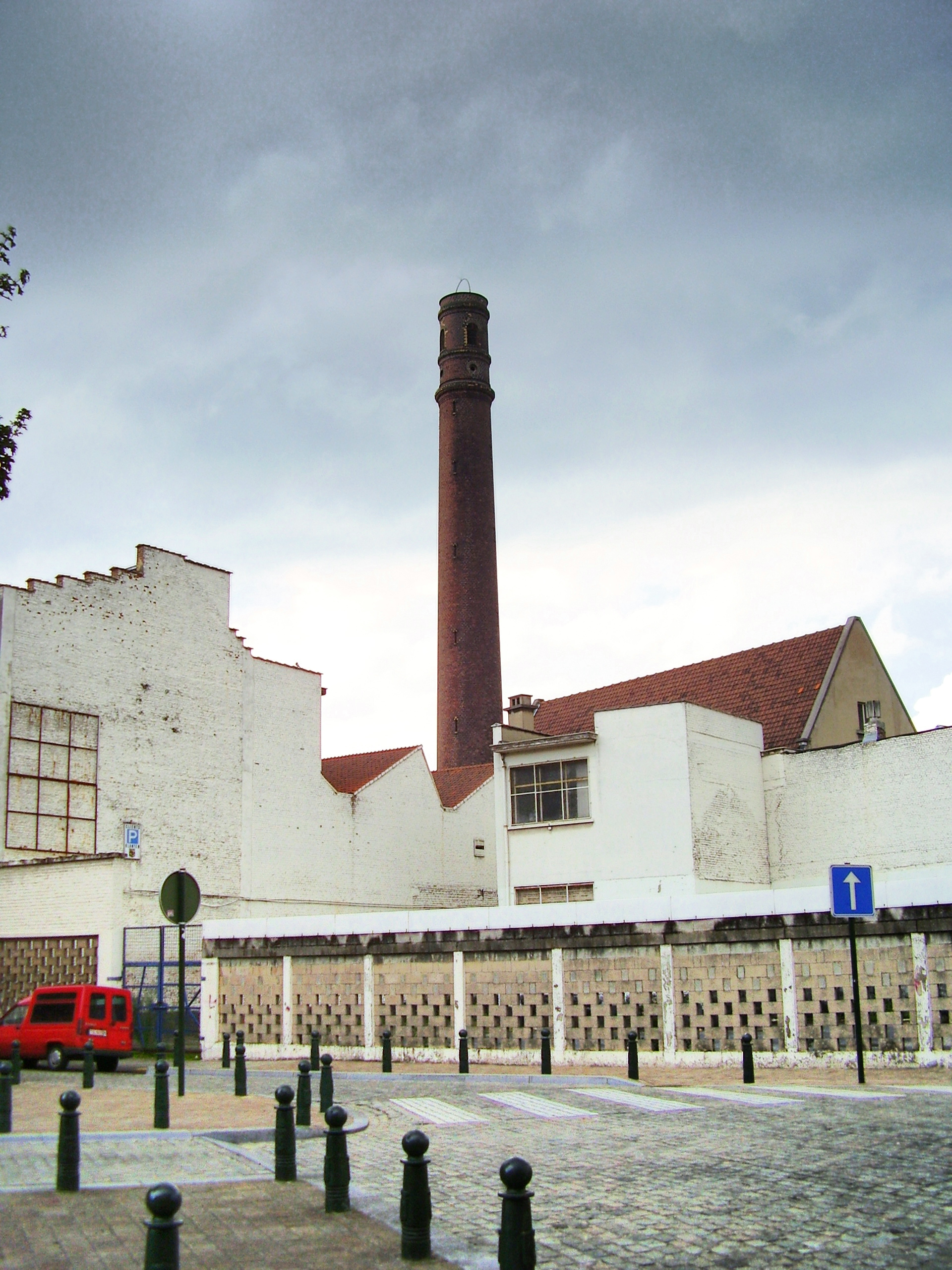
Tour à plomb.

#### Quartier des Quais
Ce quartier est celui de l’ancien port de Bruxelles, qui a joué longtemps son rôle de « ventre de la ville ». Les bateaux en provenance de l’Escaut y pénétraient par la porte du Rivage, à l’emplacement de l’actuelle place de l'Yser, pour rejoindre un des canaux dont chaque quai était réservé à un type de marchandises. Comblés au XIXe siècle à l’ouverture du nouveau port de Bruxelles, les canaux sont remplacés par de larges boulevards dont les deux côtés conservent dans leurs appellations le souvenir de leur ancienne fonction : quai aux Briques, au Bois à Brûler, au Foin, à la Houille, à la Chaux, etc. ; ou des références aux activités commerciales du quartier : rue du Magasin, des Commerçants, Marché aux Porcs ou quai du Commerce. Le long des quais, de nombreuses maisons bourgeoises ayant appartenu à de riches marchands ont conservé les entrées cochères qui menaient aux entrepôts. Boulevard d’Ypres on rencontre encore des grossistes en produits alimentaires approvisionnés aujourd'hui par des camions qui ont remplacé les bateaux. Le quartier inclut également le Béguinage de Bruxelles, avec l’église Saint-Jean-Baptiste et le remarquable Grand Hospice Pachéco.

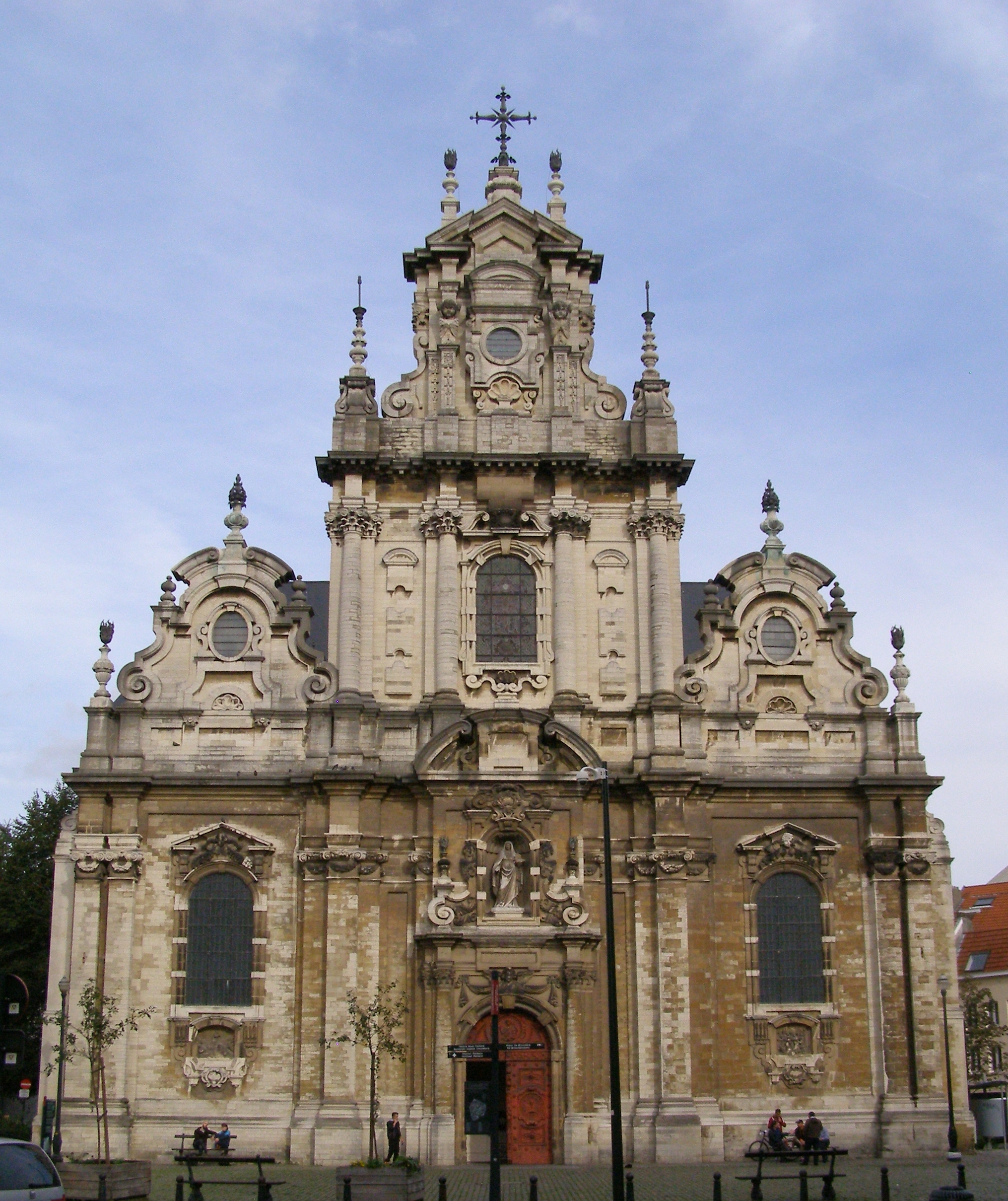
Église Saint-Jean-Baptiste-au-Béguinage.
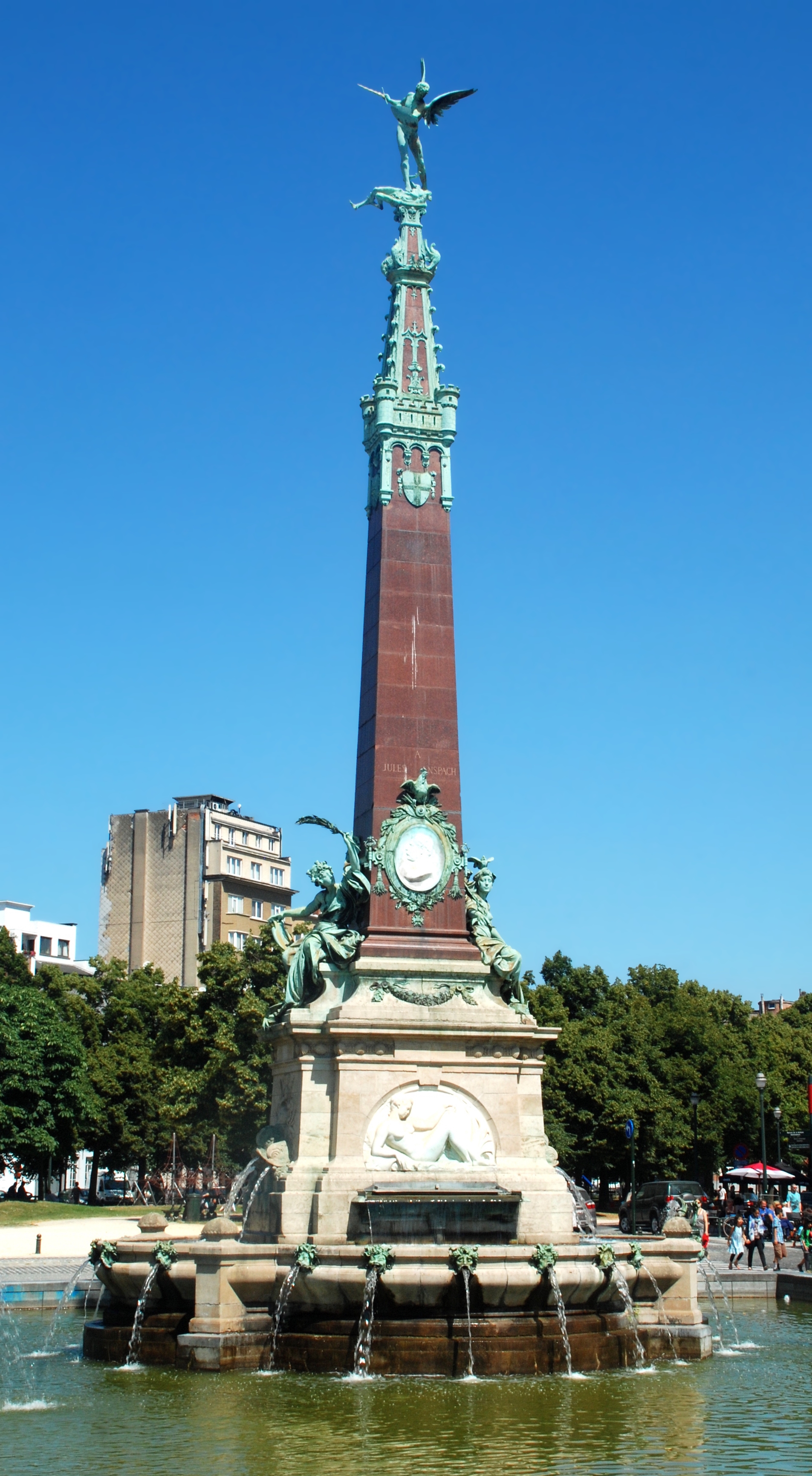
Fontaine Anspach.
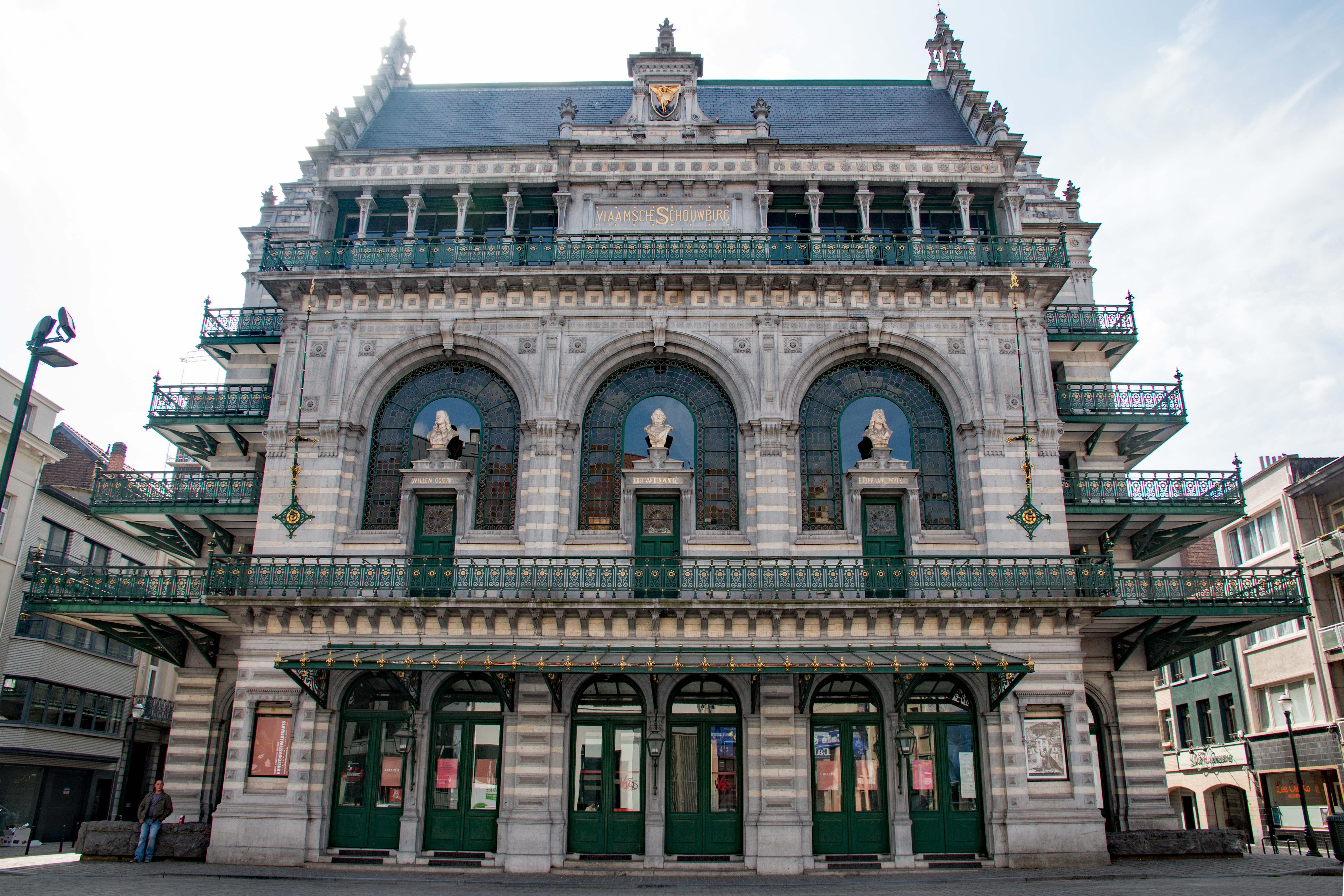
Théâtre royal flamand.
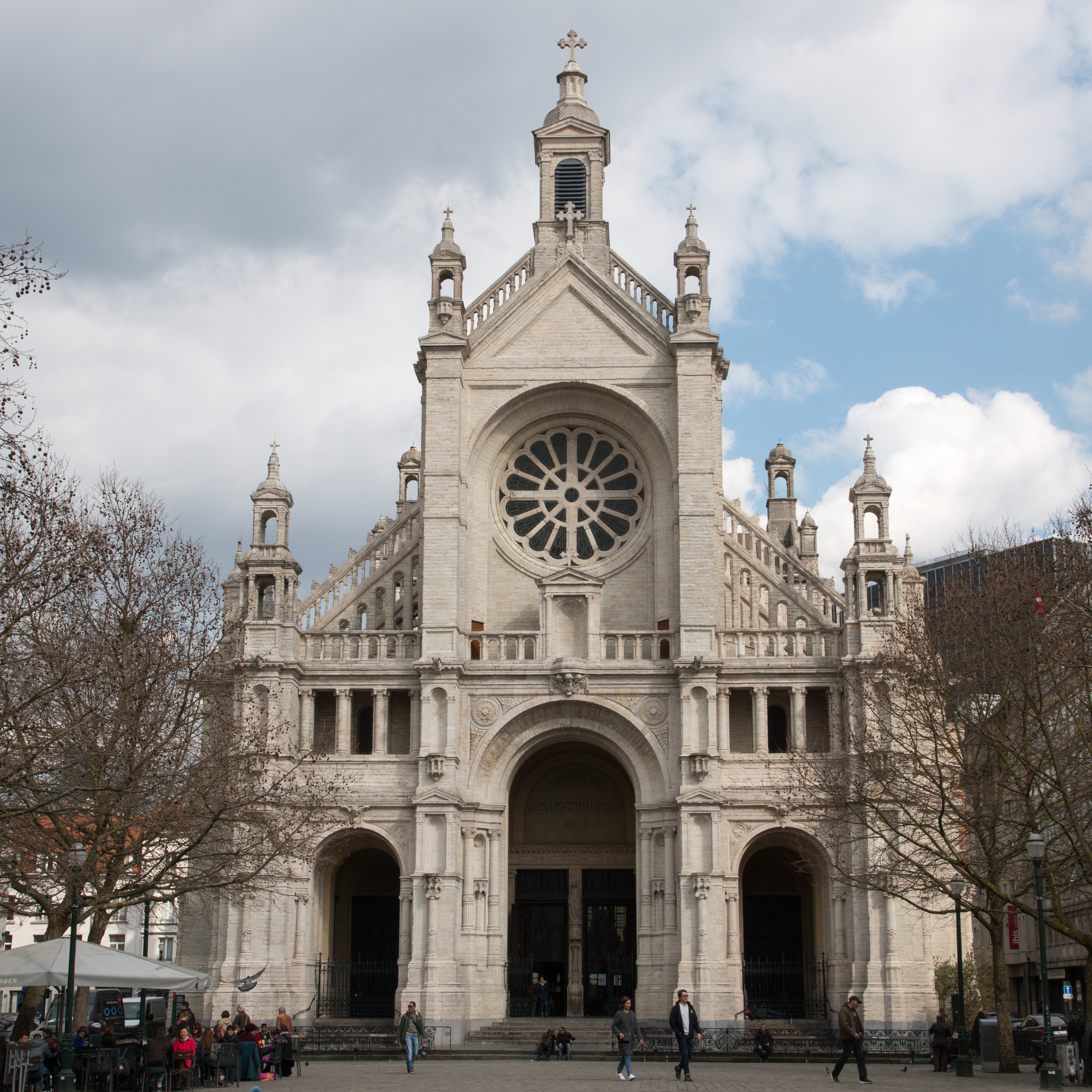
Église Sainte-Catherine.
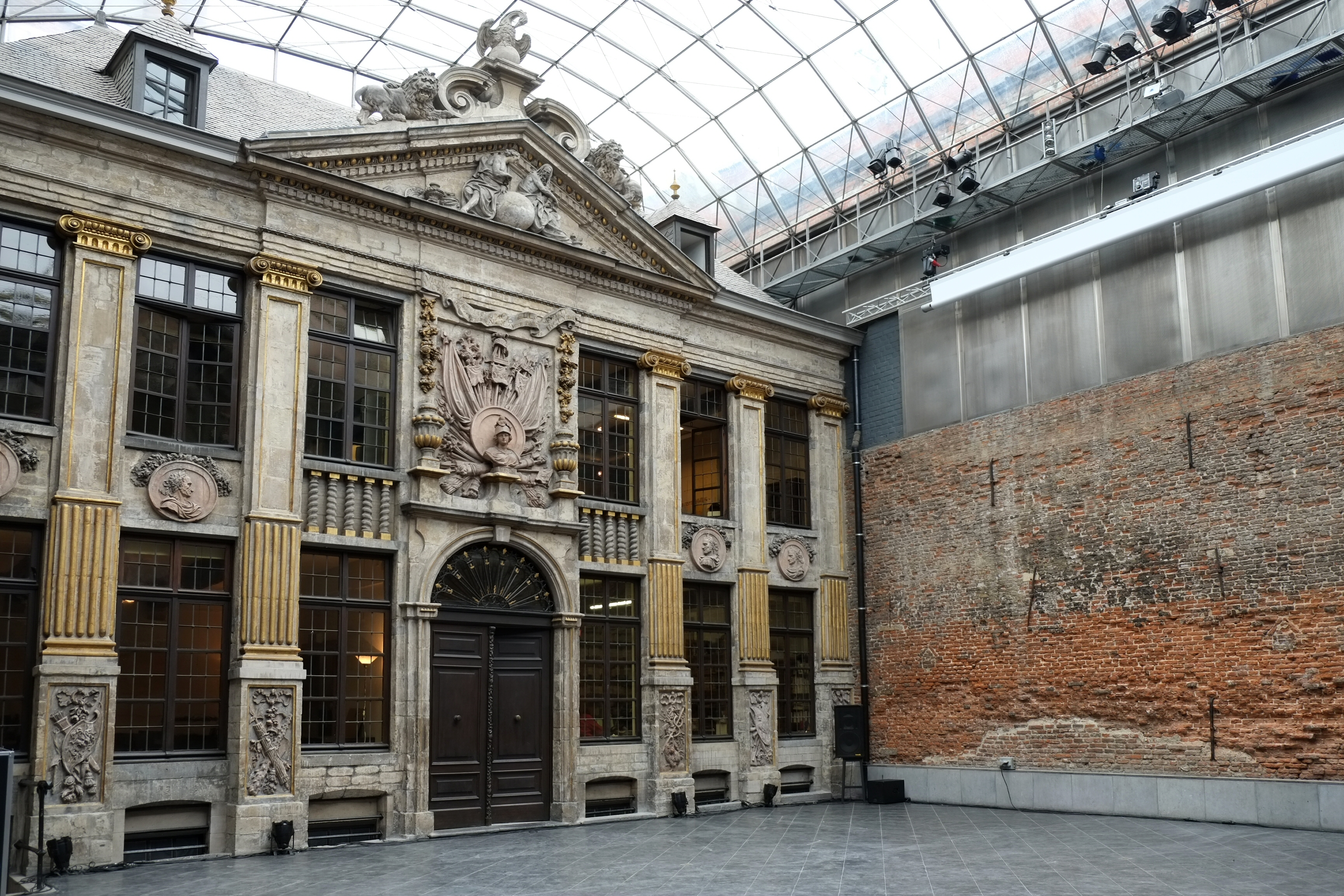
La Bellone.

#### Quartier Marais-Jacqmain
Rares sont les immeubles de l’ancien quartier du Marais qui, du boulevard Pacheco à la rue Neuve, ont échappé aux démolisseurs du XXe siècle. Ils ont fait place à la Cité administrative de l'État, aux imprimeries de presse, immeubles bancaires et galeries commerciales. La tendance actuelle est de restituer au quartier sa mixité en y réaménageant des logements dans d’anciens immeubles de bureaux. Malgré l’aspect longtemps sinistré du quartier, la tradition multiséculaire du Meyboom s’y est maintenue et les anciens magasins Waucquez de Victor Horta ont pu être conservés pour abriter, depuis 1993, le Centre belge de la bande dessinée. Autre îlot préservé, la place des Martyrs du XVIIIe siècle en style néo classique, petit à petit rénovée, au centre de laquelle sont inhumées les victimes des combats de la révolution belge de 1830 dans une crypte à ciel ouvert avec un monument commémoratif. Tout près, la rue Neuve, la plus commerçante de Belgique avec ses deux rives de plus d'un kilomètre de long entièrement occupées par des magasins, le boulevard Adolphe Max, artère traditionnelle aux façades du xixe siècle, et le boulevard Émile Jacqmain (où s’est installé, en 2004, dans un nouveau bâtiment, le Théâtre national de Belgique) à deux pas de la place de Brouckère. Celle-ci, point central très animé du centre de la ville, est dominée à son extrémité sud par deux immeubles tours de style bloc. Mais, pour le reste, elle a conservé ses façades anciennes, en partie retouchées (cinémas UGC) et celles de l'immeuble intact d'un palace, l'hôtel Métropole, et de son voisin l'hôtel Atlanta.

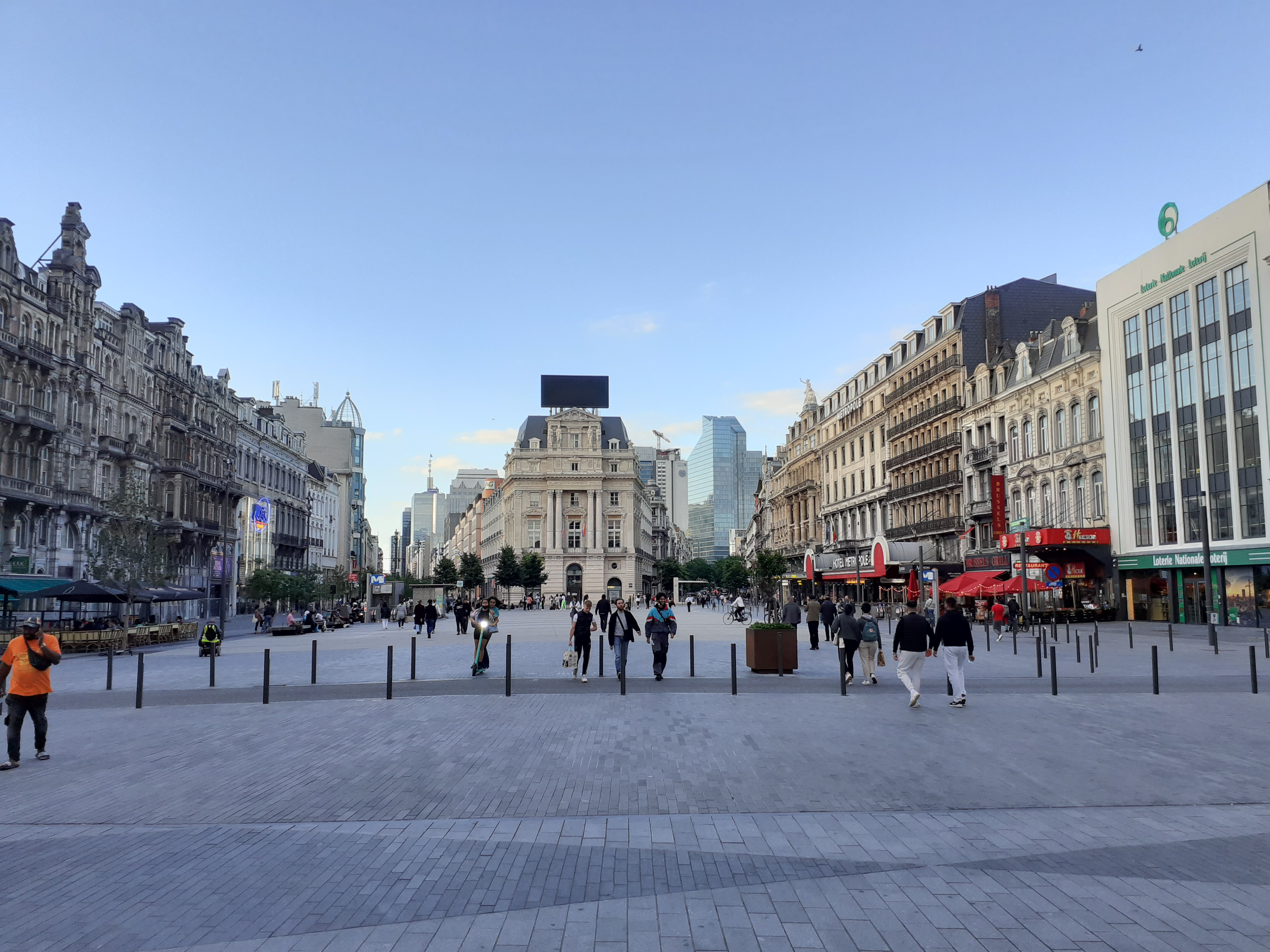
Place de Brouckère.
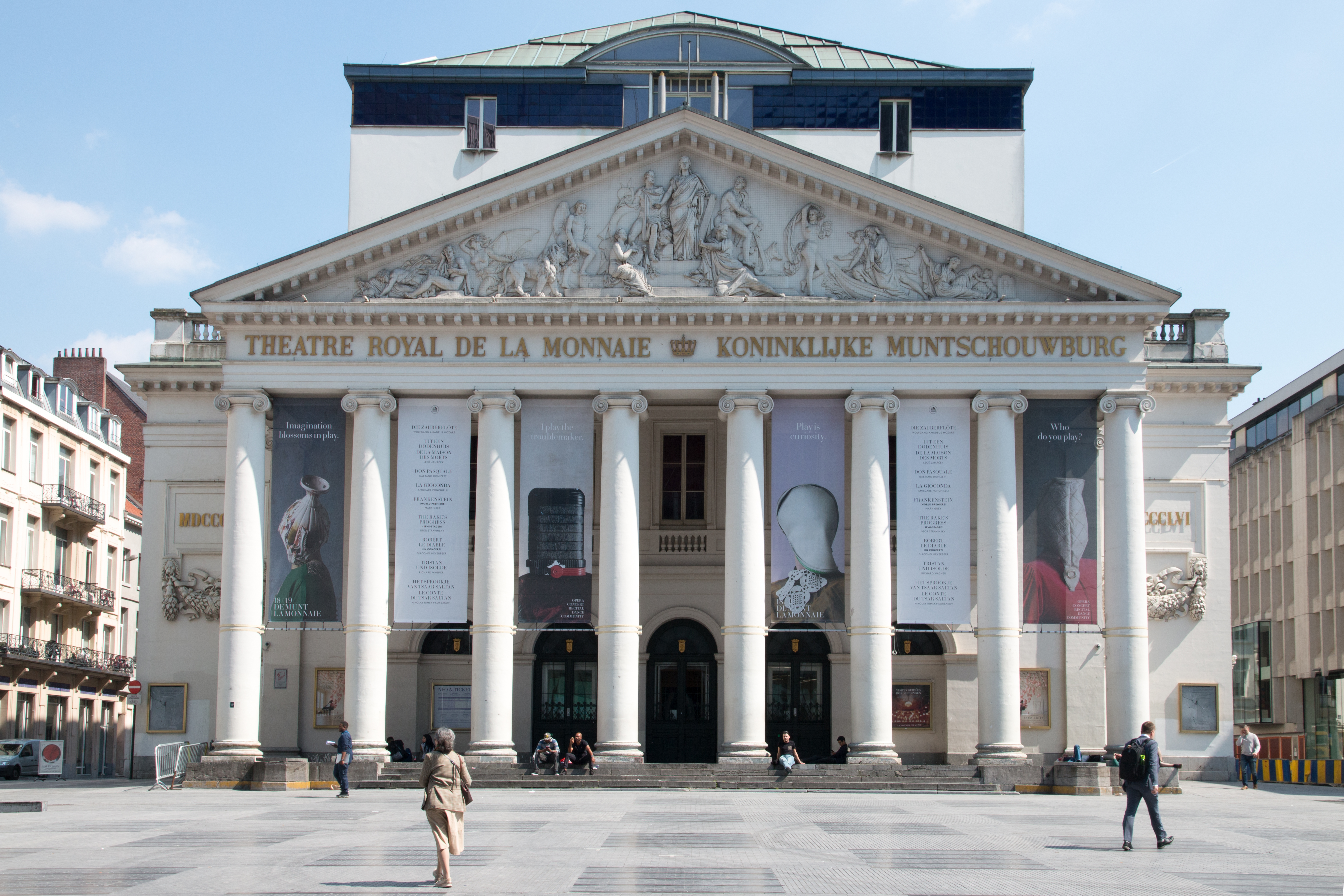
Théâtre royal de la Monnaie.
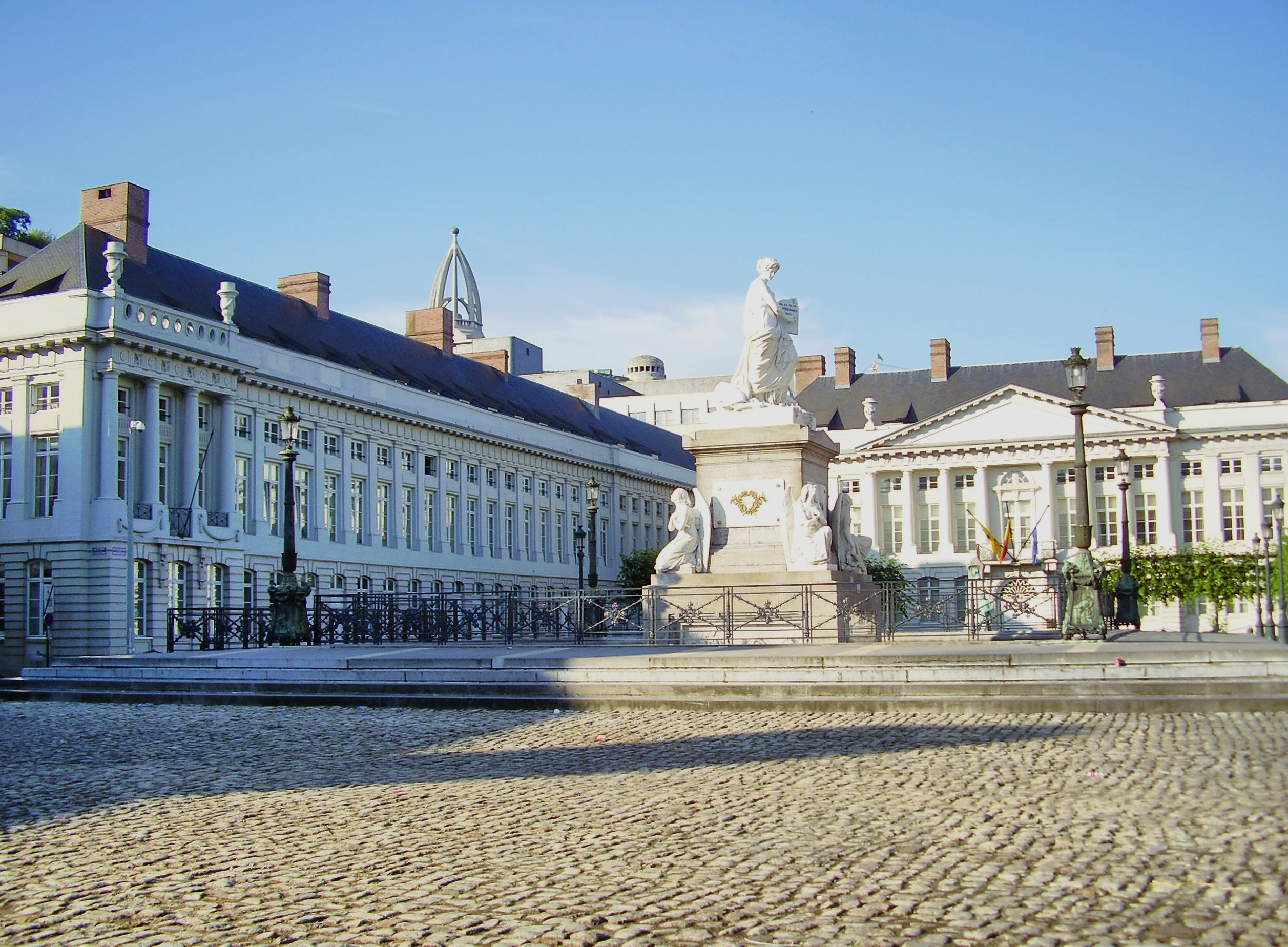
Place des Martyrs.
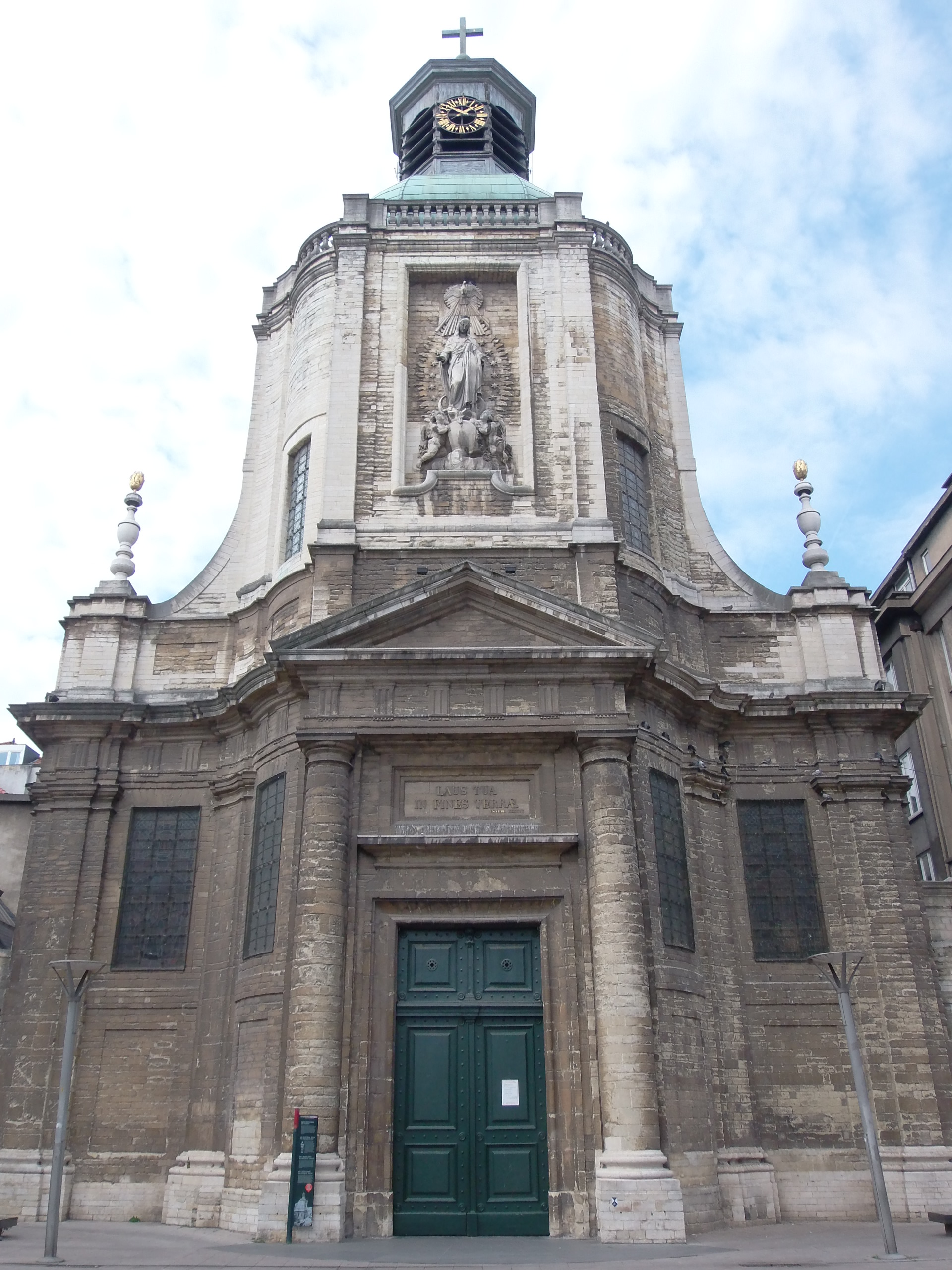
Église Notre-Dame du Finistère.

#### Quartier des Libertés
Le quartier des Libertés, situé entre le Parlement, a pour colonne vertébrale, la rue Royale avec la colonne du Congrès élevée en mémoire du Congrès national de 1830-1831, fondateur des libertés démocratiques en Belgique; s'y trouve aussi le tombeau du Soldat inconnu avec la flamme sacrée. Non loin de là, l'hôtel Astoria, un palace de 1911 rénové et agrandi pour être rouvert ultérieurement. Non loin du croisement avec le boulevard de petite ceinture. Au  XIXe siècle, le quartier portait le nom de Notre-Dame-aux-Neiges et était habité par une population en majorité ouvrière. La volonté des autorités d’assainir les parties insalubres de la ville conduisit à l’expulsion de la population et à la destruction complète du quartier. Un nouveau quartier bourgeois sera entièrement redessiné durant le dernier quart du siècle. Le choix est fait d’y commémorer le souvenir de l’indépendance de la Belgique : places de la Liberté, des Barricades, rues de la Révolution, du Gouvernement Provisoire ou du Congrès. Les quatre rues qui donnent sur la place de la Liberté portent les noms des quatre libertés constitutionnelles, symbolisées par les quatre figures féminines qui entourent la colonne du Congrès : libertés de la Presse, des Cultes, d’Association et d’Enseignement. L’ensemble urbanistique éclectique est aujourd’hui l’un des mieux préservés du pentagone.

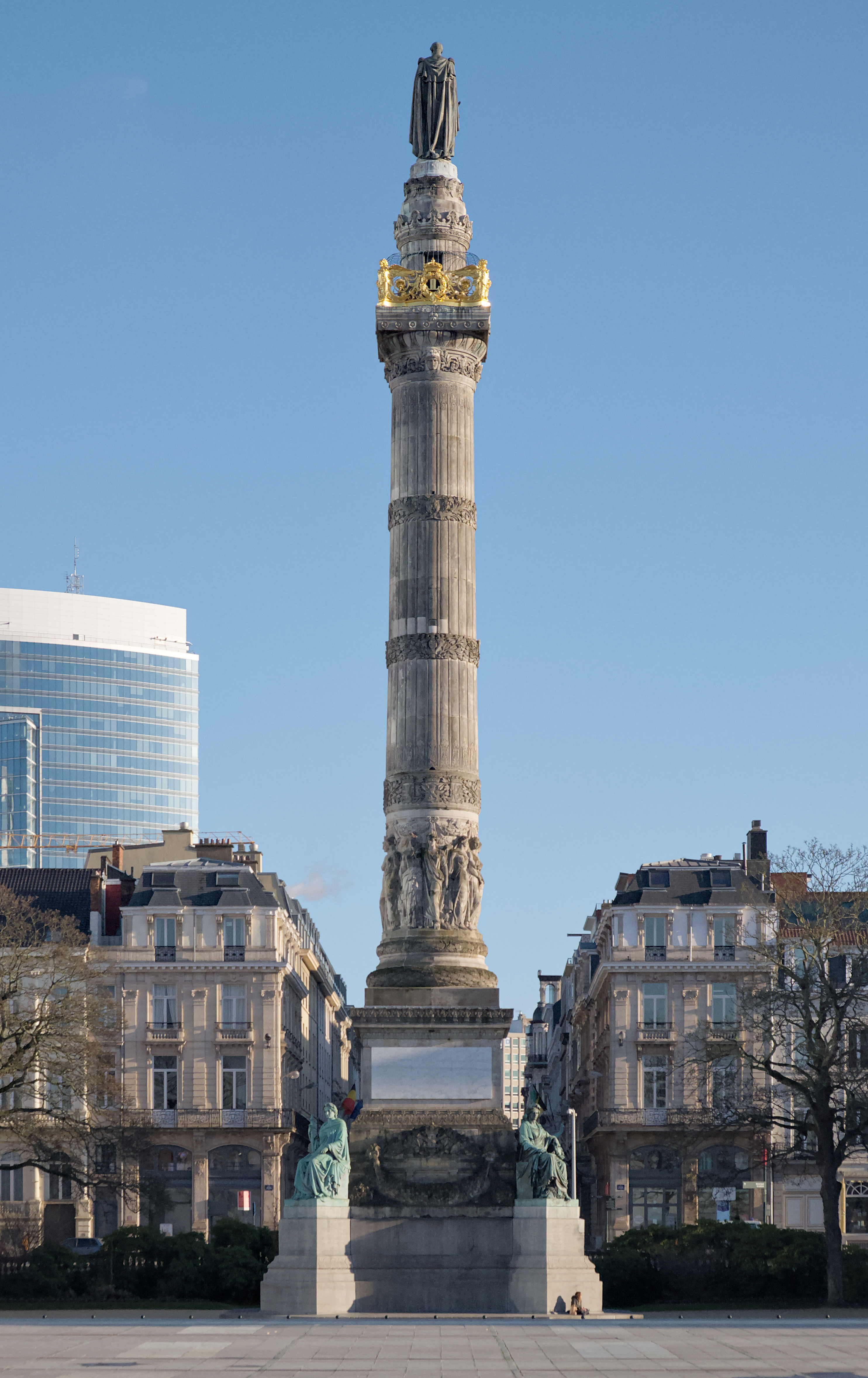
Colonne du Congrès (Léopold Ier).
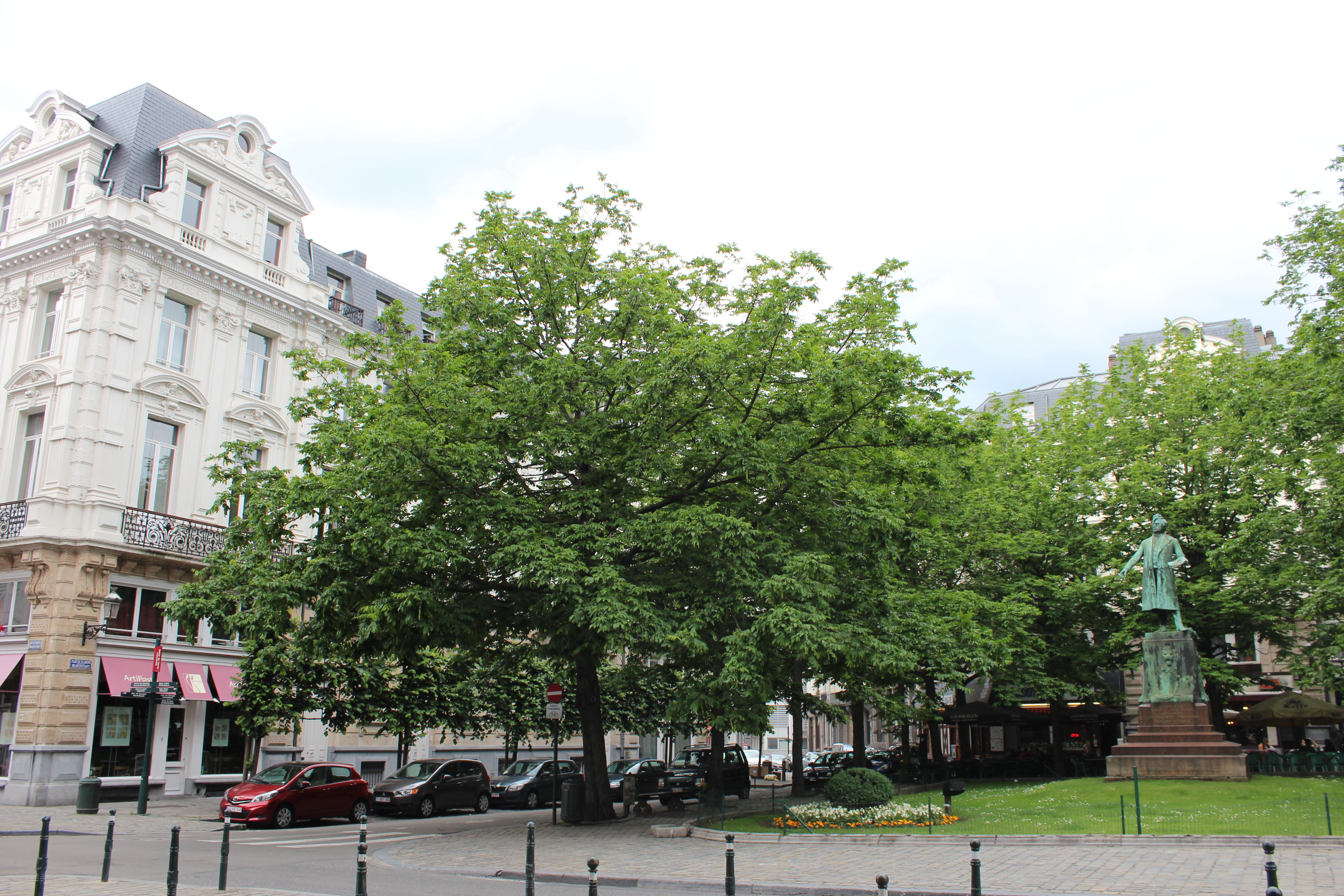
Place de la Liberté (Charles Rogier).
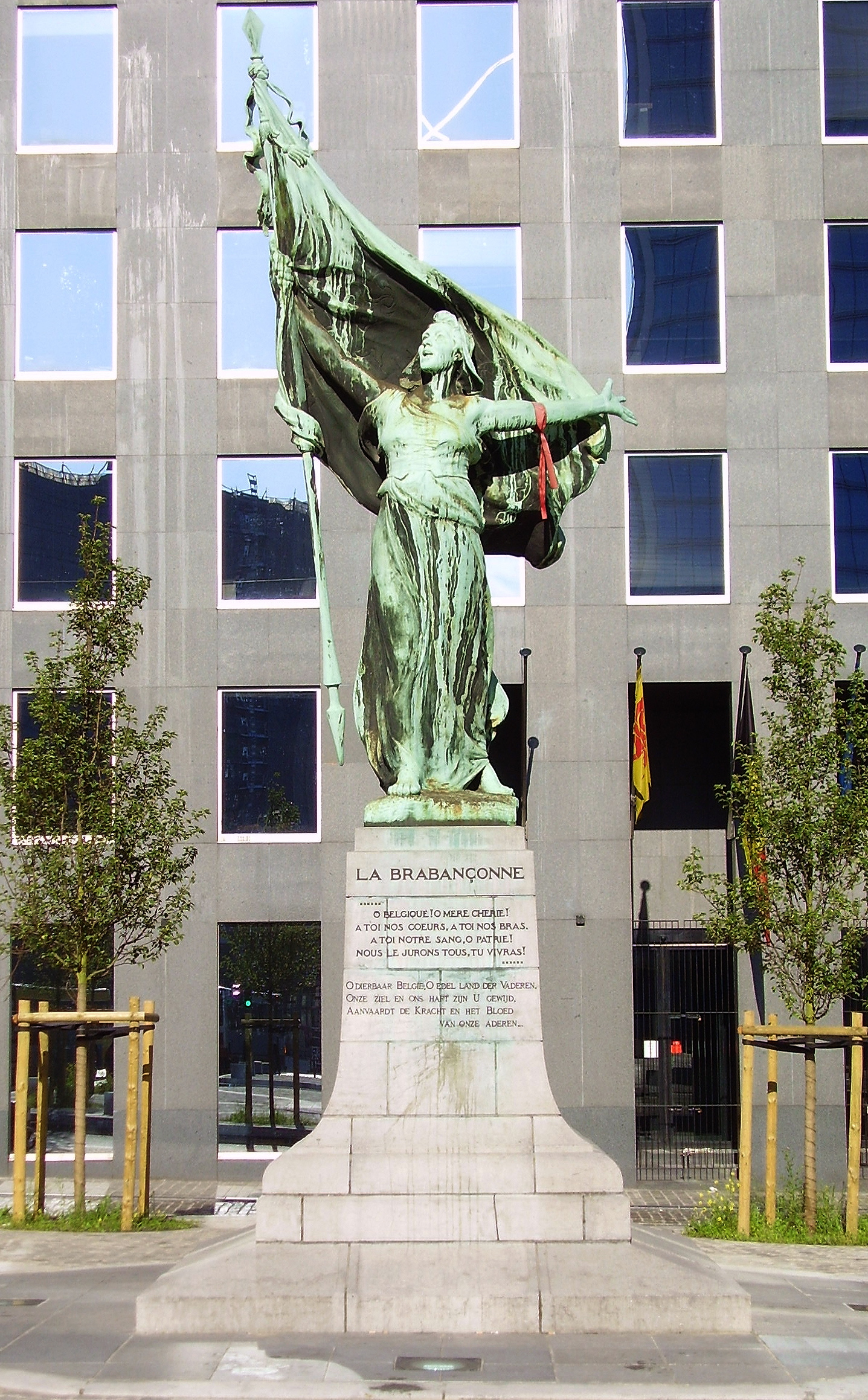
Place Surlet de Chokier (La Brabançonne).
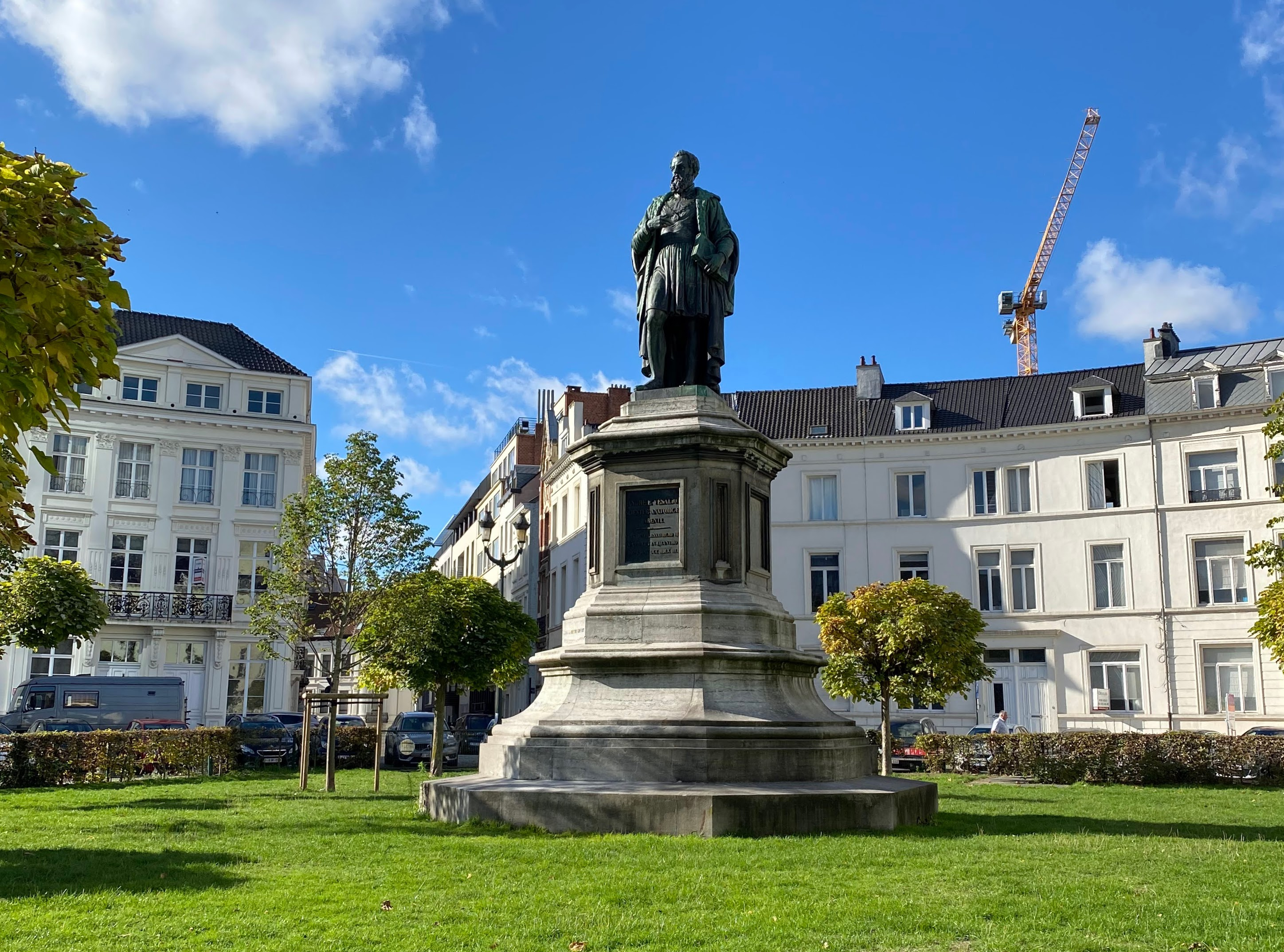
Place des Barricades (André Vésale).

### Quartiers du sud
Ils sont composés de l'avenue Louise, qui atteint le bois de la Cambre, de l'avenue Franklin Roosevelt, du Solbosch qui le longe, ainsi que de certaines rues adjacentes.

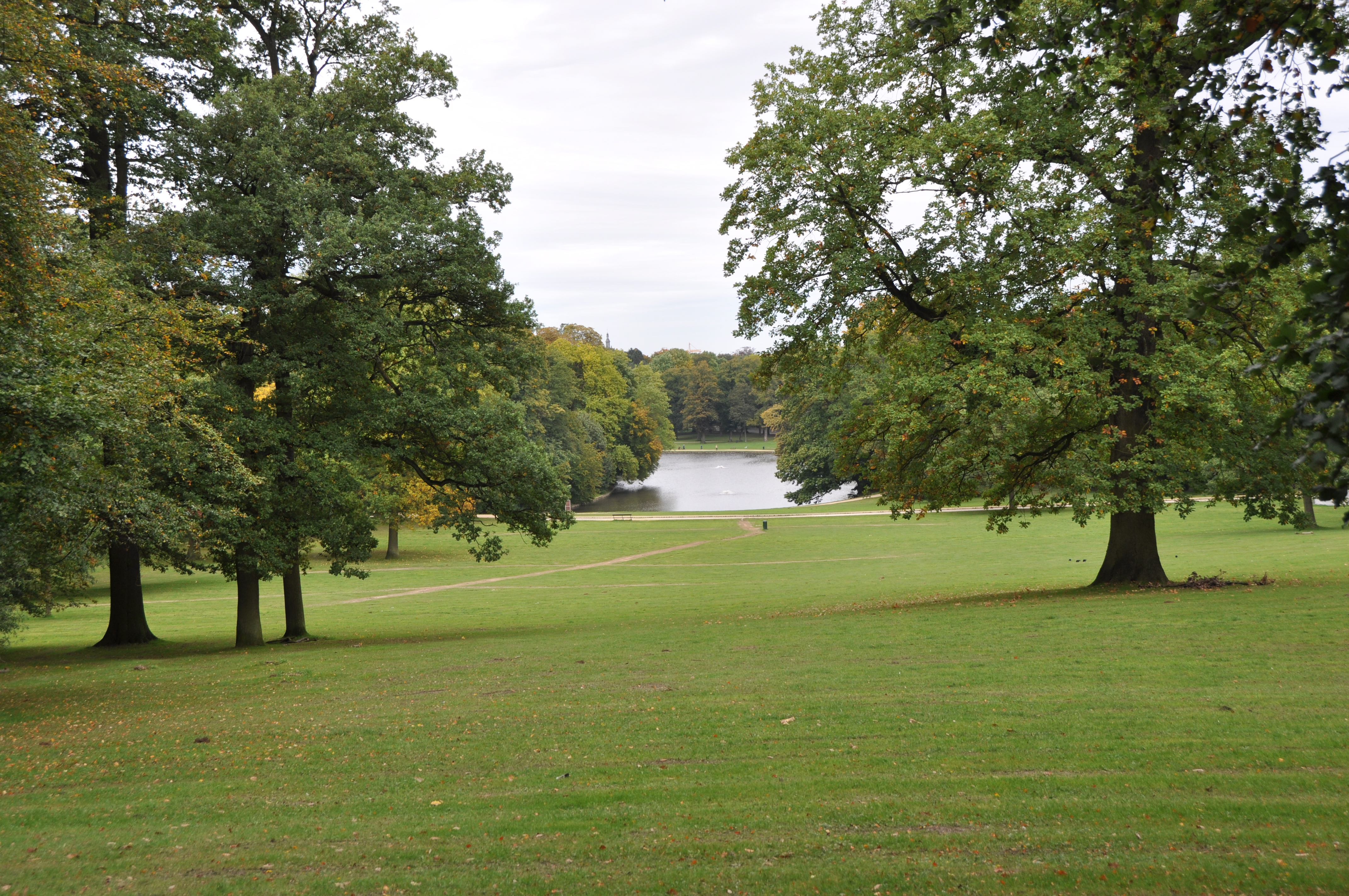
Bois de la Cambre.

### Quartiers de l'est

#### Quartier Léopold

##### «Quartier européen»
Le « Quartier européen » (d'après les institutions, bureaux et infrastructures de l'UE qui s'y sont implantés) est en réalité une zone assez récente et informelle (sans reconnaissance officielle, ni juridique, ni administrative, ni historique, ni culturelle) correspondant approximativement à une majeure partie orientale du quartier Léopold (à l'est du Cœur historique), dans le quartier du Luxembourg et le quartier Schuman. Le Parlement européen a été construit à proximité de la place du Luxembourg, sur l'espace Léopold. La Commission européenne, logée dans le bâtiment dit du « Berlaymont », se trouve, elle, dans le quartier Schuman, près du rond-point du même nom et du parc du Cinquantenaire. S'y trouve également le Concilium et le Résidence Palace.
Ce « quartier » est desservi par deux gares, la gare de Bruxelles-Schuman et la gare de Bruxelles-Luxembourg, qui est souterraine et s'appelait autrefois gare du Quartier Léopold, il n'en reste que le bâtiment central donnant sur la place. Il est également traversé par deux lignes du métro de Bruxelles, la ligne 1 et la ligne 5.

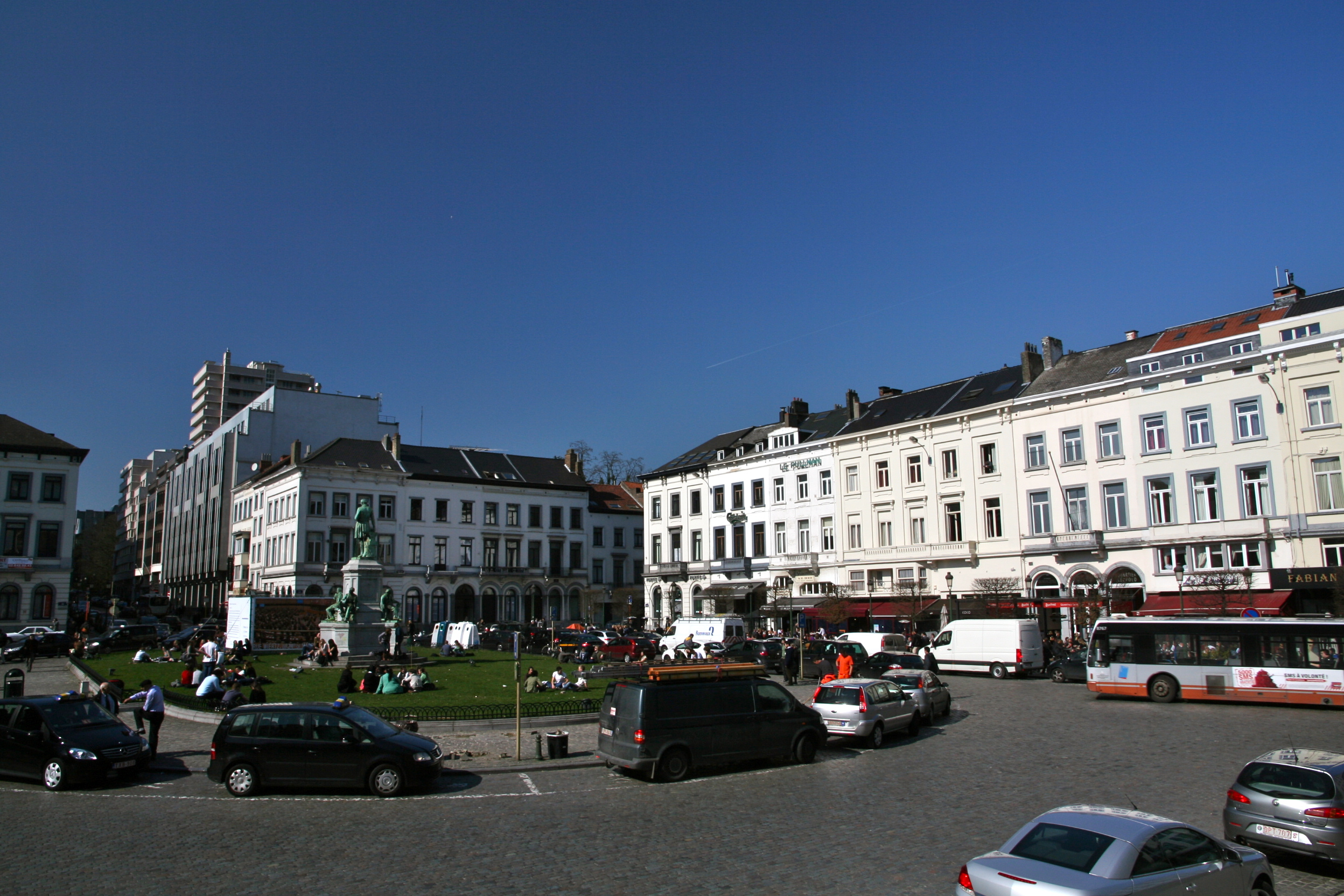
Place du Luxembourg.
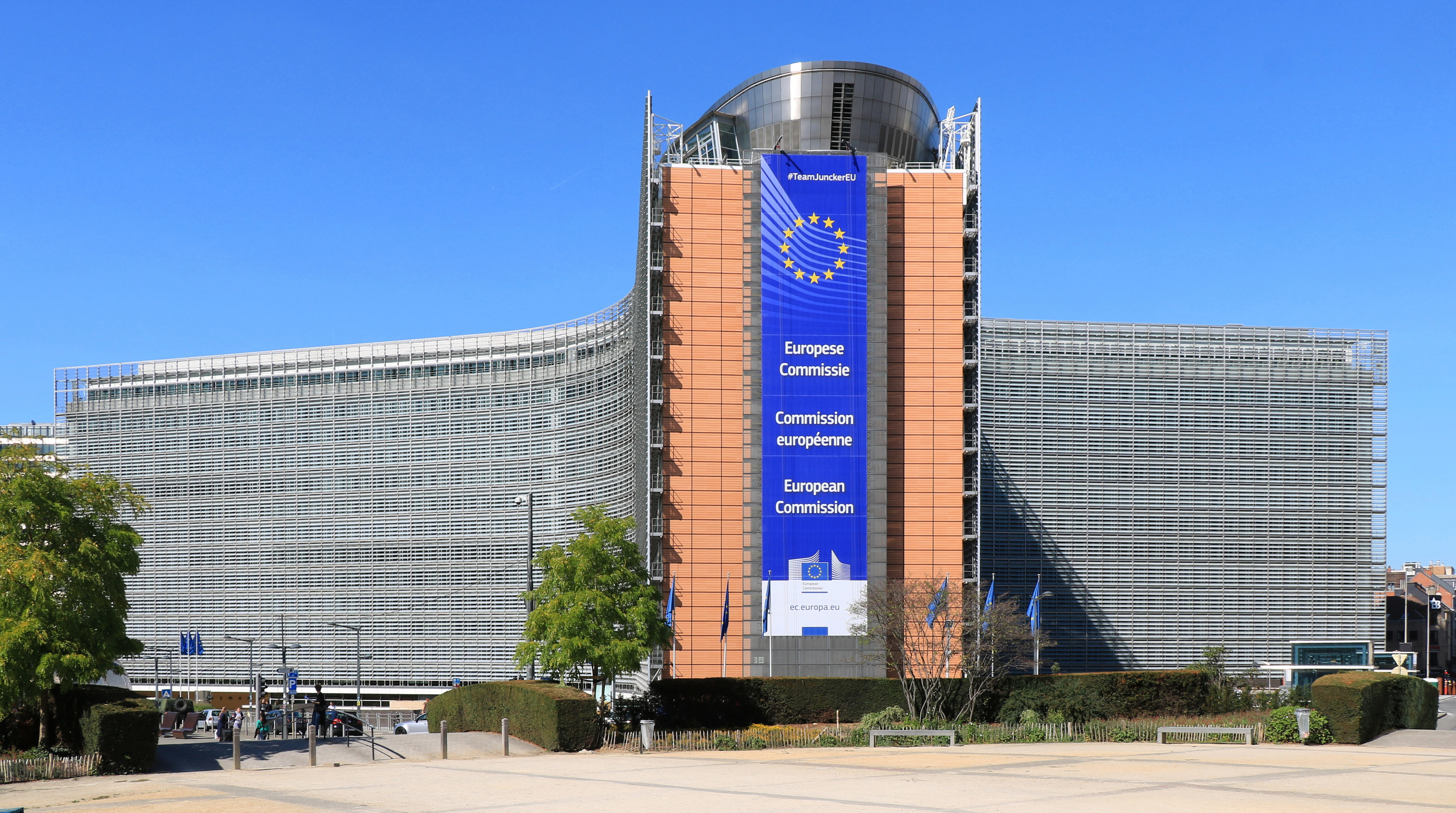
Bâtiment Berlaymont (Commission européenne).
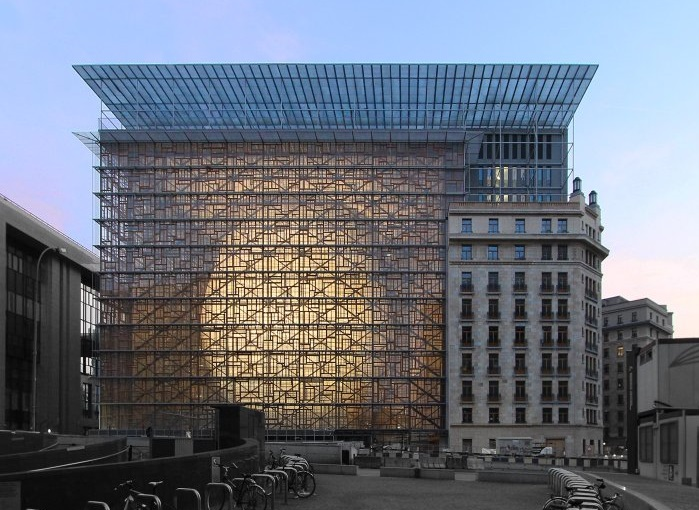
Bâtiment Europa (Conseil européen).
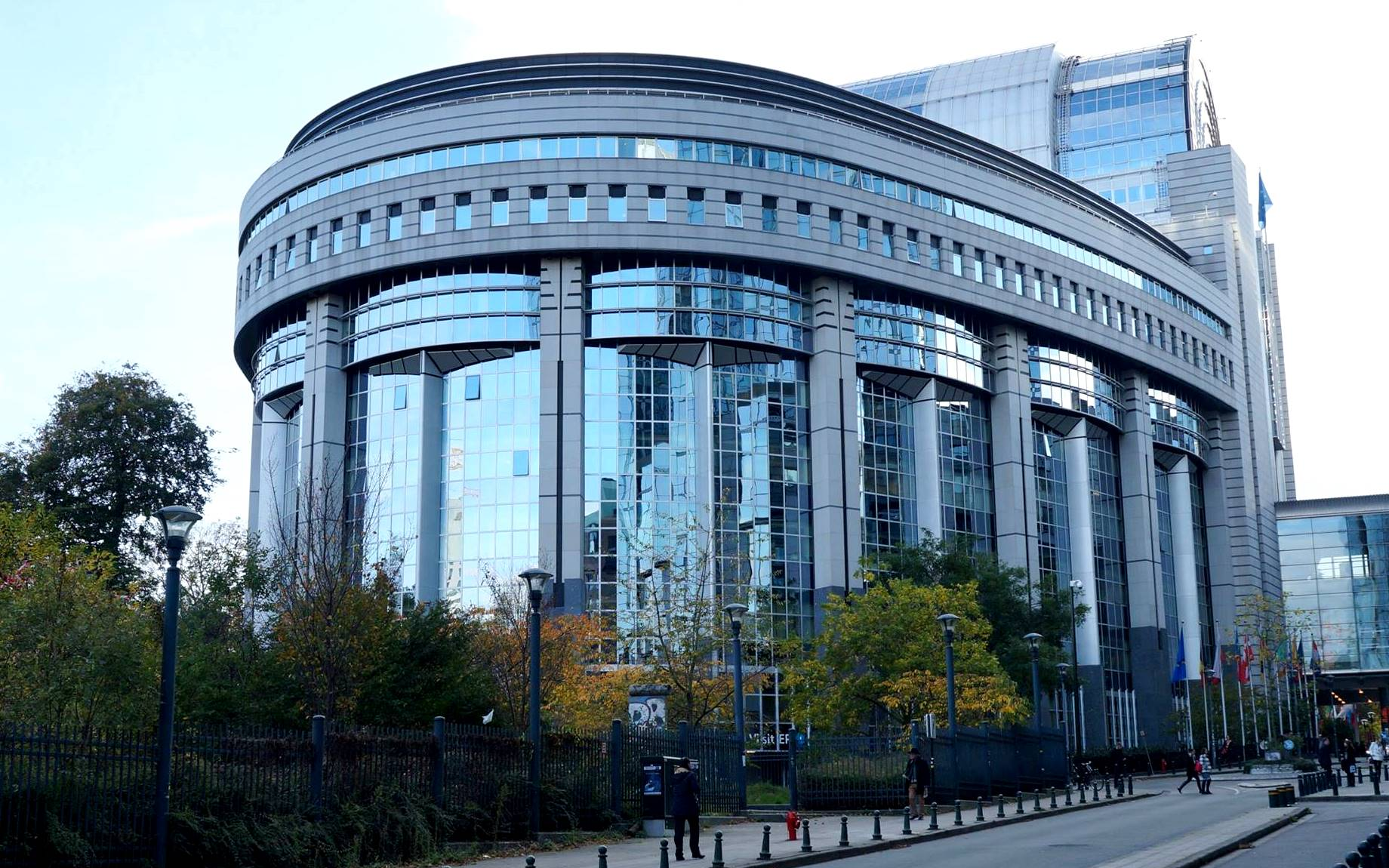
Espace Léopold (Parlement européen).
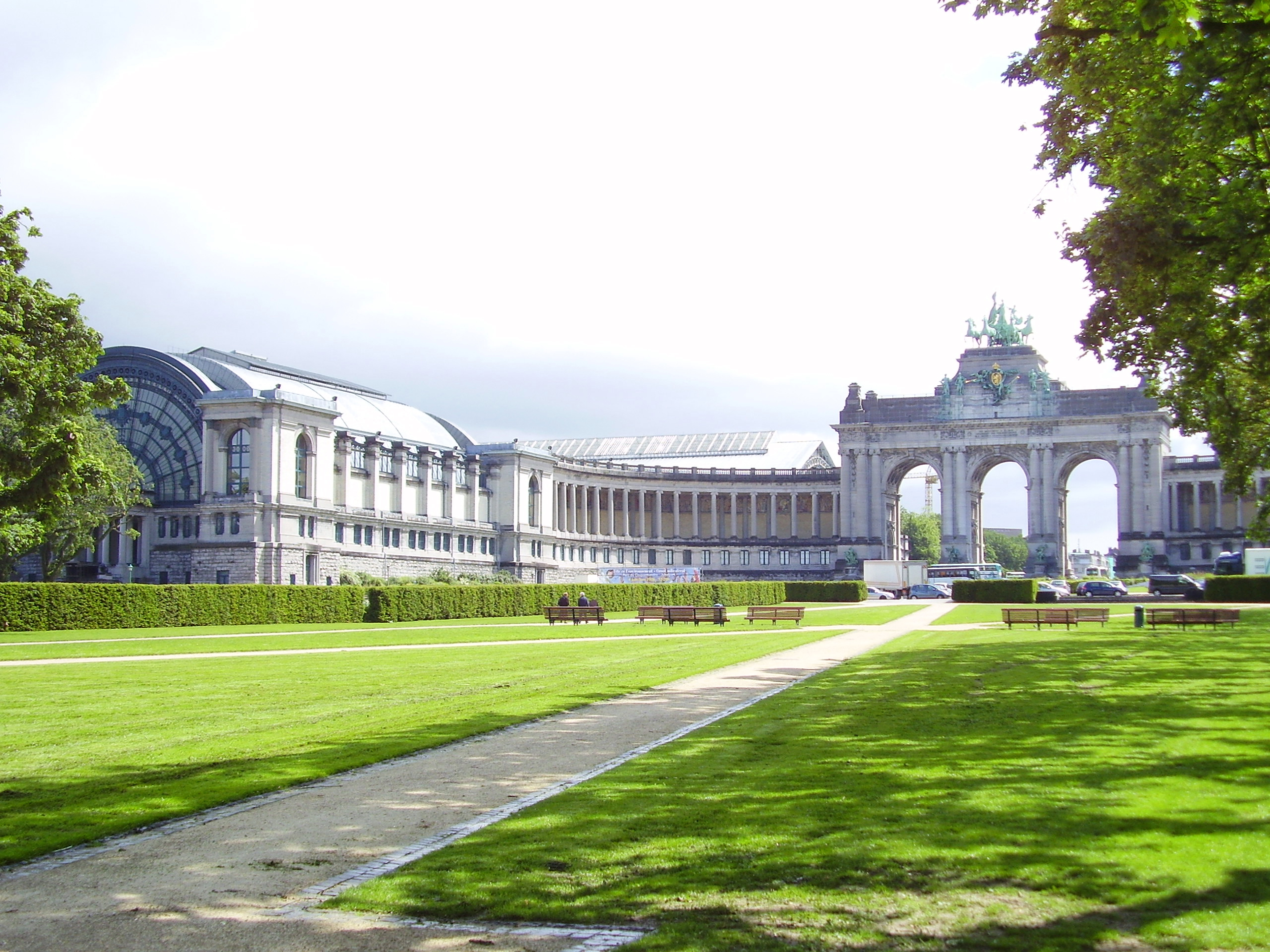
Parc du Cinquantenaire.

### Quartiers du nord
Ces quartiers comprennent principalement les anciennes communes de Laeken, de Neder-Over-Heembeek et de Haren.

#### Laeken
Laeken  est une ancienne commune du nord de la région de Bruxelles-Capitale, rattachée à la ville de Bruxelles en 1921. Laeken abrite notamment, le domaine royal, le château de Laeken, les serres de Laeken (1873), l'ancienne église Notre-Dame de Laeken (XIIIe siècle) ainsi que l'église Notre-Dame dont la crypte renferme les sépultures des souverains et le cimetière qui en dépend, connu pour sa richesse en monuments et sculptures. Sur le territoire de Laeken, se trouve également le plateau du Heysel, où se sont tenues les Expositions universelles de 1935 et 1958 et qui comprend le Stade Roi Baudouin, l'Atomium, le Parc des Expositions de Bruxelles et Bruparck ainsi que le Port de Bruxelles à côté duquel a été érigé le Monument au Travail de Constantin Meunier.

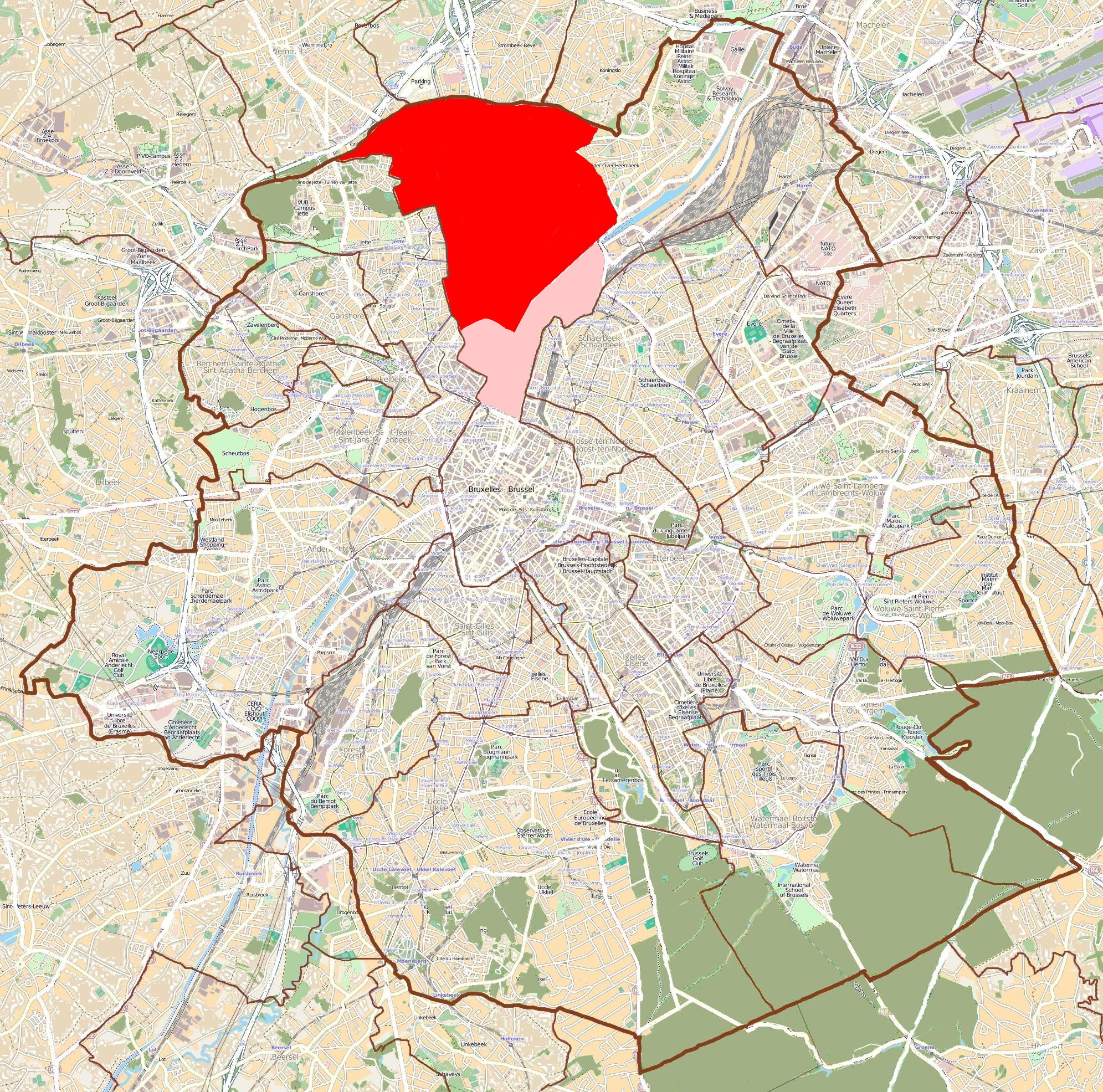
Carte de Laeken.
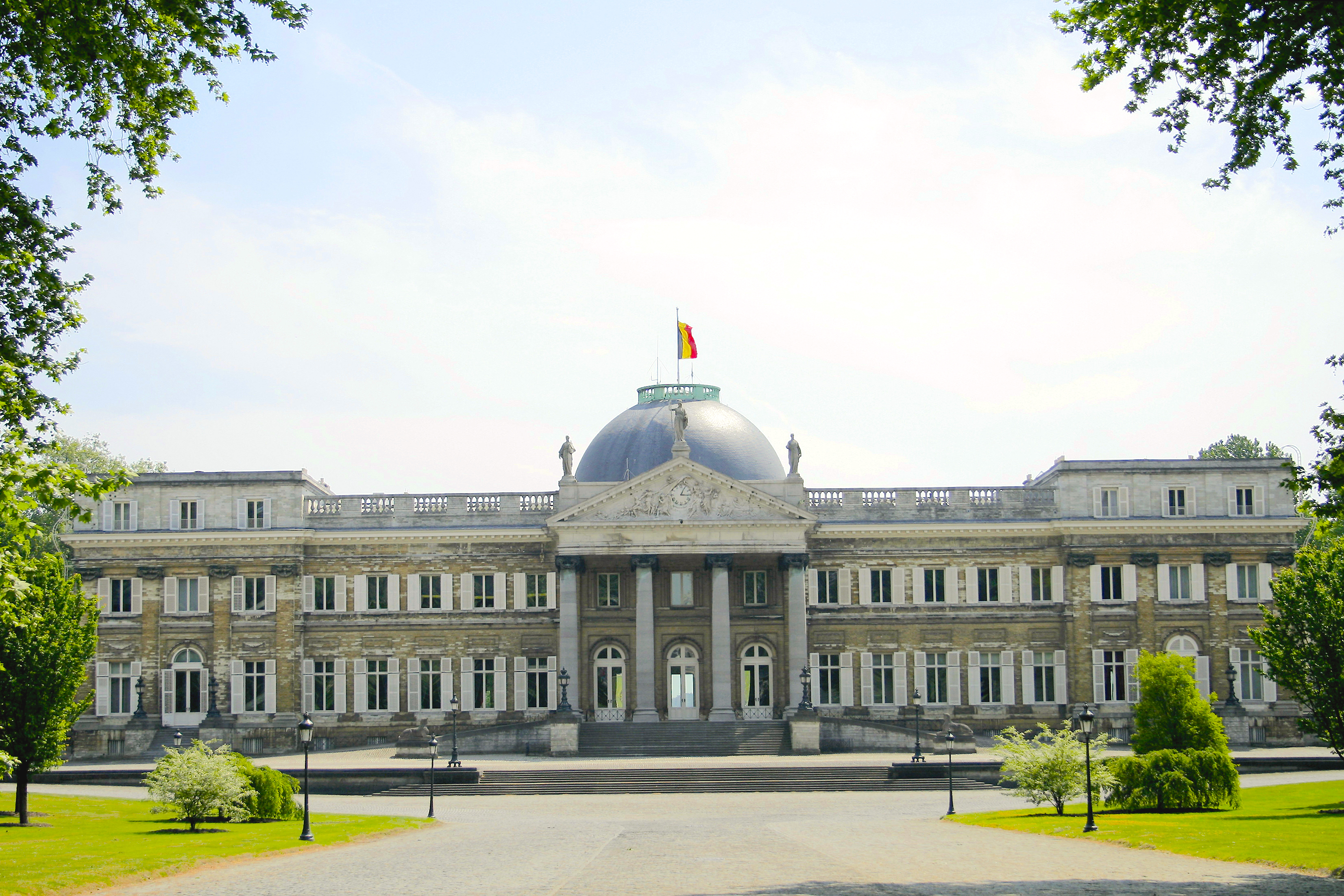
Château de Laeken.
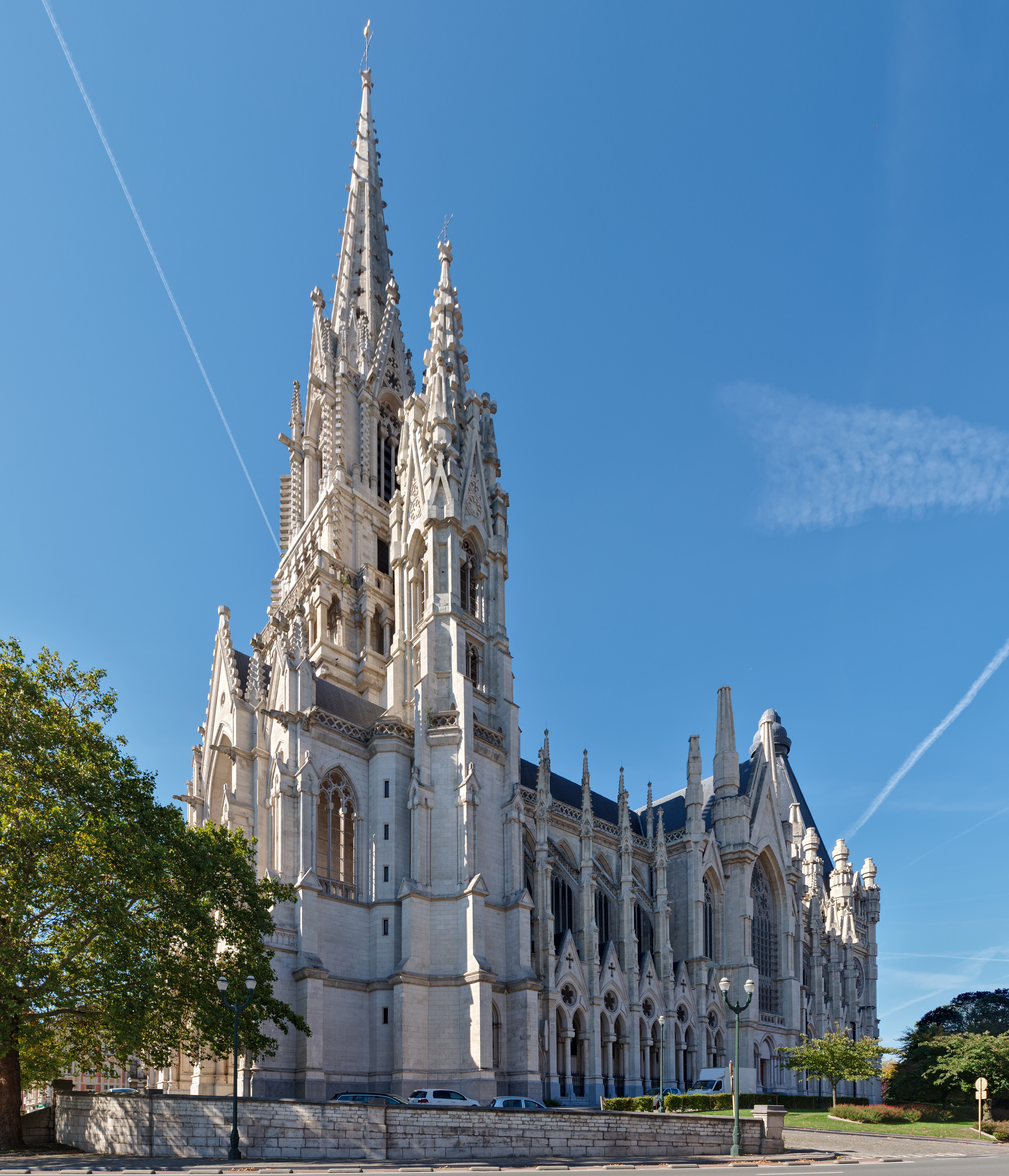
Église Notre-Dame de Laeken.
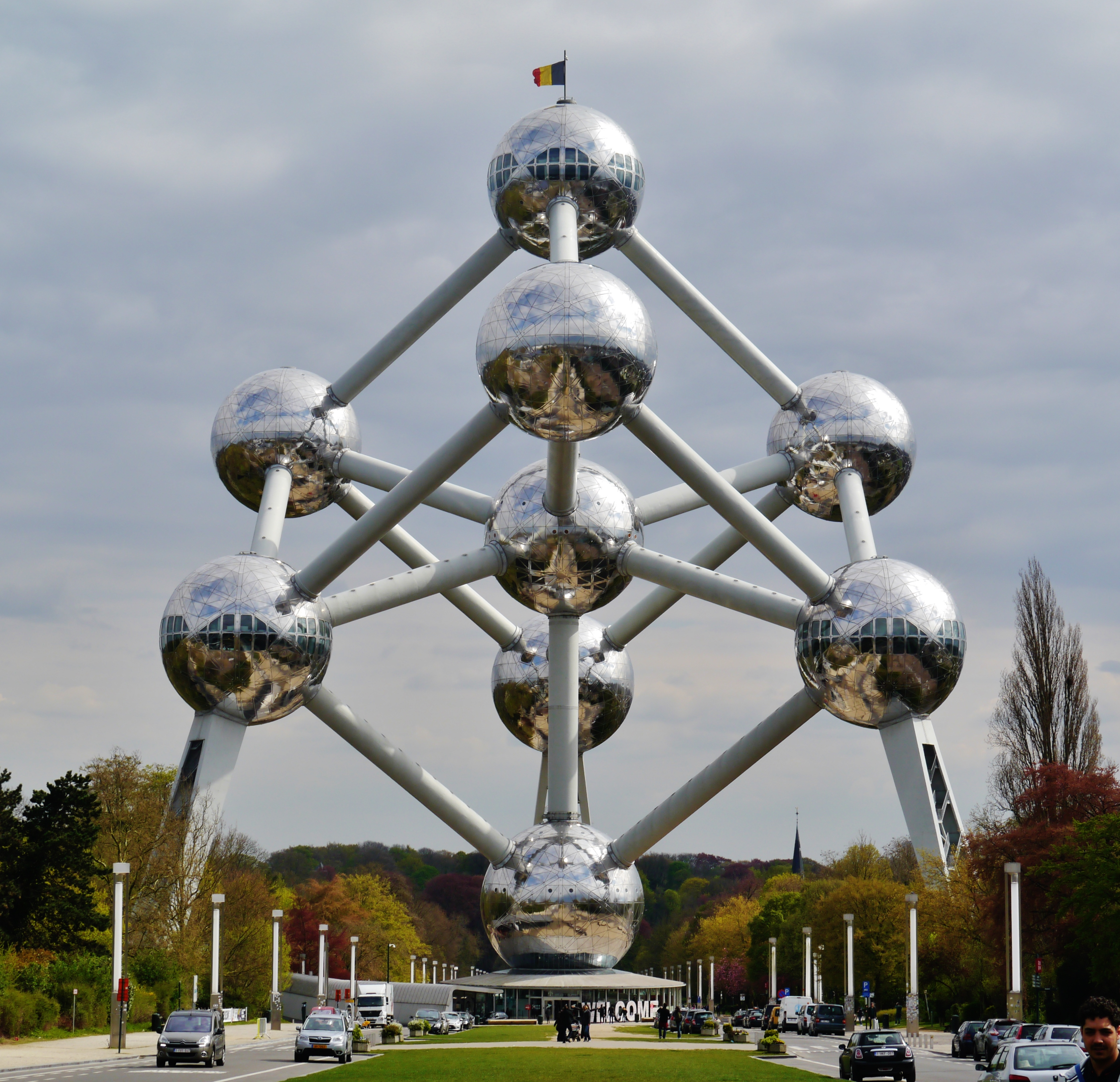
Atomium.
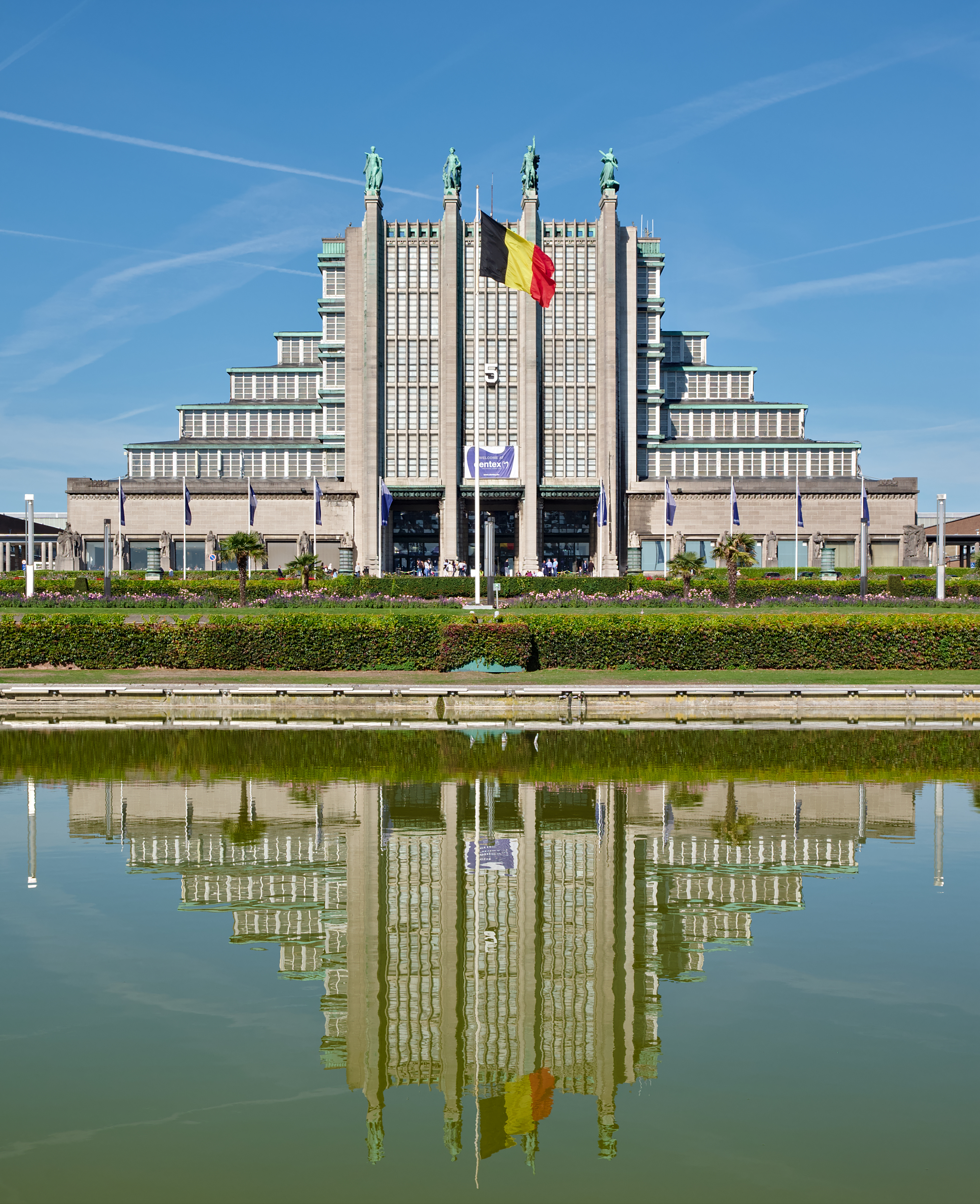
Brussels Expo.
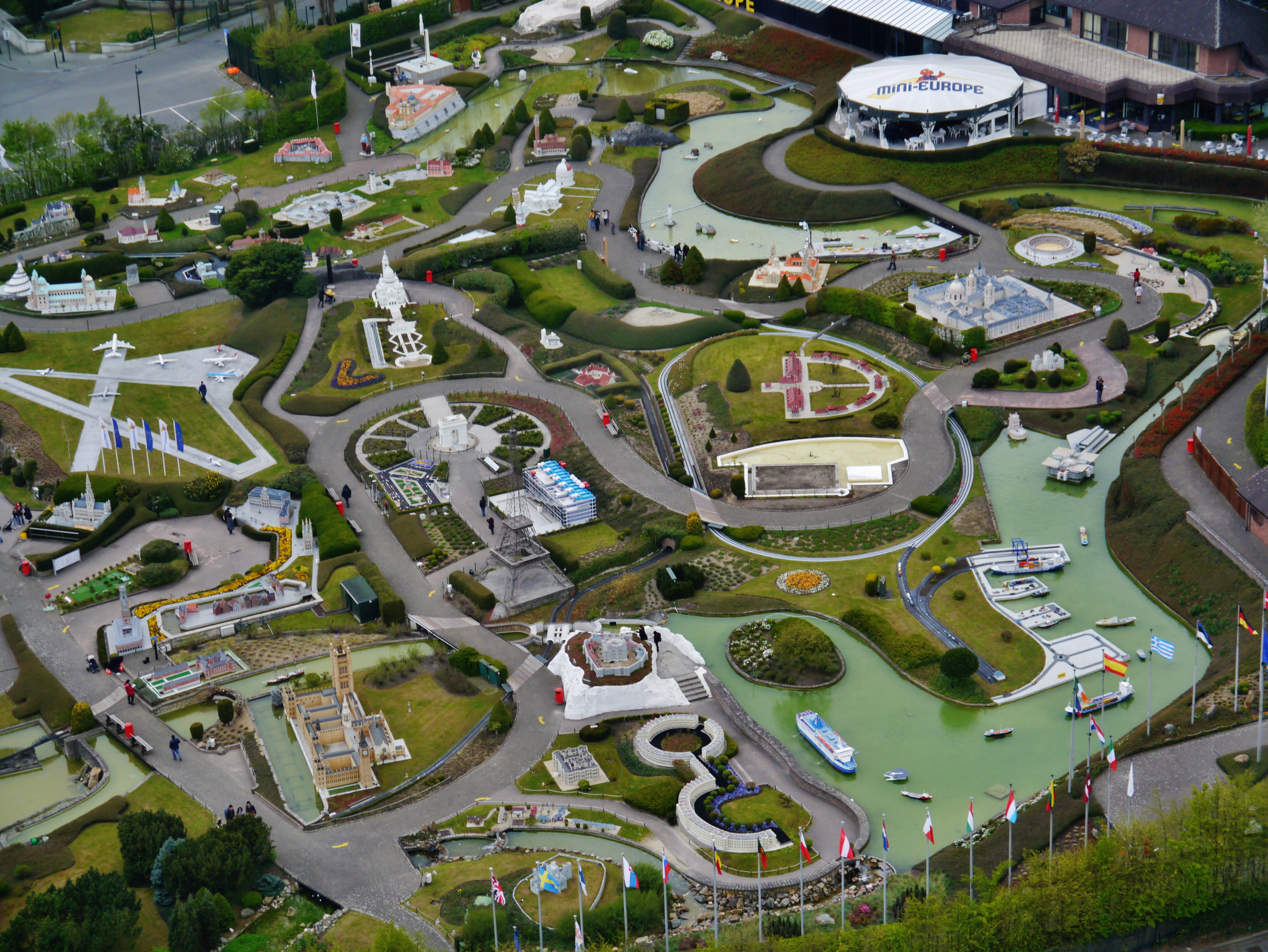
Mini-Europe.

##### Mutsaard
Parfois aussi appelé quartier des Pagodes  quartier de la tour japonaise ou quartier De Wand, et également orthographié Mutsaert, est un quartier situé entre Laeken et Neder-over-Heembeek faisant partie de l'ancienne commune de Laeken (donc de code postal 1020) mais aussi d'un morceau de Neder-over-Heembeek annexé en 1897 par Laeken, mais l'ensemble dépendant de l'unité pastorale de Neder-over-Heembeek. Il est séparé du reste de Laeken par le domaine royal. On[Qui ?] y trouve les musées d’Extrême-Orient. L'église actuelle qui lui est rattachée est l'église du Christ-Roi. Le quartier se prolonge également un peu sur les communes avoisinantes de Vilvorde et Grimbergen. En effet, c'est un ancien hameau dans le centre historique est la place du Mutsaard qui se trouve au croisement des frontières des trois (quatre) communes susmentionnées.

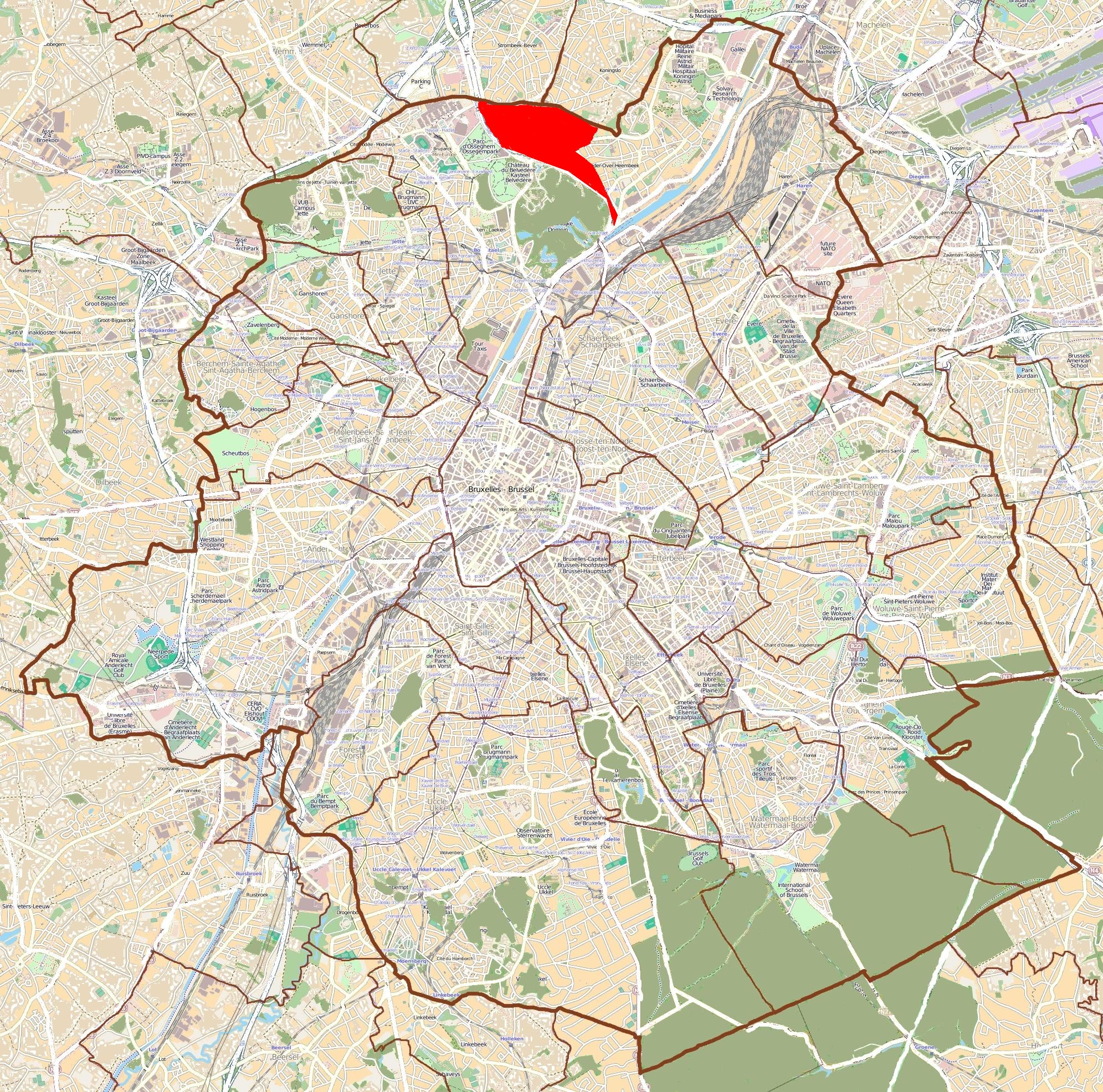
Carte du mutsaard.
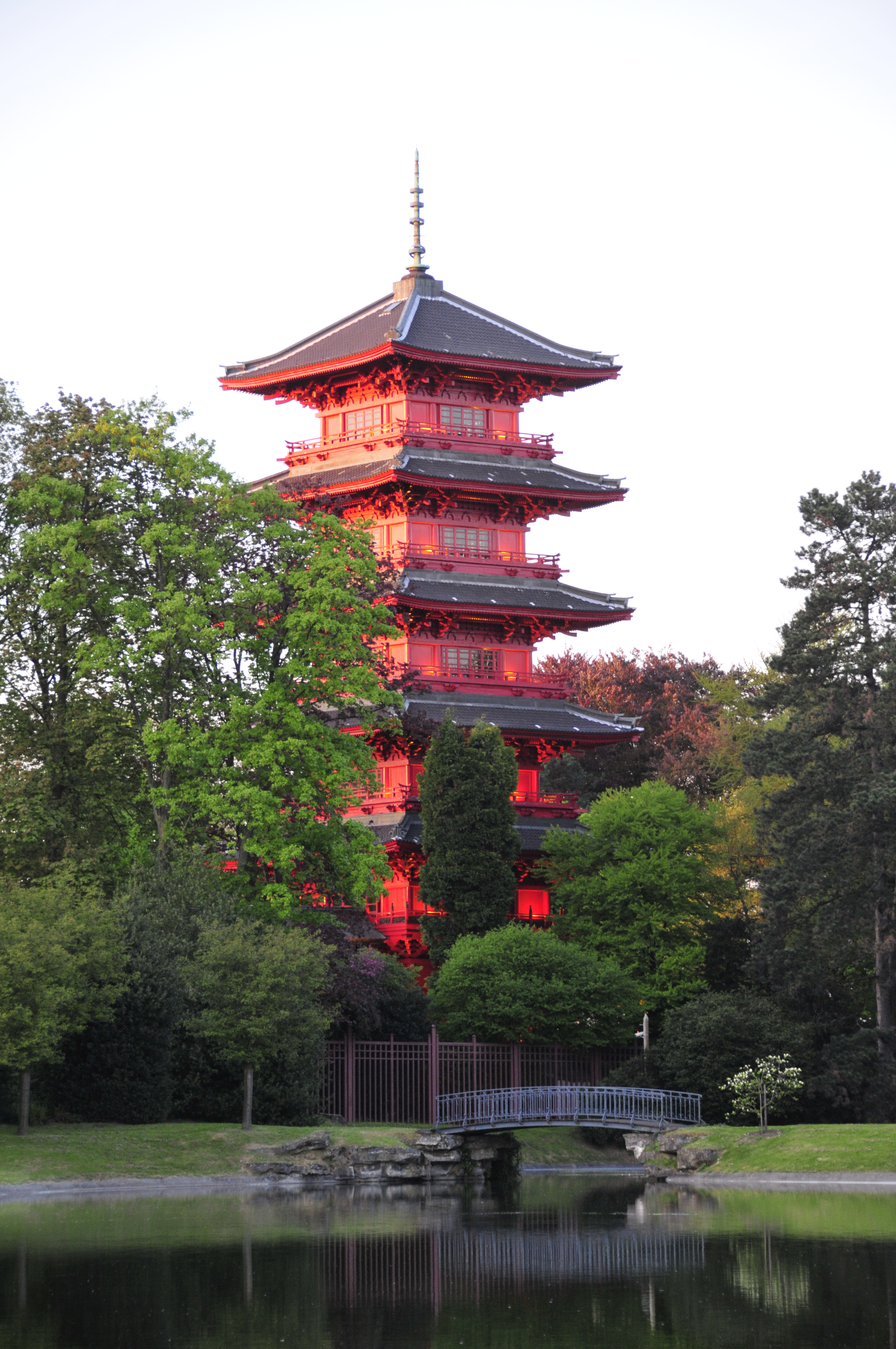
Tour japonaise.
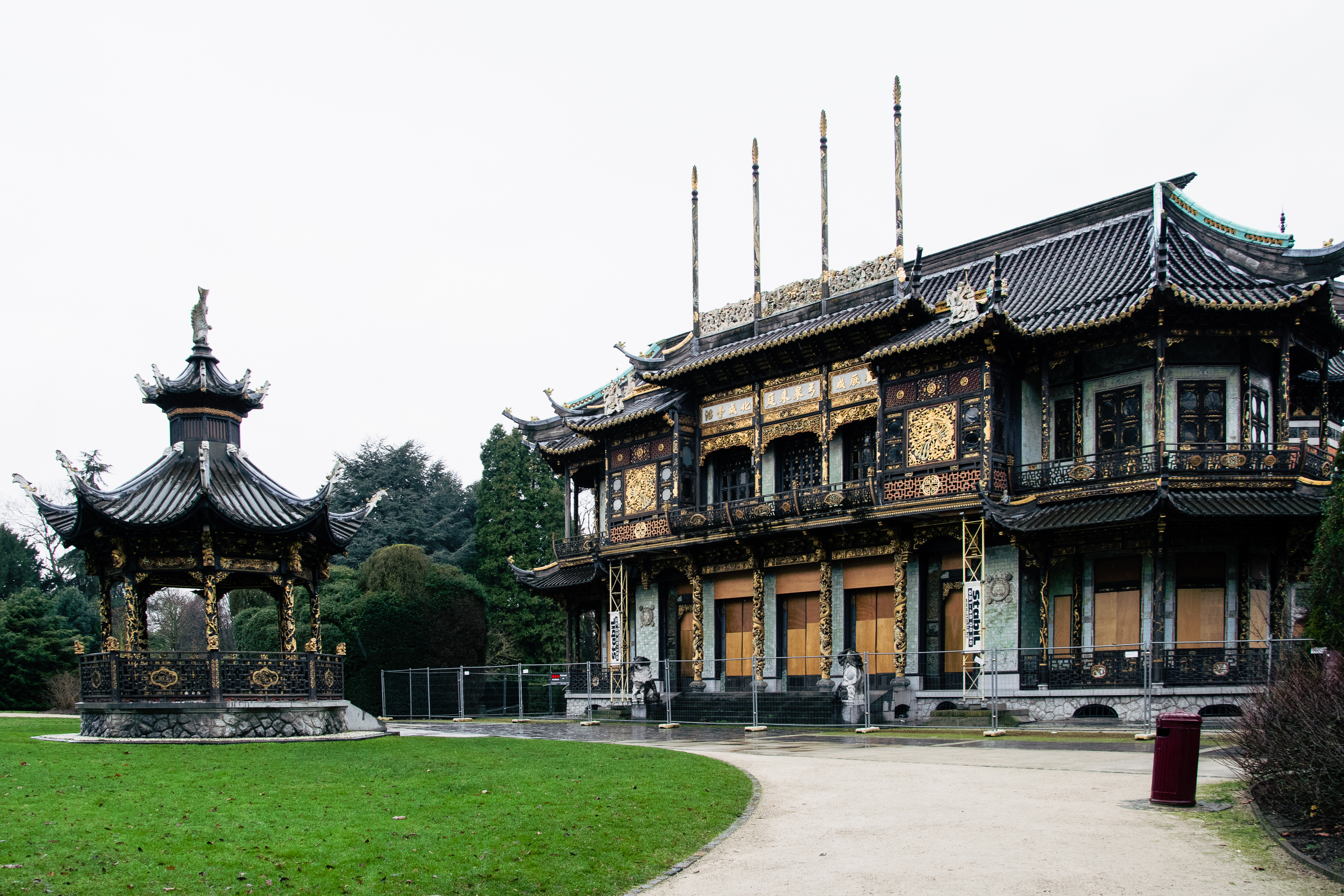
Pavillon chinois.

#### Neder-Over-Heembeek
Neder-Over-Heembeek est une ancienne commune incorporée à la ville de Bruxelles en 1921, en même temps que Haren et Laeken. Elle a la particularité d'être la seule entité en Région de Bruxelles-Capitale à pouvoir se prévaloir d’un acte authentique mentionnant son nom dès le VIIe siècle. Neder-Heembeek et Over-Heembeek vécurent longtemps séparément. Après sa fusion avec la Commune de Bruxelles, Neder-Over-Heembeek devient principalement résidentielle, sauf le sud-est en bordure du canal de Bruxelles à l'Escaut (avant-port de Bruxelles) et le nord où s'installent de nouvelles entreprises près de l’hôpital militaire.

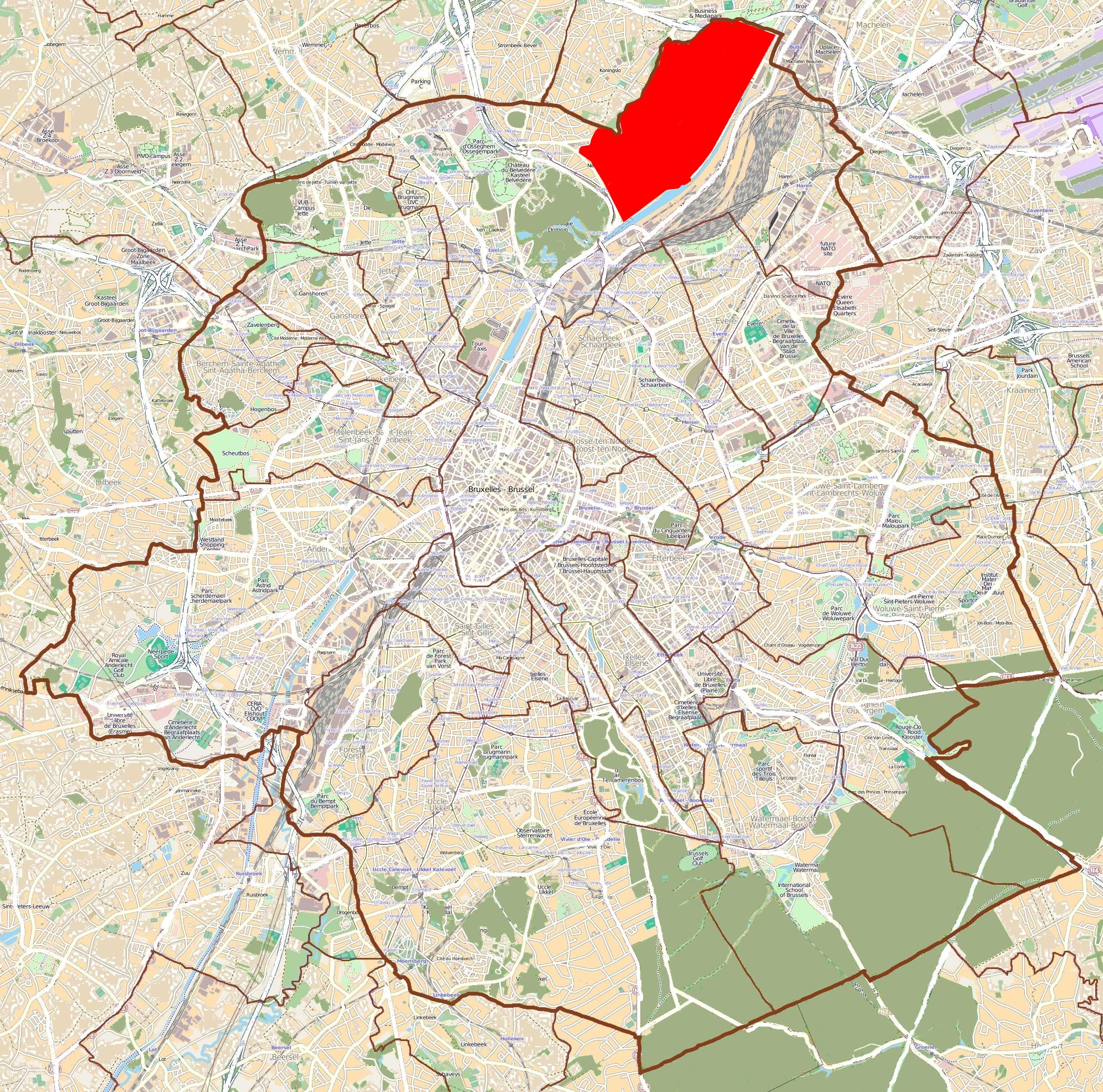
Carte de Neder-Over-Hembeek.
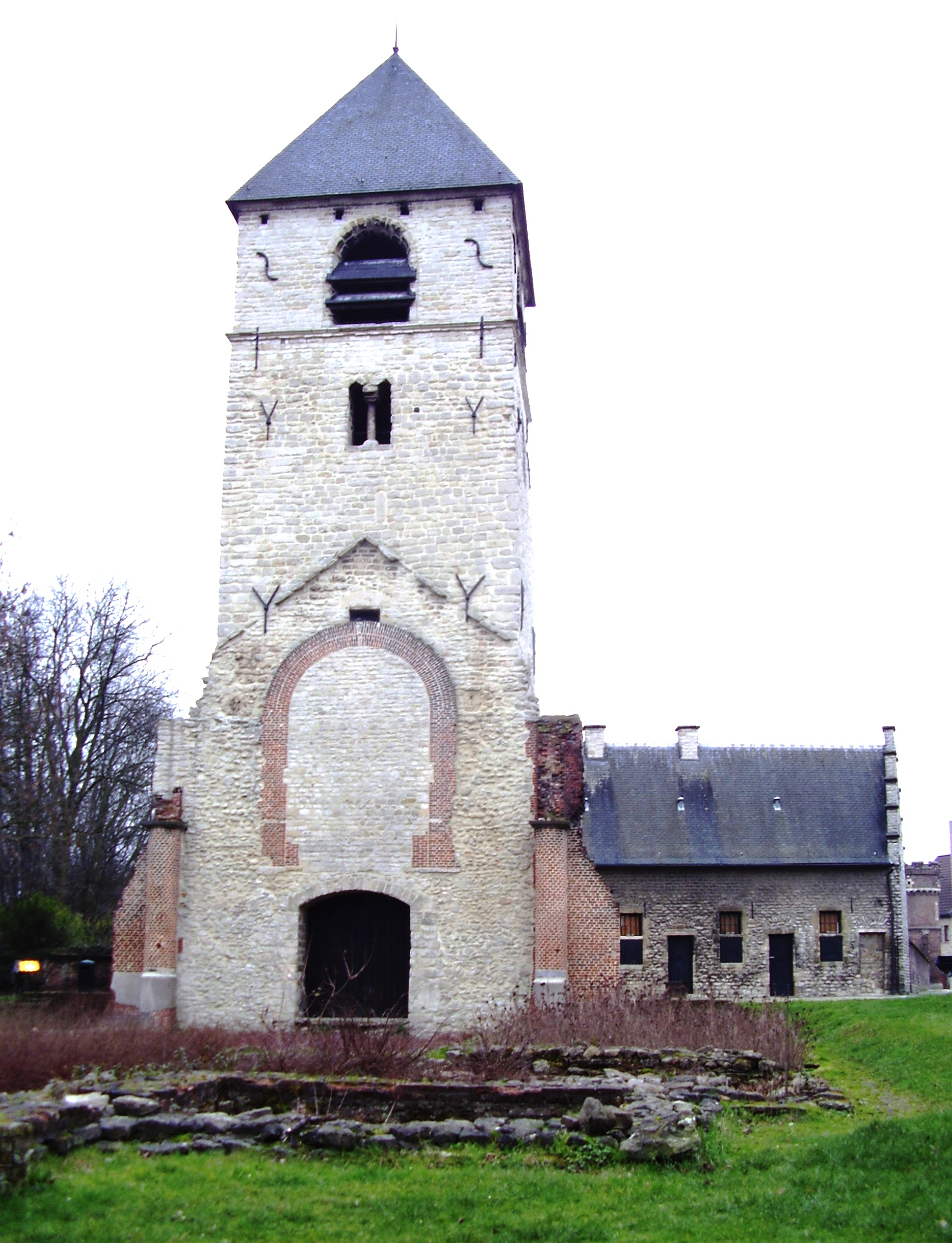
Ancienne tour de Neder-Heembeek.
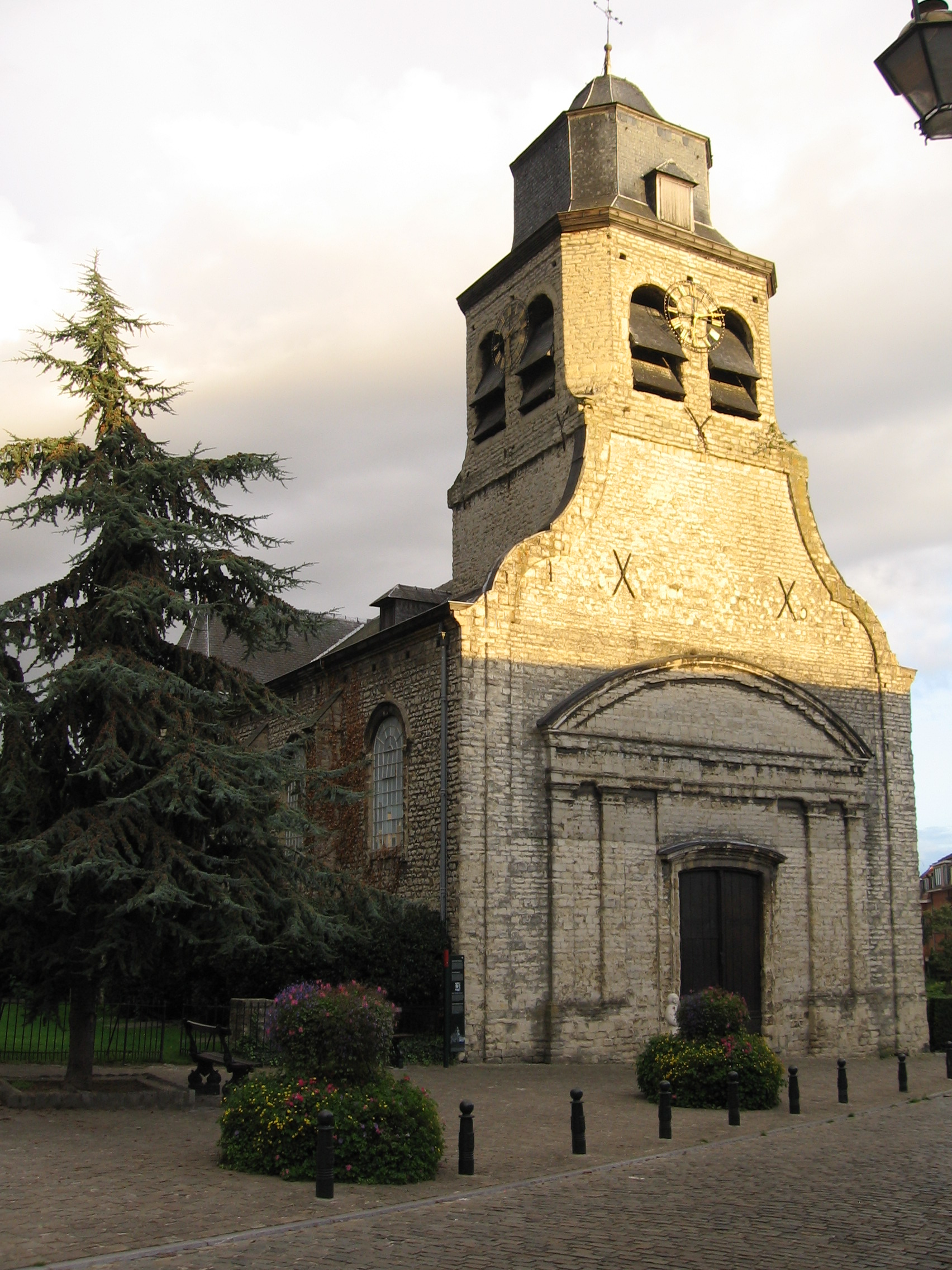
Over-Hembeek, Ancienne église Saint-Nicolas.

#### Haren
Comme Laeken et Neder-Over-Heembeek, l'ancienne commune de Haren a été annexée à la commune (Ville) de Bruxelles en 1921, ce qui permit l'extension de la gare de formation (dite de Schaerbeek) au nord de son territoire, ainsi que les ateliers centraux d'Infrabel. Mais c'est surtout la présence d'un hangar à Zeppelin (juste après la limite de la Commune voisine d'Evere) puis d'un aérodrome naissant, créé par les Allemands au sud-ouest de la commune lors de la Première Guerre mondiale, qui précipita l'annexion de Haren où naquirent successivement la SABCA (qui y a toujours son siège), l'aviation militaire belge (site de Haren-Evere), le/la SNETA, puis la SABENA, et finalement la Sobelair.
Aujourd'hui, cette situation de la ville de Bruxelles totalement excentrée, crée toujours de nombreuses confusions et erreurs de localisations avec les communes voisines. Pourtant Haren accueille depuis plus de cinquante ans les 2 derniers sièges de l'OTAN, installé d'abord en urgence au centre de l'ancien aérodrome (et débordant à l'arrière sur les communes de Woluwe-Saint-Étienne et d'Evere), et plus récemment de nouveaux bâtiments qui sont intégralement sur le territoire de la Ville de Bruxelles donc de Haren. C'est aussi le lieu de nombreuses autres administrations et entreprises, nationales ou internationales tel le siège d'Eurocontrol (gestion du trafic aérien en Europe), de Toyota Motor Europe, et bientôt[Quand ?]  le nouveau siège de la Défense Belge.

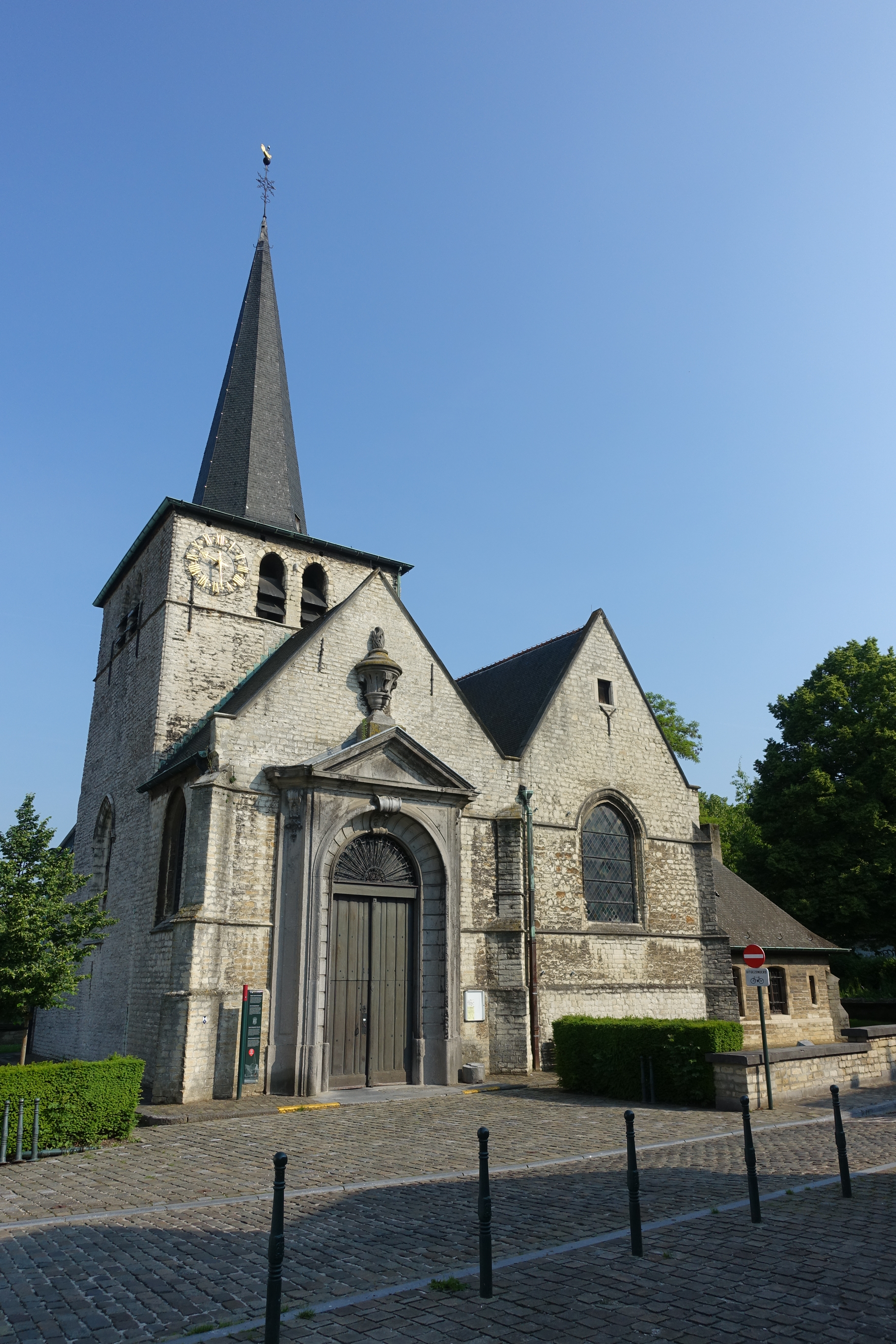
Église Sainte-Élisabeth.
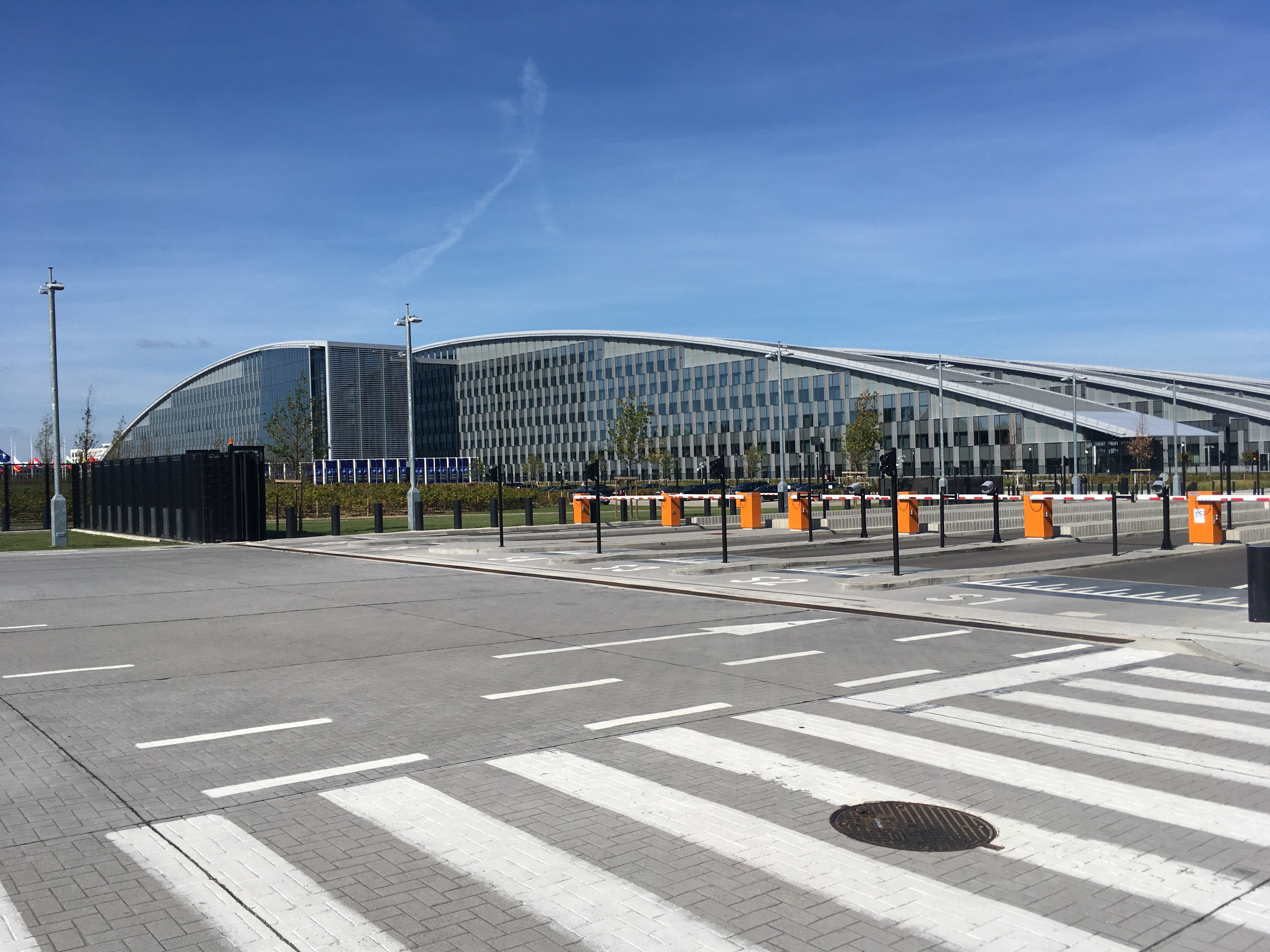
Siège de l'OTAN.
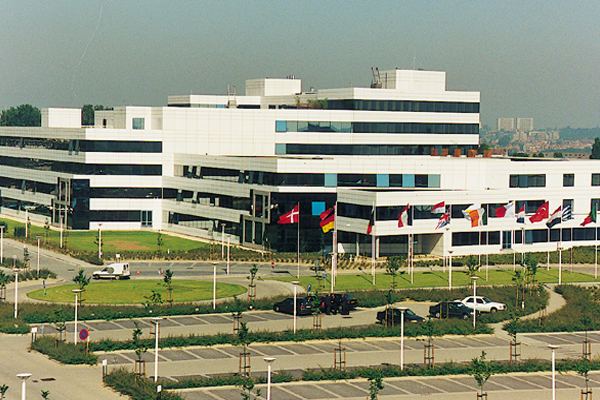
Siège d'Eurocontrol.

### Communes limitrophes
| Wemmel (Flandre)                          | Grimbergen (Flandre) - Vilvorde (Flandre) | Machelen (Flandre)                                                          |
| Anderlecht - Molenbeek-Saint-Jean - Jette | Ville de Bruxelles                        | Zaventem (Flandre) - Evere - Schaerbeek - Saint-Josse-ten-Noode - Etterbeek |
| Saint-Gilles - Uccle                      | Ixelles - Uccle                           | Ixelles - Watermael-Boitsfort                                               |

## Histoire

### Fondation
Bruxelles, dont l'histoire mouvementée participe à celle de l'Europe occidentale, a fêté son millénaire officiel en 1979. On relève cependant des vestiges et toponymes relatifs à la civilisation des mégalithes, dolmens et pierres levées (Plattesteen, place du Tomberg). Des vestiges de villas romaines sont mis au jour dans des communes bruxelloises jouxtant le centre de la ville (Anderlecht, Jette et Saint-Josse-ten-Noode), ainsi qu'une voie romaine. D'autres vestiges romains sont découverts à proximité du centre ville durant l'été 2015, sur le site dit de Tour et Taxis, le long d'un ancien lit de la rivière Senne, sous la forme de quais révélant une activité portuaire (céramiques, tuiles).
La première mention de la ville apparaît au VIIe siècle : une chronique révèle qu'en 695, Vindicien d'Arras, évêque de Cambrai, est mort de fièvre à Brosella. Par déduction, il devait y avoir là un établissement humain suffisamment développé et sécurisé pour y accueillir un dignitaire ecclésiastique. Cette thèse n'est pas contradictoire avec celle de l'existence d'un lieu d'échanges, comme pouvait l'être un pont sur la Senne, et aussi avec l'existence de l'île Saint-Géry sur laquelle pouvait se trouver un lieu protégé, comme un enclos fortifié. En 979, Charles de Basse-Lotharingie vint installer le siège de son duché dans cette île de la Senne. Cela a servi de référence pour la date de naissance de Bruxelles, même si la construction du castrum et la présence de Charles de France à Bruxelles est mise en doute par de nombreux historiens universitaires[source insuffisante].

### Moyen Âge

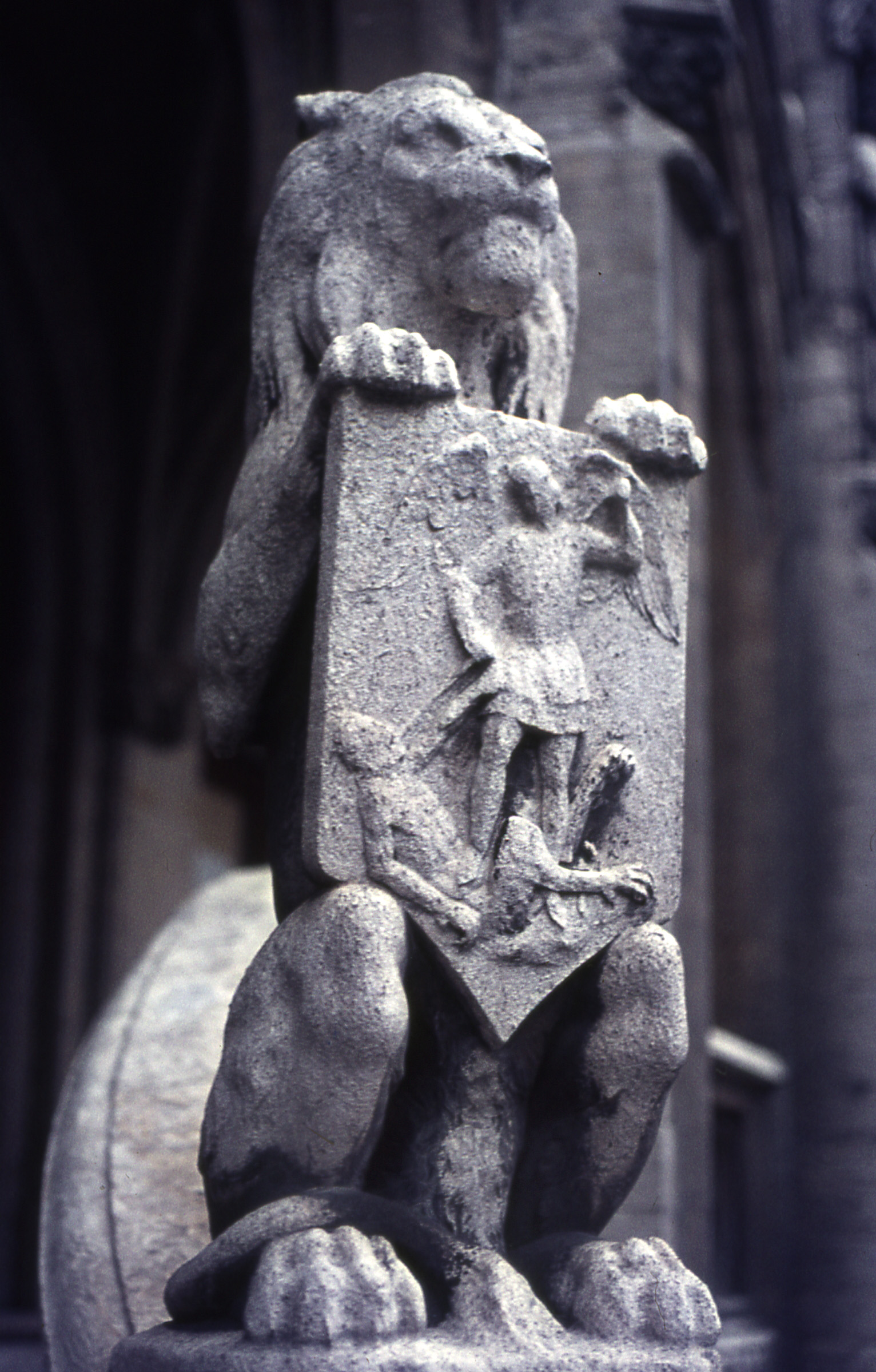
Détail de l’hôtel de ville.

Bruxelles a grandi sur trois sites : dans le haut Moyen Âge le port de la Senne – succédant à une installation romaine de type portuaire sur le site de ce qui deviendra Tour et Taxis – et les deux collines voisines. D'une part, un quartier commerçant et artisanal s’étendit autour d’une église consacrée à Saint-Géry, sur une île de la Senne, et d'autre part, la colline dite du Mont froid hébergea le château-fort des comtes de Louvain, futurs ducs de Brabant.
Au XIIe siècle, des moulins s'installent sur le cours aménagé de la Senne. D’anciens marécages sont asséchés, sous la future Grand-Place, alors réservée au marché. Au début du XIIIe siècle, la ville se dote d'un rempart d’environ 4 kilomètres de long. Il relie l'île Saint-Géry, le port, la place du marché, le chapitre de Sainte-Gudule et le château du Coudenberg sur le Mont froid. En 1229, le duc de Brabant octroie la première charte garantissant à cette ville de 5 000 à 10 000 habitants une certaine autonomie. Dans la seconde moitié du XIVe siècle, la richesse de l’industrie du drap nécessite un nouveau rempart, long d’environ 8 kilomètres.
Le siècle suivant voit les Ducs de Bourgogne hériter, ou obtenir par cession, le pouvoir sur diverses régions en sus de leurs possessions françaises. Ils règnent ainsi sur l'ensemble des Pays-Bas du nord et du sud, dont les Flandres et le Brabant. Bruxelles devient la capitale où l'autorité ducale s'exerce depuis le palais du Coudenberg. La ville est embellie et complétée par la construction de l’hôtel de ville (1401-1455). Philippe le Bon, héritier du Brabant en sus des autres régions, autorise l'élargissement de la Senne, pour faciliter le commerce vers Anvers. Cependant, en 1488 Bruxelles connaît une cruelle guerre civile et puis, à l'été de 1489, une épidémie de peste.

### Époque moderne

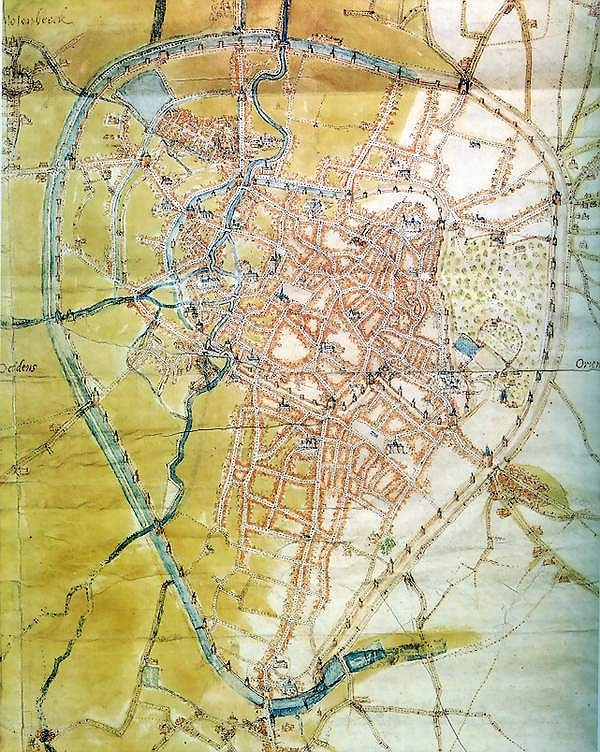
Plan de Bruxelles vers 1550

Marguerite de Bourgogne, qui tient son nom d'être la tante de Charles Quint héritier des ducs, est titrée Marguerite d'Autriche, princesse de Bourgogne née à Bruxelles. En 1507, elle est nommée gouvernante des Pays-Bas et s'installe à Malines, où elle élève son neveu, le futur empereur Charles Quint. Sous le règne de celui-ci, la population de Bruxelles passera à environ 45 000 habitants. Le développement commercial qui en résultera aboutira au creusement d'un canal jusqu'à Willebroeck permettant une liaison, dès 1561, avec le port d’Anvers.

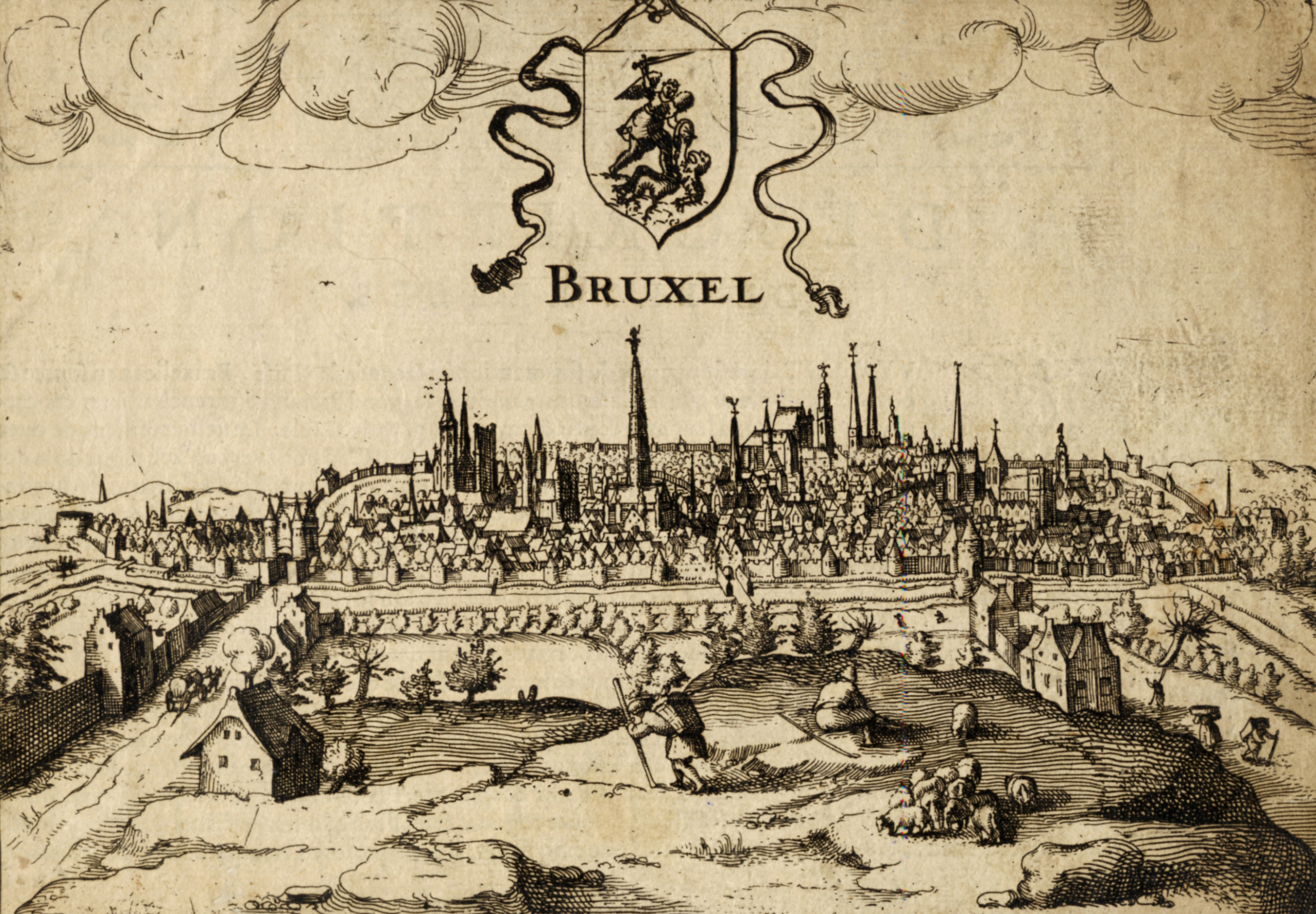
Une vue de Bruxelles vers 1610.

À l'aube des guerres de Religion, Bruxelles est secouée par le conflit qui oppose la noblesse des Pays-Bas (Hollande et Belgique) et les États généraux, d'une part, au roi d'Espagne Philippe II, fils de Charles-Quint, de l'autre. Il est reproché à Philippe II de ne pas respecter les libertés des divers états qui avaient été octroyées, au fil des siècles, par les ducs de Brabant et leurs successeurs de Bourgogne. S'y ajoute le conflit né de l'expansion du protestantisme auquel s'oppose Philippe II. L'exécution capitale à Bruxelles des chefs de l'opposition, les comtes d'Egmont et de Hornes, ainsi que de nombreux opposants, déclenche un soulèvement qui s'étend à tous les Pays-Bas jusqu'au nord de la Hollande. C'est la guerre de Quatre-Vingts Ans au cours de laquelle Bruxelles devient même une ville dominée par les protestants et subit un siège d'un an. La victoire des Espagnols sur la ville insurgée inaugure la Contre-Réforme catholique qui multiplie les édifices religieux de style baroque. Au XVIIe siècle, la ville est capitale de l'industrie de la dentelle.

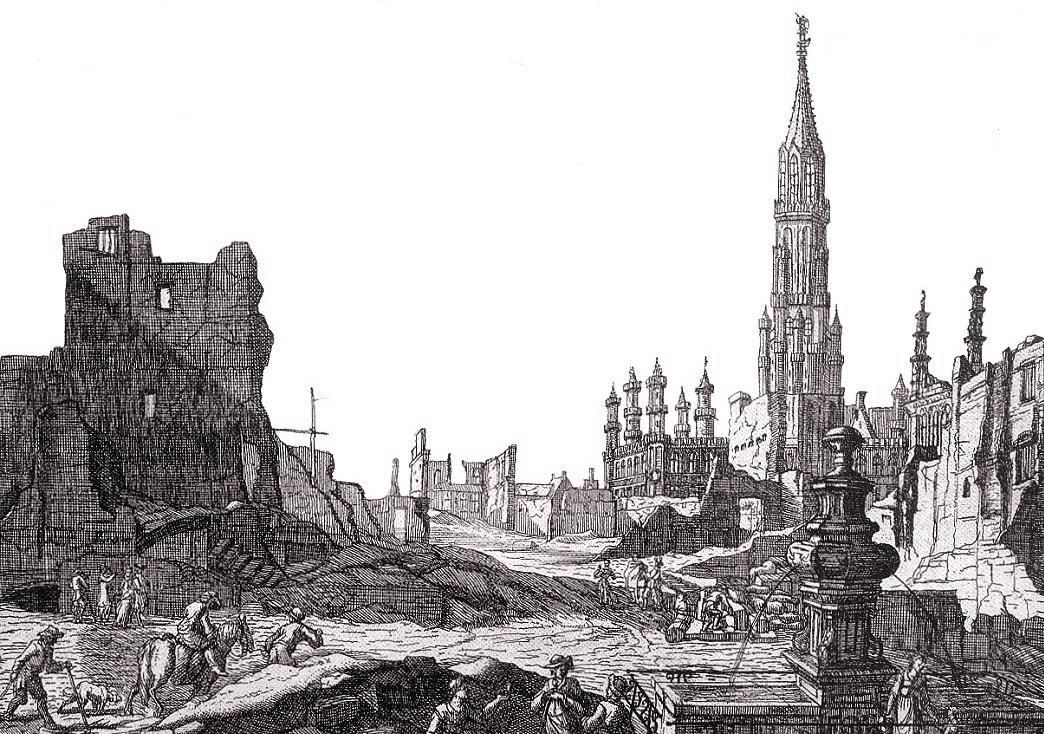
La Grand Place après le bombardement de 1695 par l'armée française.

En 1695, durant la guerre de Neuf Ans, l'armée de Louis XIV assiège Bruxelles et bombarde sa partie centrale. L'hôtel de ville gothique échappe à la destruction, mais le centre-ville doit être entièrement reconstruit. Par le Traité d'Utrecht de 1713, le roi d'Espagne, de la branche espagnole des Habsbourg et descendant de Charles-Quint, transfère la Belgique à la branche autrichienne des Habsbourg en vertu des règles féodales toujours en cours à cette époque. Mais l'empereur d'Autriche doit, dans toutes les provinces, prêter serment de respecter les libertés locales nées grâce aux luttes populaires et dont la défense avait entraîné la longue guerre contre le pouvoir espagnol. Cependant, l'empereur d'Autriche Joseph II va tenter des réformes qui vont, de plus en plus, mécontenter la population et un soulèvement finit par éclater à Bruxelles. Celui-ci se propage et les troupes autrichiennes sont battues en divers endroits dont à Turnhout. C'est la révolution brabançonne de 1789-1790.
Entre-temps, la ville est une nouvelle fois assiégée par Louis XV entre janvier et février 1746 pendant la guerre de Succession d'Autriche.
Jusqu'en 1790, la ville était restée le siège du Conseil d'État, ou gouvernement de la Belgique (provinces des Pays-Bas du Sud) et des États-Généraux qui remplissaient le rôle de Parlement. Ces deux pouvoirs étaient entrés en conflit à plusieurs reprises avec les pouvoirs ducaux et royaux émanant des féodalités qui se partageaient l'Europe et régnaient sur les anciens Pays-Bas. Une fois de plus dressés contre les empiétements du pouvoir supérieur, les États-Généraux se réunissent à Bruxelles, le 7 janvier 1790, et proclament l'indépendance des États belgiques unis après la défaite de l'armée autrichienne à la Bataille de Turnhout. Mais un retour offensif autrichien met fin à la nouvelle indépendance. Le banquier Édouard de Walckiers, qui avait financé l'armée révolutionnaire, fonde la « Ligue du bien public », inspirée des clubs parisiens, première étape vers le futur soulèvement de 1830. Peu après, la Révolution française chasse les Autrichiens et annexe la Belgique en 1794 après une première tentative infructueuse en 1792. Bruxelles en sort fort diminuée. Privée de son aire politique et économique du quartier de Brabant en 1795, elle devient un simple chef-lieu du département français de la Dyle. Après la chute de Napoléon lors de la bataille de Waterloo le 18 juin 1815, le Premier Empire et démembré et un nouvel État est créé par le congrès de Vienne la même année : le royaume uni des Pays-Bas. Bruxelles et La Haye se partagent le rôle de capitale pendant une quinzaine d'années, jusqu'à la révolution belge de 1830.

### Capitale de la Belgique

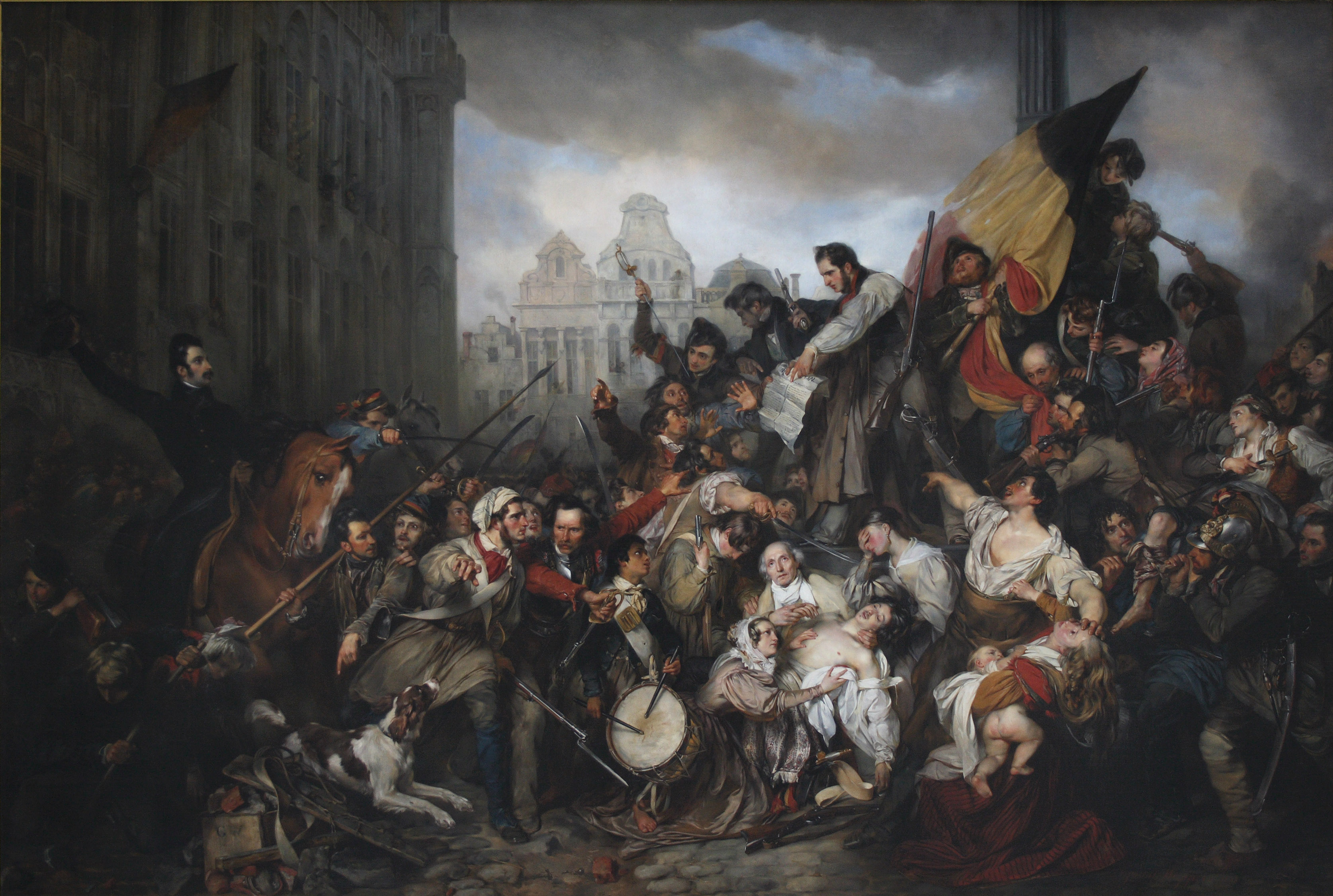
Épisode de la révolution belge de 1830, Wappers (1834).

En 1830, des dissensions d'ordre économique, linguistique et politique entre Belges et Néerlandais traînaient depuis des années, entraînant des rancœurs parmi les Belges. Le roi des Pays-Bas, Guillaume Ier a placé une majorité de fonctionnaires, officiers et ministres néerlandais à la direction du pays. De plus, en 1828, il impose le néerlandais comme langue officielle du royaume uni des Pays-Bas. L'hostilité des Belges dégénère alors en un soulèvement populaire qui éclate à Bruxelles le 25 aout 1830 lors de la représentation de l'opéra La Muette de Portici et s'étend dans le reste du pays. La guerre belgo-néerlandaise éclate et l'intervention de l'armée néerlandaise se heurte à la résistance d'une nouvelle armée de volontaires et de déserteurs de l'armée des Pays-Bas. Des barricades surgissent à Bruxelles au cours des « journées de septembre » durant lesquelles se déroulent des combats sanglants qui provoquent une retraite néerlandaise. Pendant ce temps, s'installent un gouvernement et un parlement qui édicte une constitution, alors même que l'ennemi est encore retranché à Anvers et bombarde la ville. En 1831, une tentative de retour offensif de l'armée néerlandaise se heurte à la nouvelle armée belge à la bataille de Louvain qui tourne d'abord à l'avantage des Néerlandais. Elle tourne court lorsque leurs lignes de communication sont menacées par l'arrivée de volontaires belges du Limbourg et aussi sous la menace d'une armée française entrée en Belgique à l'intervention des puissances européennes: Angleterre, France et Prusse. Le roi des Pays-Bas devra accepter la reddition d'Anvers dans laquelle son armée s'est retranchée pour éviter un affrontement direct avec les Français. Ensuite, une période d'hostilités larvées va durer jusqu'au traité des XXIV articles en 1839, aux termes duquel la Belgique devra céder la moitié de sa province du Luxembourg, devenant la propriété des 'Orangistes' et qui devint le Grand-Duché de Luxembourg. La Belgique indépendante garantie par les grandes puissances (France, Angleterre, Prusse) est alors définitivement installée. Sa capitale est Bruxelles.
Grâce à l'indépendance acquise le 6 octobre 1830, commence la révolution industrielle et financière belge. Dès le 5 mai 1835, le premier chemin de fer pour voyageurs construit hors de l'Angleterre reliait la gare de Bruxelles avec Malines.

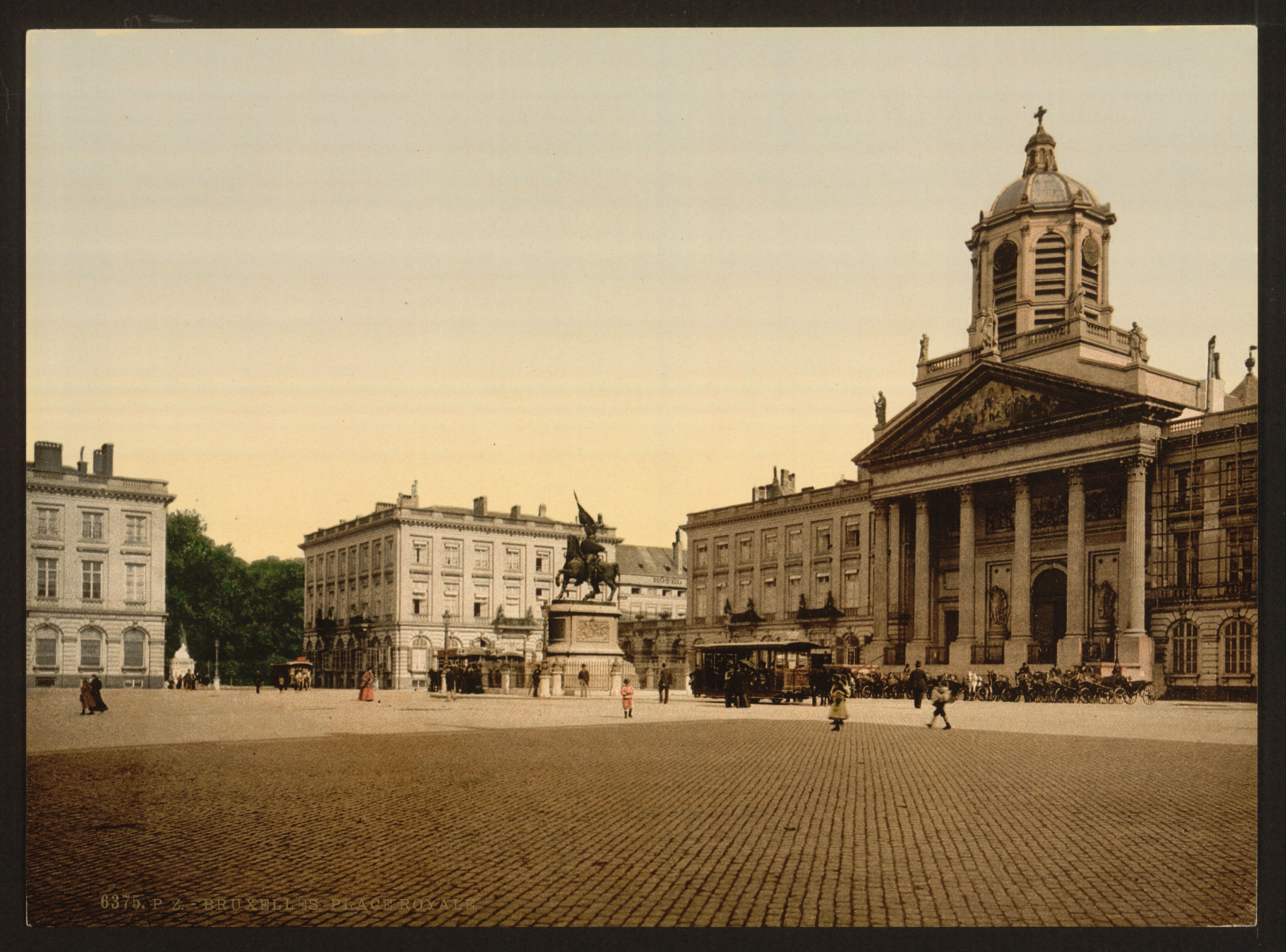
Place Royale, fin du XIXe siècle.

Sous le régime politique de monarchie constitutionnelle, la population belge augmente considérablement. En cinquante ans, celle de Bruxelles passe au XIXe siècle d'environ 98 279 à plus de 162 498 personnes pour la commune, avec la multiplication de maisons et d'immeubles de style éclectique d'abord, puis, en fin de siècle, Art nouveau puis Art déco au XXe siècle. L'édifice imposant de la Bourse de Bruxelles, achevé en 1873, l'immense palais de justice de Bruxelles, achevé en 1881, des églises comme l'église royale Sainte-Marie s'inscrivent dans le programme d'embellissement de la ville, avec le voûtement de la Senne et la création des boulevards du centre bordés d'immeubles à appartements de style hausmannien. Parallèlement au développement de l'économie boursière dans le monde occidental, Bruxelles acquiert un statut de place financière grâce aux dizaines de sociétés mises sur orbite par la Société générale de Belgique, qui a joué un rôle clé dans la forte croissance économique des années 1830, juste après la révolution belge.

### XXesiècle

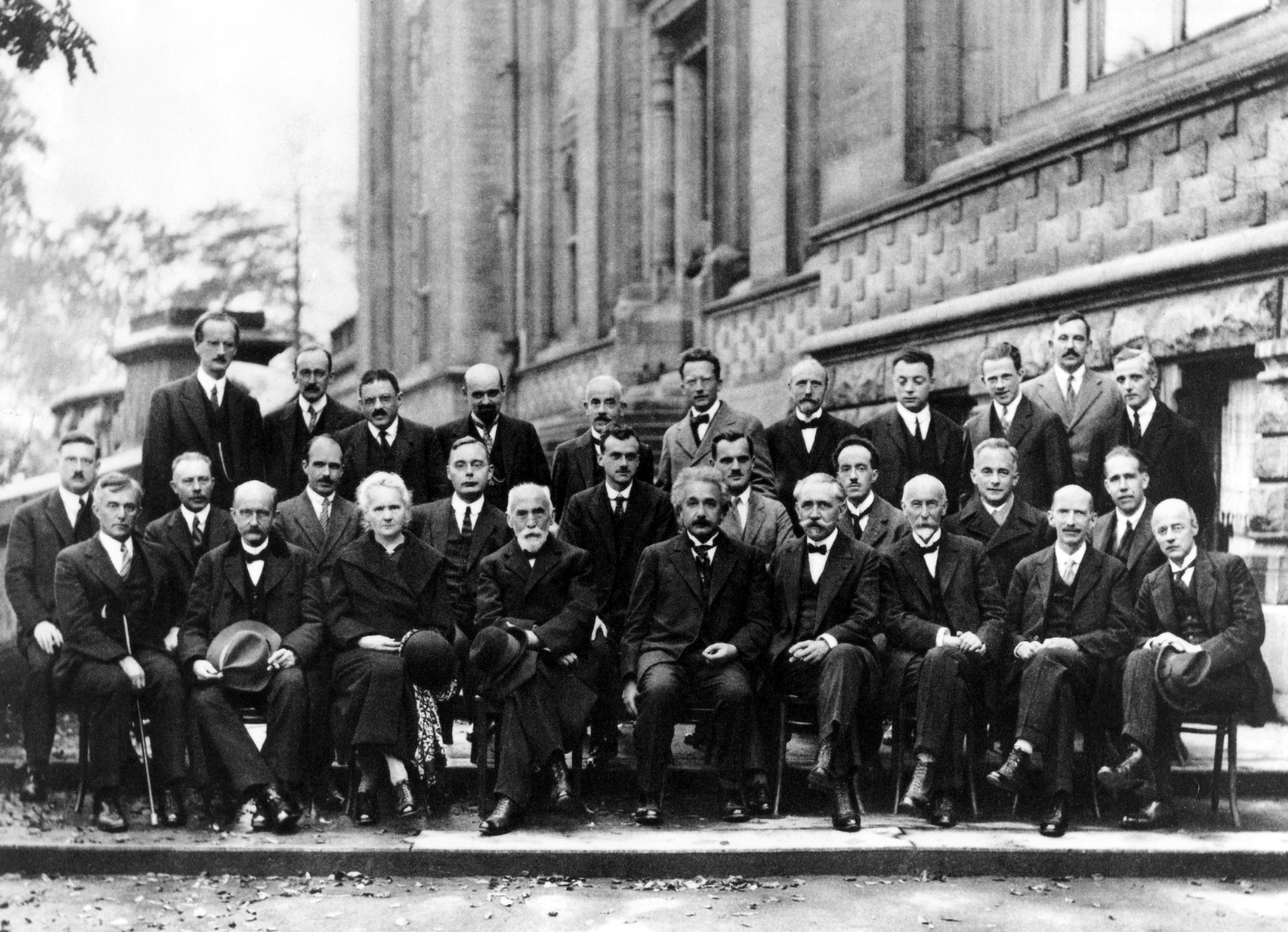
Le Congrès Solvay de 1927 à Bruxelles fut le cinquième congrès mondial de physique. On reconnaît Marie Curie et Albert Einstein au premier plan de part et d'autre d'Ernest Solvay, Auguste Piccard à gauche au dernier rang dépassant tous les autres d'une tête, et bien d'autres.

Au XXe siècle, le secteur tertiaire prend le relais par de grands chantiers urbains : jonction ferroviaire entre les gares du Nord et du Midi, voies rapides automobiles aux multiples tunnels, nouvelles installations portuaires accessibles aux bateaux de mer de moyen tonnage (des bateaux de mer de petit tonnage étaient déjà accueillis depuis le XVIe siècle). Des quartiers de bureaux en style moderniste apparaissent sous l'impulsion de la croissance économique et les premiers immeubles tours se dressent.
En 1921, la commune s'agrandit grâce à l'annexion des anciennes communes de Laeken, Neder-Over-Heembeek et Haren.

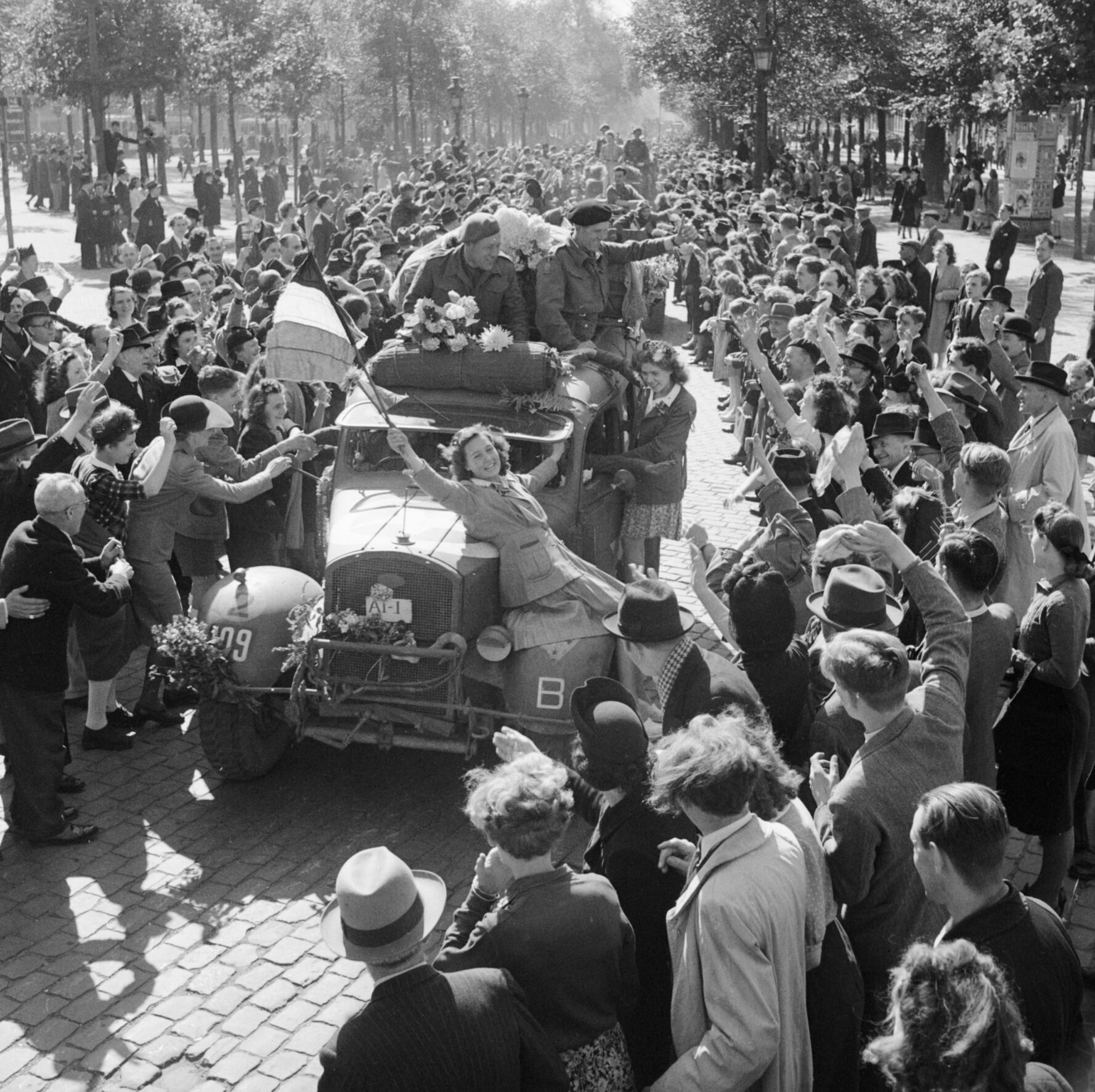
Accueil des troupes britanniques à Bruxelles le 4 septembre 1944.

En 1958, l'Exposition universelle dote la ville d'un monument original devenu emblématique de Bruxelles, l'Atomium, et elle accueille les institutions européennes qui feront sa renommée dans le monde entier. C'est la cause d'une nouvelle explosion urbanistique dans la partie est de la ville lors de la construction du quartier européen avec le siège de la Commission européenne, le Berlaymont, suivi d'un des sites du Parlement européen. Il en résulte des expropriations qui provoquent des déplacements d'habitants. En même temps, dans le quartier de la gare du nord proche du centre-ville apparaît un quartier d'affaires avec les sept tours du World Trade Center de Bruxelles et plusieurs tours de bureaux autour d'un nouveau boulevard au nom d'Albert II qui relie le nouveau quartier au centre-ville. Par sa proximité avec le centre historique, ce quartier est dans une situation unique pour un quartier de tours vouées aux affaires et à l'administration, alors que les quartiers similaires d'autres villes sont érigés en périphérie (comme le quartier de la Défense, près de Paris), là où des terrains sous-urbanisés sont disponibles. À Bruxelles, par contre, l'ensemble a nécessité de raser des hectares de quartier populaire en pleine ville. Une vingtaine d'autres tours poussent dans divers quartiers. Pour quatre d'entre elles, le long des boulevards de petite ceinture qui entourent le centre-ville, et pour trois autres à l'avenue Louise, on a veillé à une communication avec des stations de métro ou de trams en site protégé.

## Héraldique et vexillologie

### Héraldique
| Grandes armoiries de la ville de Bruxelles | Grandes armoiries de la ville de Bruxelles |
| ------------------------------------------ | --- |
|                                            | Couronne: une couronne comtale. Ecu: de gueules, au St-Michel d'or, terrassant le démon de sable Supports: deux lions d'or, portant chacun une bannière dont les trabes, de même, sont passées en sautoir derrière l'écu; celle de dextre aux armes de Brabant, celle de senestre, aux armes de la ville, le tout reposant sur un terasse de sinople. Remarque: Le blasonnement (…lions d'or [armés et lampassés non mentionné] portant chacun une bannière…) ne correspond pas à l'illustration. Symbolique: St-Michel est le saint patron de la ville,. Voir: St-Michel terrassant le démon |

| Armoiries précédentes | Armoiries précédentes                       | Armoiries précédentes |
| --------------------- | ------------------------------------------- | --- |
|                       | Armoiries originelles                       | Les armoiries originelles et authentiques de la ville de Bruxelles sont de gueules plain. À partir du XVIe siècle l'habitude se fit d'y mettre la figure du sceau de la ville représentant Saint-Michel, d'abord une ombre de Saint-Michel puis une forme plus élaborée. Note: La plupart des membres des lignages de Bruxelles et des familles lignagères anciennes portent ce blason brisé de divers meubles. |
|                       | Grandes armoiries de 1730                   | « De gueules au St-Michel au naturel terrassant le démon de sable. » |
|                       | Grandes armoiries pendant le Premier Empire | « De gueules au saint Michel d’or terrassant le démon de même, armé et allumé de sable, au chef des bonnes villes de l’Empire. » |

### Vexillologie
| Drapeau de la ville de Bruxelles | Drapeau de la ville de Bruxelles                                       |
| -------------------------------- | ---------------------------------------------------------------------- |
|                                  | vert et rouge avec en son centre un Saint-Michel terrassant le dragon. |

## Politique et administration

### Élections communales de 2024
|       |                        |        |       |        |         |     |
| Parti | Parti                  | Voix   | %     | +/-    | Sièges  | +/- |
|       | PS-Vooruit             | 19 746 | 28,38 | 7,90 % | 16 / 49 | 1   |
|       | MR+                    | 14 877 | 21,16 | 7,29 % | 11 / 49 | 4   |
|       | PTB-PVDA               | 9 399  | 13,37 | 1,79 % | 7 / 49  | 1   |
|       | Ecolo-Groen            | 9 167  | 13,04 | 3,77 % | 7 / 49  | 2   |
|       | Team Fouad Ahidar-BXL+ | 7 574  | 10,77 | Nv.    | 5 / 49  | 5   |
|       | Les Engagés-CD&V       | 4 674  | 6,65  | 2,64 % | 3 / 49  | 2   |
|       | DéFI                   | 1 802  | 2,56  | 4,99 % | 0 / 49  | 3   |
|       | N-VA                   | 1 682  | 2,39  | 1,31 % | 0 / 49  | 1   |
|       | VB                     | 1 057  | 1,50  | 0,11 % | 0 / 49  | 0   |
|       | Vista CollectifCitoyen | 342    | 0,49  | Nv.    | 0 / 49  | 0   |
| Total | Total                  | 74 470 | 100   |        | 49      | 0   |

### Résultats des élections communales depuis 1970
| Partis                                                                 | 11-10-1964 | 11-10-1964 | 11-10-1970 | 11-10-1970 | 10-10-1976 | 10-10-1976 | 10-10-1982 | 10-10-1982 | 9-10-1988 | 9-10-1988 | 9-10-1994 | 9-10-1994 | 8-10-2000 | 8-10-2000 | 8-10-2006 | 8-10-2006 | 14-10-2012, | 14-10-2012, | 14-10-2018 | 14-10-2018 | 13-10-2024 | 13-10-2024 |
| Votes / Sièges                                                         | %          |            | %          |            | %          | 49         | %          | 47         | %         | 47        | %         | 47        | %         | 47        | %         | 47        | %           | 49          | %          | 49         | %          | 49         |
| ---------------------------------------------------------------------- | ---------- | ---------- | ---------- | ---------- | ---------- | ---------- | ---------- | ---------- | --------- | --------- | --------- | --------- | --------- | --------- | --------- | --------- | ----------- | ----------- | ---------- | ---------- | ---------- | ---------- |
| PS/PS-Sp.a1                                                            | 21,07      |            | 11,99      |            | 16,67      | 8          | 9,53       | 5          | 13,8      | 7         | 16,14     | 9         | 23,39     | 13        | 31,34     | 17        | 29,121      | 18          | 28,38      | 17         | 28,08      | 16         |
| SP/sp.a-SPIRIT-Groen!1                                                 | -          |            | 2,01       |            | -          |            | 3,13       | 0          | 2,63      | 0         | -         |           | -         |           | 5,911     | 2         | -           |             | -          |            | -          |            |
| AGALEV                                                                 | -          |            | -          |            | -          |            | 0,62       | 0          | -         |           | -         |           | 3,26      | 1         | -         |           | -           |             | -          |            | -          |            |
| ECOLO/ECOLO-Groen1                                                     | -          |            | -          |            | -          |            | 5,75       | 2          | 7,61      | 3         | 7,55      | 3         | 17,12     | 9         | 9,71      | 4         | 12,391      | 7           | 16,811     | 9          | 13,04      | 7          |
| PSC-CVP/PSC-CVB1/BSC-CVB2/ PSC-CVP3/cdH4/cdH-CD&V+5/LES ENGAGÉS - CD&V | 19,90      |            | 25,97      |            | 25,22      | 13         | 20,55      | 12         | 26,781    | 15        | 23,382    | 13        | 9,173     | 4         | 21,444    | 11        | 18,014      | 10          | 9,295      | 5          | 6,65       | 3          |
| FDF/DéFI1                                                              | -          |            | 25,09      |            | 27,28      | 15         | 16,8       | 9          | 11,75     | 6         | 10,31     | 5         | -         |           | -         |           | 7,63        | 3           | 7,551      | 3          | 2,56       | 0          |
| Démocratie bruxelloise                                                 | -          |            | 3,23       |            | -          |            | -          |            | -         |           | -         |           | -         |           | -         |           | -           |             | -          |            | -          |            |
| PLP/PL-LP0/PRLIC1/PRL2/LB3/ Renouveau Bruxellois4/MR-VLD5/RM+          | 39,95      |            | 23,62      |            | 16,960     | 9          | 26,081     | 15         | 23,862    | 13        | 18,042    | 10        | 27,673    | 16        | 18,184    | 10        | 17,895      | 10          | 13,875     | 7          | 21,16      | 11         |
| PTB-PVDA                                                               | -          |            | -          |            | 0,72       | 0          | 0,18       | 0          | 0,25      | 0         | 0,7       | 0         | 0,59      | 0         | 0,63      | 0         | 1,56        | 0           | 11,58      | 6          | 13,37      | 7          |
| FN                                                                     | -          |            | -          |            | -          |            | -          |            | 1,02      | 0         | 9,28      | 4         | 2,96      | 0         | 2,84      | 0         | -           |             | -          |            | -          |            |
| N-VA                                                                   | -          |            | -          |            | -          |            | -          |            | -         |           | -         |           | -         |           | -         |           | 4,34        | 1           | 3,70       | 1          | -          |            |
| Change.Brussels                                                        | -          |            | -          |            | -          |            | -          |            | -         |           | -         |           | -         |           | -         |           | -           |             | 3,22       | 1          | -          |            |
| Vl.Blok/Vl.Belang1                                                     | -          |            | -          |            | -          |            | -          |            | 1,17      | 0         | 3,25      | 1         | 5,33      | 2         | 5,341     | 2         | 2,201       | 0           | 1,611      | 0          | -          |            |
| UDB                                                                    | -          |            | -          |            | -          |            | 0,24       | 0          | -         |           | -         |           | 3,25      | 1         | -         |           | -           |             | -          |            | -          |            |
| UDRT-RAD                                                               | -          |            | -          |            | -          |            | 4,05       | 1          | -         |           | -         |           | -         |           | -         |           | -           |             | -          |            | -          |            |
| PCB-KPB                                                                | -          |            | -          |            | 3,53       | 1          | 1,53       | 0          | -         |           | -         |           | -         |           | -         |           | -           |             | -          |            | -          |            |
| LTB0/VU-KD-LB/VU1/VU-ID2                                               | -          |            | -          |            | 7,70       | 3          | 5,31       | 2          | 3,511     | 1         | 2,93      | 0         | 3,892     | 1         | -         |           | -           |             | -          |            | -          |            |
| PVV/BON-VLD1/VLD-Vivant2                                               | -          |            | -          |            | -          |            | 3,67       | 1          | 5,171     | 2         | -         |           | -         |           | 3,462     | 1         | -           |             | -          |            | -          |            |
| CVP-VLD1                                                               | -          |            | -          |            | -          |            | -          |            | -         |           | 5,541     | 2         | -         |           | -         |           | -           |             | -          |            | -          |            |
| Autres(*)                                                              | -          |            | -          |            | 1,91       |            | 2,54       |            | 2,45      |           | 2,87      |           | 3,38      |           | 1,15      |           | 6,86        |             | 4,00       |            |            |            |
| Total des votes                                                        | -          | -          | -          | -          | 83742      | 83742      | 70103      | 70103      | 62751     | 62751     | 56648     | 56648     | 57802     | 57802     | 67645     | 67645     | 67155       | 67155       | 74606      | 74606      | 70320      | 70320      |
| Participation %                                                        | -          | -          | -          | -          | -          | -          | -          | -          | 83,98     | 83,98     | 81,56     | 81,56     | 81,11     | 81,11     | 84,14     | 84,14     | 80,32       | 80,32       | 82,85      | 82,85      | 77,02      | 77,02      |
| Votes blancs ou nuls %                                                 | -          | -          | -          | -          | 6,15       | 6,15       | 7,33       | 7,33       | 6,67      | 6,67      | 4,05      | 4,05      | 6,35      | 6,35      | 4,90      | 4,90      | 5,81        | 5,81        | 5,55       | 5,55       | 5,57       | 5,57       |

 (*)1976 :Mergam 1982 :FNK, ECO-BXL, DEPHA, RPR-KVV 1988:PLI, EVA,PFN 1994:DEMARE,MERCI,PLUS,RDB 2000:Vivant,FNB 2006:UNIE, VERLEYEN, PH-HP,P.Solutions, Fce Citoyenne 2012:PP, Pirates,ISLAM, Égalité, B.Unie 2018:PLANB, ISLAM,SALEM, La Droite, Cit.EUR M3E

### Bourgmestres
Depuis le 20 juillet 2017, le bourgmestre de Bruxelles est Philippe Close.

#### Collège des échevins
| Fonction et pouvoirs | Nom                   | parti | parti       |
| --- | --------------------- | ----- | ----------- |
| Bourgmestre chargé de la Sécurité, du Développement de la Ville, de la Proximité, de la Gestion de la relation citoyenne, de la Communication et des Affaires juridiques.                           | Philippe Close        |       | PS          |
| première échevine chargée des Sports, du Patrimoine public et historique, des Espaces verts, et du Bien-être animal                                                                                 | Florence Frelinx      |       | MR          |
| Deuxième échevine du Logement, de l’Égalité des chances, du Tourisme et des Grands événements | Delphine Houba        |       | PS          |
| Troisième échevine de l’Instruction publique, de la Jeunesse et de la Petite Enfance | Faouzia Hariche       |       | PS          |
| Quatrième échevine chargée de l'Urbanisme et de l'Espace public, des Travaux de voirie, de la Mobilité et de l'Enseignement NL                                                                      | Anaïs Maes            |       | Vooruit     |
| Cinquième échevin chargé des Finances et de la Propreté publique | Anas Ben Abdelmoumen  |       | PS          |
| Sixième échevin de l’Économie, de l’Emploi, du Commerce et de l’Équipement communal | Didier Wauters        |       | Les Engagés |
| Septième échevine chargée de l’État civil, des Seniors, et de la politique Smart-city | Clémentine Buggenhout |       | MR          |
| Huitième échevin chargé de l’Environnement et du Climat, de la Rénovation urbaine de la Ville de Bruxelles, de la Participation citoyenne et d’une partie des affaires culturelles néerlandophones. | Frederik Ceulemans    |       | Open VLD    |
| Neuvième échevin Président du CPAS | David Weytsman        |       | MR          |

### Sécurité et secours

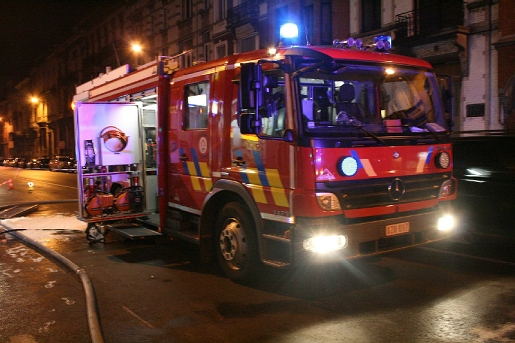
Une autopompe du Service d'incendie et d'aide médicale urgente de la région de Bruxelles-Capitale.

#### Police
La ville de Bruxelles partage une zone de police avec la commune d'Ixelles: la zone de police Bruxelles-Capitale Ixelles. Elle est immatriculée 5339 et est, comme les 5 autres zones de police de la Région de Bruxelles-Capitale, bilingue (français/néerlandais).

#### Pompiers
En ce qui concerne le service des pompiers, la ville de Bruxelles dépend du Service d'incendie et d'aide médicale urgente de la région de Bruxelles-Capitale (en néerlandais: Dienst voor brandbestrijding en dringende medische hulp van het Brussels Hoofdstedelijk Gewest), le corps de pompiers de l'agglomération de Bruxelles, lui aussi bilingue.

#### Protection civile
La ville de Bruxelles (ni la Région de Bruxelles-Capitale) ne dispose pas de caserne de la protection civile belge sur son territoire. La plus proche est celle de Liedekerke, dans le Brabant flamand.

## Population et société

### Démographie
| Habitants                       | 98 279  | 123 874 | 152 828 | 157 905 | 161 816 | 162 498 | 176 138 | 183 686 | 177 078 | 154 801 | 200 433 | 184 838 | 170 489 | 161 080 |
| Index                           | 100     | 126     | 156     | 161     | 165     | 165     | 179     | 187     | 180     | 158     | 204     | 188     | 173     | 164     |
| Année                           | 1980    | 1990    | 2000    | 2010    | 2015    | 2016    | 2017    | 2018    | 2019    | 2020    | 2021    | 2022    | 2023    | 2024    |
| Habitants                       | 143 957 | 136 706 | 133 859 | 157 673 | 175 534 | 178 552 | 176 545 | 179 277 | 181 726 | 185 103 | 186 916 | 188 737 | 194 291 | 196 828 |
| Index                           | 146     | 139     | 136     | 139     | 180     | 180     | 181     | 182     | 183     | 186     | 188     | 191     | 196     | 200     |
| chiffres INS - 1830 = Index 100 |         |         |         |         |         |         |         |         |         |         |         |         |         |         |

- 1856* : en 1853, une partie de la commune de Saint-Josse-ten-Noode est rachetée par la ville de Bruxelles ;
- 1866* : en 1860, l'avenue Louise est annexée à la ville ;
- 1930* : en 1921, les communes de Laeken, Haren et Neder-over-Heembeek sont annexées.

### Évolution démographique
En tenant compte des anciennes communes annexées en 1922 (Laeken, Haren, Neder-over-Heembeek) à partir de 1930.
- 1856* : en 1853, une partie de la commune de Saint-Josse-ten-Noode est rachetée par la ville de Bruxelles ;
- 1866* : en 1860, l'avenue Louise est annexée à la ville ;
- 1930* : en 1921, les communes de Laeken, Haren et Neder-over-Heembeek sont annexées.

### Évolution démographique: Commune fusionnée
En tenant compte des anciennes communes annexées en 1922 (Laeken, Haren, Neder-over-Heembeek) à partir de 1831.
- Source: DGS , de 1831 à 1981=recensements population; à partir de 1990 = nombre d'habitants chaque 1er janvier

## Démographie: Commune fusionnée - Évolution 1992-2024
- Source: DGS nombre d'habitants chaque 1er janvier[4]

### Population étrangère
| Nationalité                      | Population |
| France                           | 10 083     |
| Roumanie                         | 7 987      |
| Maroc                            | 7 175      |
| Italie                           | 5 830      |
| Espagne                          | 5 500      |
| Ukraine                          | 2 802      |
| Pologne                          | 2 431      |
| Portugal                         | 2 031      |
| Grèce                            | 1 957      |
| Allemagne                        | 1 793      |
| Bulgarie                         | 1 699      |
| Pays-Bas                         | 1 688      |
| Turquie                          | 1 682      |
| Inde                             | 1 571      |
| République démocratique du Congo | 1 504      |
| Guinée                           | 1 165      |
| Syrie                            | 858        |
| Royaume-Uni                      | 790        |
| Brésil                           | 726        |
| Cameroun                         | 711        |

| Europe                                                | 169 930 |
| Afrique                                               | 14 146  |
| Asie                                                  | 8 176   |
| Amérique                                              | 2 375   |
| Océanie                                               | 102     |
| Inconnus                                              | 2 099   |
| Source : IBSA Brussels, chiffres au 1er janvier 2024. |         |

### Enseignement
Bruxelles compte un nombre important d'établissements éducatifs, à la fois francophones, néerlandophones et internationaux. La ville de Bruxelles possède son propre pouvoir organisateur, l'Instruction publique de la ville de Bruxelles, organisant tous les types d'enseignement maternel, primaire, secondaire et supérieur, néerlandophone comme francophone. La plus ancienne institution de la ville de Bruxelles est l'Athénée Robert Catteau, dans le quartier des Marolles, fondée en 1851 en tant qu'École Moyenne A au sein de l'Université libre de Bruxelles et poursuivant l'École du gouvernement à Bruxelles créée en 1818. La première école secondaire bruxelloise est le Regium Gymnasium Societatis Jesu Bruxellis fondé en 1604 dans les Marolles, et supprimé en 1773 lors de la suppression de la Compagnie de Jésus. Les jésuites ne revinrent à Bruxelles qu'en 1835 et fondèrent alors le Collège Saint-Michel, mais déplacé à Etterbeek en 1905 et remplacé par le collège Saint-Jean-Berchmans néerlandophone.
Les deux universités francophones de la région bruxelloise siègent à Bruxelles. L'université Saint-Louis - Bruxelles est située dans le pentagone de la Ville de Bruxelles, et possède une seconde implantation dans le « Quartier européen ». L'Université libre de Bruxelles (ULB) siège aussi à Bruxelles, la majorité de son campus principal du Solbosch étant situé sur le territoire de la ville de Bruxelles (extension sud), sur des terrains offerts par la ville à l'université après l'Exposition universelle de 1910.

### Pauvreté
À Bruxelles, un tiers de la population est menacée de pauvreté selon l'Observatoire de la pauvreté.

## Jumelages
La ville de Bruxelles est actuellement jumelée avec :
| - Atlanta (États-Unis) - Alger (Algérie) - Pékin (Chine) depuis 1994 - Berlin (Allemagne)[réf. nécessaire] - Brasilia (Brésil) - Bonn (Allemagne)[réf. nécessaire] - Casablanca (Maroc)[réf. nécessaire] - Kiev (Ukraine) - Kinshasa (République démocratique du Congo)[réf. nécessaire] - Kuala Lumpur (Malaisie)[réf. nécessaire] - Ljubljana (Slovénie)[réf. nécessaire] - Macao (Chine)[réf. nécessaire] - Madrid (Espagne) - Mexico (Mexique)[réf. nécessaire] - Moscou (Russie) - Prague (Tchéquie) - Sarajevo (Bosnie-Herzégovine)[réf. nécessaire] - Sofia (Bulgarie)[réf. nécessaire] - Tirana (Albanie) - Washington, D.C. (États-Unis) |

## Honneur
L'astéroïde (2689) Bruxelles porte son nom.